# Clermont-Ferrand
Clermont-Ferrand (prononcé : /klɛʁ.mɔ̃ fe.ʁɑ̃/  ) est une ville du centre de la France, située dans le Massif central en région Auvergne-Rhône-Alpes. C'est la capitale historique de l'Auvergne et le chef-lieu du département du Puy-de-Dôme.
La ville moderne est née de l'union au XVIIe siècle de deux anciennes villes rivales, Clermont et Montferrand. La ville gallo-romaine d'Augustonemetum apparaît après la disparition de la métropole arverne Nemossos. Elle prend ensuite le nom d'Arvernis puis de Clermont. Au début du XIIe siècle, les comtes d'Auvergne fondent la ville concurrente de Montferrand. En 1630, Louis XIII impose par l'édit de Troyes l'unification des deux villes voisines. Cette union sera réaffirmée par Louis XV en 1731.
Clermont-Ferrand est la 24e commune la plus peuplée de France avec 147 751 habitants en 2022. Son unité urbaine rassemble 273 822 habitants en 2022 et son aire d'attraction 510 669 habitants la même année. L’intercommunalité a accédé au rang de métropole institutionnelle le 1er janvier 2018 sous le nom de Clermont Auvergne Métropole.
Grand centre universitaire et de recherche français,, la ville garde d’importantes fonctions administratives et de services intermédiaires. Avec plus de 40 000 étudiants, soit un quart de la population municipale, et 6 000 chercheurs, elle est la première ville de France à intégrer le réseau ville apprenante de l'UNESCO.
Ville de tradition industrielle, siège de Michelin, l'un des deux plus grands fabricants mondiaux de pneumatiques, Clermont-Ferrand est également bien positionnée dans les industries pharmaceutique, agro-alimentaire et aéronautique. Elle accueille trois pôles de compétitivité.
La ville est située au pied de la faille de Limagne et de la chaîne des Puys, site naturel inscrit depuis le 2 juillet 2018 comme « haut lieu tectonique » au patrimoine mondial de l'UNESCO.

## Géographie

### Localisation

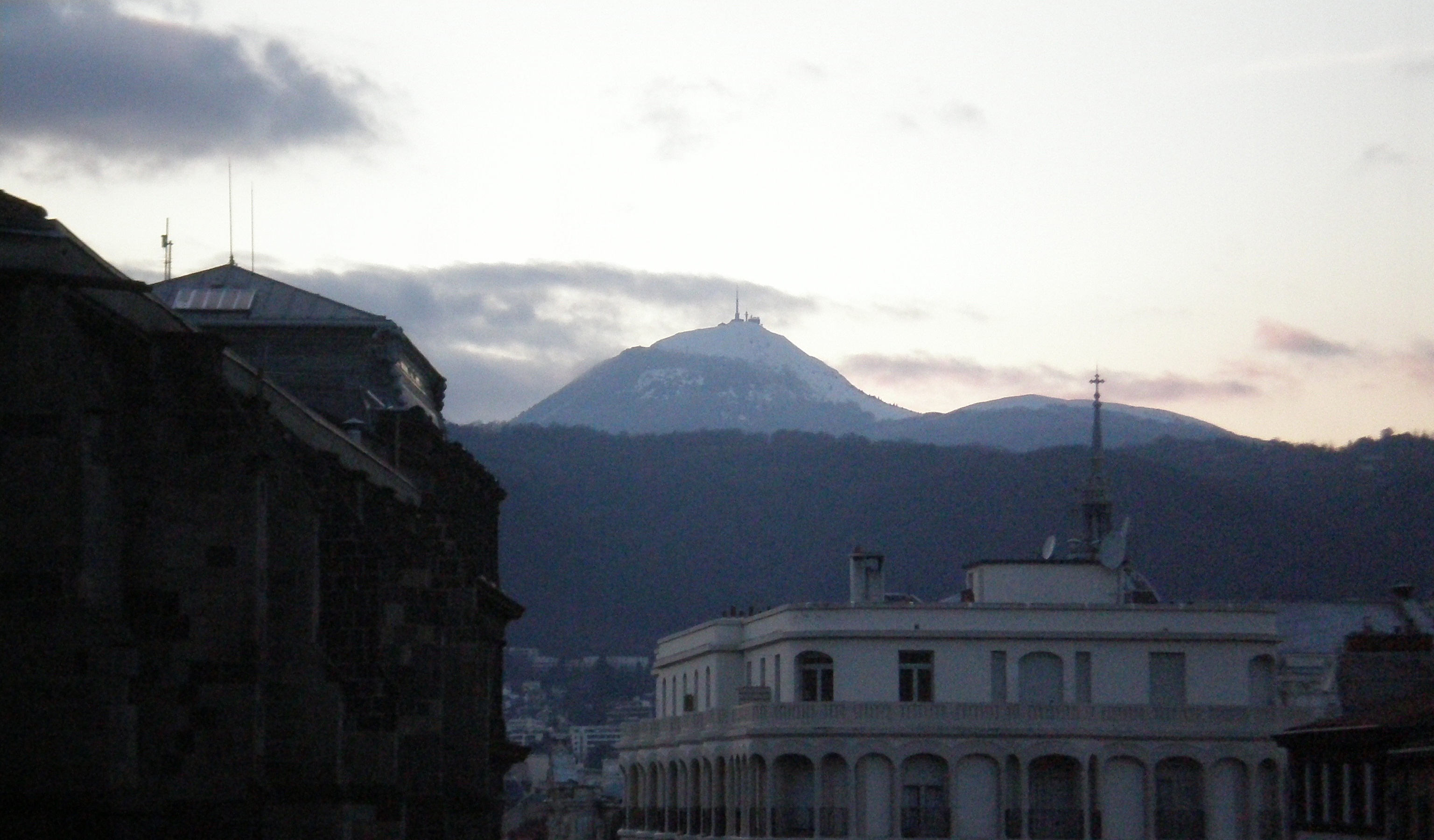
Le puy de Dôme vu depuis la place Sugny.

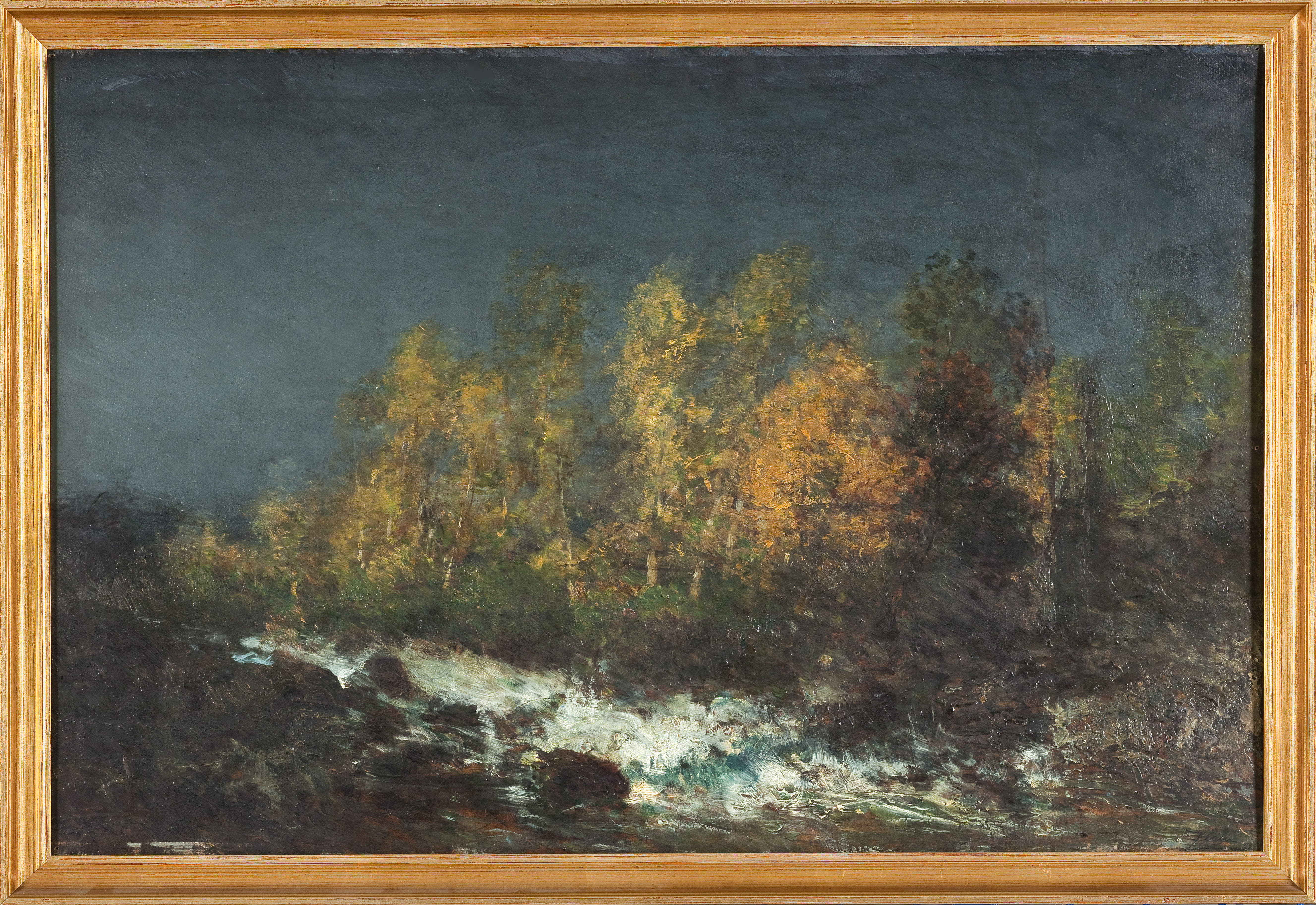
Le Torrent. Environs de Clermont-Ferrand
Félix Ziem, 1870-1880
Petit Palais, Paris

Clermont-Ferrand est implantée en bordure de la plaine très fertile de la Limagne, bassin sédimentaire traversé par l'Allier, à une altitude moyenne de 386 m.
À l'ouest, elle est surplombée par le plateau granitique des Combrailles (800 m d'altitude moyenne). Le bord du plateau forme la faille de Limagne. Au début du plateau et visible depuis la ville, la chaîne des Puys, plus grande chaîne de volcans d'Europe, est dominée par le puy de Dôme.
Clermont-Ferrand est au carrefour des axes autoroutiers nord-sud Paris (420 km) – Béziers (340 km) (A71 et A75) et est-ouest Lyon (165 km) - Bordeaux (370 km) (A89).

### Communes limitrophes
Douze communes  sont limitrophes de Clermont-Ferrand :
Les communes limitrophes sont Blanzat, Aubière, Aulnat, Beaumont, Cébazat, Ceyrat, Chamalières, Cournon-d'Auvergne, Durtol, Gerzat, Lempdes et Orcines.
| Durtol             | Blanzat, Cébazat | Gerzat                     |
| Orcines            | Clermont-Ferrand | Aulnat Lempdes             |
| Chamalières Ceyrat | Beaumont         | Cournon-d'Auvergne Aubière |

### Géologie et relief

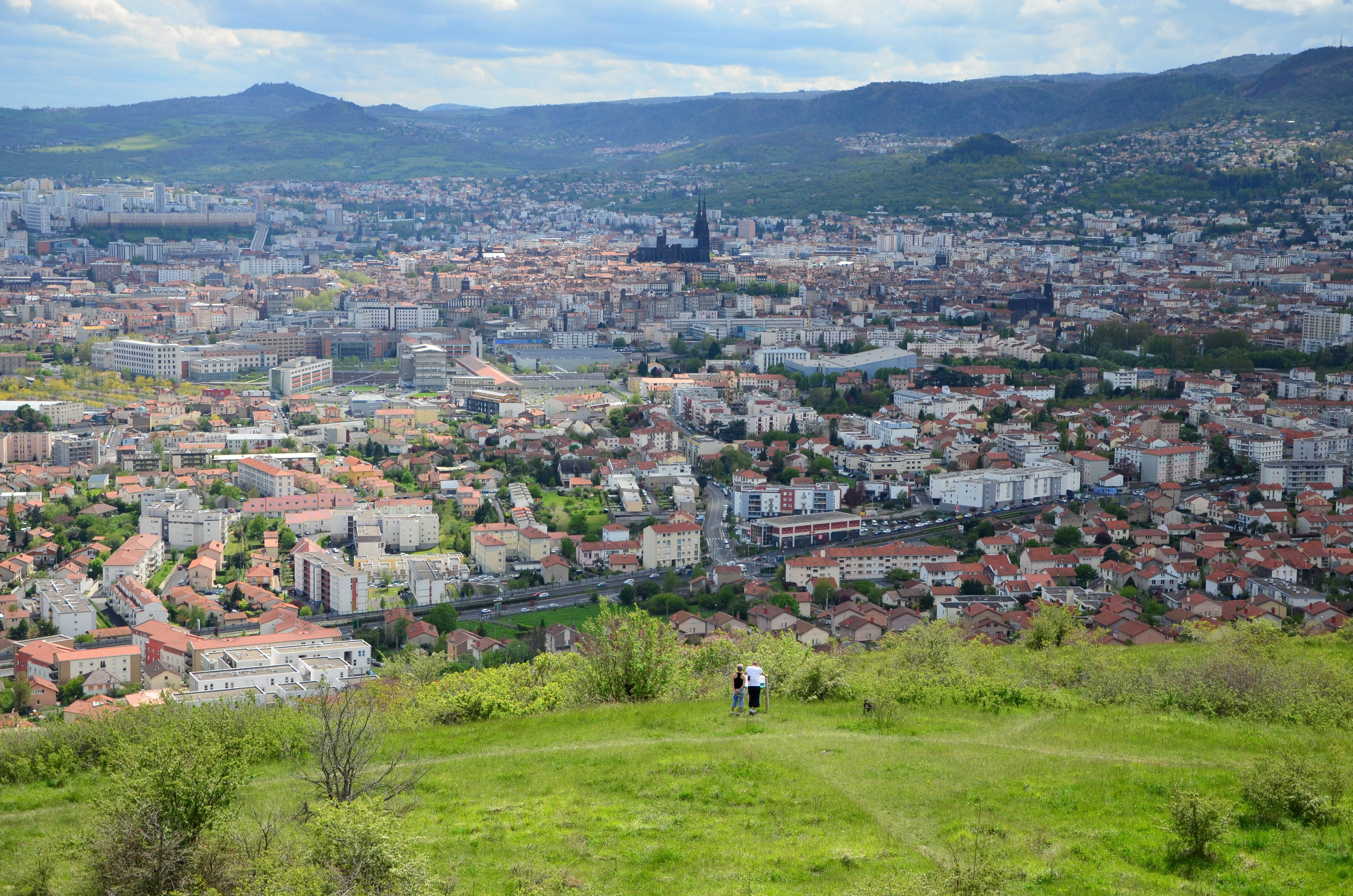
Le plateau central de Clermont-Ferrand et les quartiers qui l'entourent.

Une grande partie de Clermont-Ferrand se trouve au centre d'un ancien cirque volcanique. La ville est en fait bâtie au cœur d'un ancien volcan phréato-magmatique (lave puis lac volcanique) et au centre du cratère du maar de Jaude (de la place de Jaude au carrefour Europe de Chamalières) âgé d'environ 156 000 ans.
Cet ancien cratère volcanique, probablement le plus ancien de la chaîne des Puys, mesure environ 1,5 km de diamètre et a été comblé par les alluvions nées du lac volcanique issu de la Tiretaine, petit cours d'eau qui traverse la ville en souterrain et par les coulées magmatiques du Pariou, volcan plus jeune, proche voisin de la chaîne des Puys à l'ouest.
La ville s'est développée autour d'une butte volcanique dite plateau central sur laquelle sont construits les quartiers historiques et la cathédrale. Les autres coteaux à l'ouest, et notamment le Montjuzet (ancien mont aux Juifs), anciens coteaux viticoles, sont aussi des restes des bordures de ce cratère ancien érodé.
Il y a aussi un neck, le puy de Crouel, à l'est de la ville.

### Hydrographie

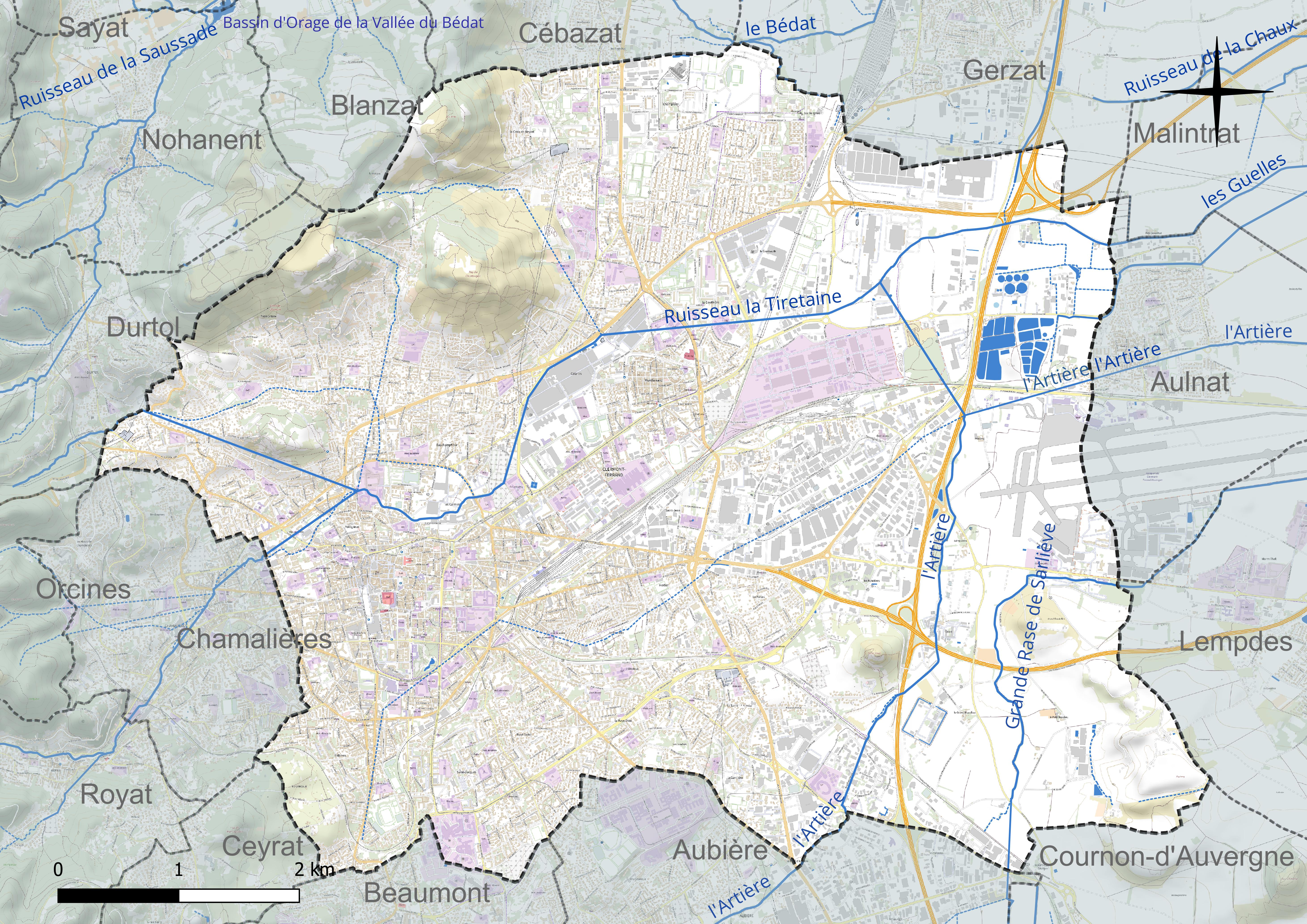
Réseau hydrographique de Clermont-Ferrand.

Deux petits cours d'eau coulent sur son territoire : la Tiretaine et l'Artière, en partie enterrés artificiellement. Un autre, le Bédat, lui sert de frontière nord sur quelques dizaines de mètres. Au sud-est, un fossé de drainage, la grande rase de Sarliève, devient le ruisseau le Bec, affluent de l'Artière.
Au contraire de Vichy, Clermont-Ferrand est bâtie à l'écart de la vallée inondable de l'Allier qui s'écoule à une dizaine de kilomètres à l'est du centre de la ville.
Les quartiers les Vergnes et la Plaine (au Nord) sont construits sur d'anciens marécages.

### Climat
Pour des articles plus généraux, voir Climat d'Auvergne-Rhône-Alpes et Climat du Puy-de-Dôme.
En 2010, le climat de la commune est de type climat océanique dégradé des plaines du Centre et du Nord, selon une étude du Centre national de la recherche scientifique s'appuyant sur une série de données couvrant la période 1971-2000. En 2020, Météo-France publie une typologie des climats de la France métropolitaine dans laquelle la commune est exposée à un climat de montagne ou de marges de montagne et est dans la région climatique Nord-est du Massif Central, caractérisée par une pluviométrie annuelle de 800 à 1 200 mm, bien répartie dans l’année.
Pour la période 1971-2000, la température annuelle moyenne est de 11,1 °C, avec une amplitude thermique annuelle de 16,5 °C. Le cumul annuel moyen de précipitations est de 636 mm, avec 8,5 jours de précipitations en janvier et 6,7 jours en juillet. Pour la période 1991-2020, la température moyenne annuelle observée sur la station météorologique installée sur la commune est de 12,1 °C et le cumul annuel moyen de précipitations est de 563,4 mm,. Pour l'avenir, les paramètres climatiques de la commune estimés pour 2050 selon différents scénarios d'émission de gaz à effet de serre sont consultables sur un site dédié publié par Météo-France en novembre 2022.
| Mois                                  | jan.             | fév.            | mars             | avril           | mai             | juin          | jui.            | août           | sep.            | oct.            | nov.             | déc.             | année     |
| ------------------------------------- | ---------------- | --------------- | ---------------- | --------------- | --------------- | ------------- | --------------- | -------------- | --------------- | --------------- | ---------------- | ---------------- | --------- |
| Température minimale moyenne (°C)     | 0,6              | 0,6             | 3                | 5,3             | 9,1             | 12,6          | 14,5            | 14,4           | 10,9            | 8,3             | 3,9              | 1,4              | 7,1       |
| Température moyenne (°C)              | 4,3              | 5,1             | 8,3              | 10,9            | 14,8            | 18,4          | 20,6            | 20,6           | 16,7            | 13              | 7,9              | 5                | 12,1      |
| Température maximale moyenne (°C)     | 8                | 9,5             | 13,7             | 16,6            | 20,5            | 24,2          | 26,8            | 26,8           | 22,5            | 17,8            | 12               | 8,6              | 17,3      |
| Record de froid (°C) date du record   | −23,1 05.01.1971 | −29 14.02.1929  | −21,3 11.03.1931 | −7,1 08.04.03   | −4,2 02.05.1938 | 1 02.06.1975  | 3,8 03.07.1948  | 2,4 24.08.1980 | −3 24.09.1928   | −9,2 29.10.1997 | −11,8 23.11.1993 | −25,8 18.12.1933 | −29 1929  |
| Record de chaleur (°C) date du record | 22,1 30.01.02    | 25,9 28.02.1960 | 26,6 25.03.1981  | 31,3 16.04.1949 | 33 17.05.1945   | 40,9 26.06.19 | 40,7 31.07.1983 | 40,4 24.08.23  | 36,8 16.09.1987 | 33,2 02.10.23   | 24,7 08.11.15    | 21,9 30.12.1925  | 40,9 2019 |
| Ensoleillement (h)                    | 84,6             | 109,6           | 165,4            | 179,1           | 199,7           | 225,2         | 255,6           | 243,2          | 191,4           | 136             | 90,3             | 77,7             | 1 957,9   |
| Précipitations (mm)                   | 26,6             | 18,7            | 26,1             | 51,1            | 66,5            | 67,5          | 63,3            | 62             | 57,5            | 48,8            | 46,2             | 29,1             | 563,4     |

### Voies de communication et transports

#### Liaisons routières

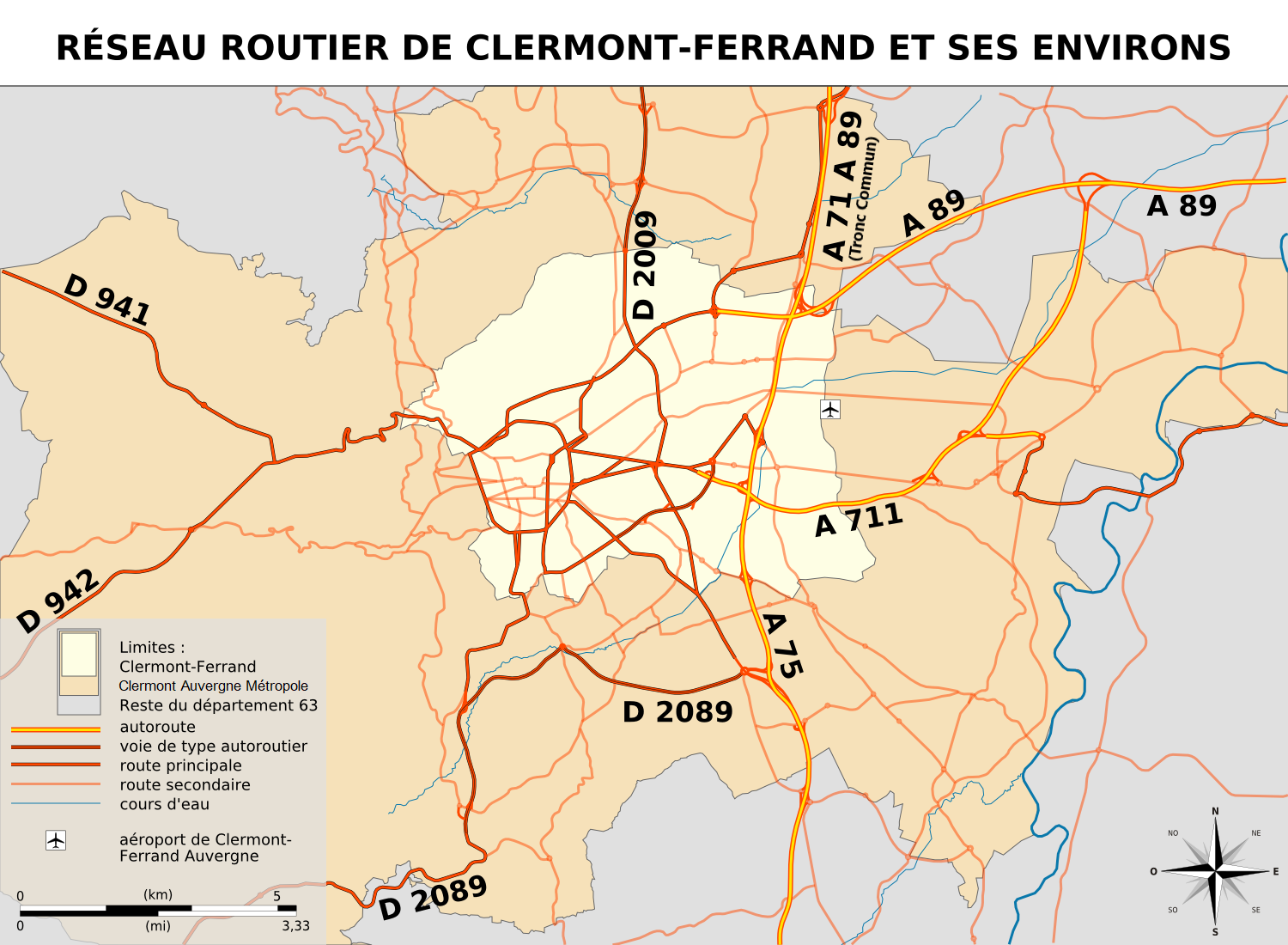
Carte du réseau routier de l'agglomération.

Quatre axes autoroutiers orientés nord-sud et est-ouest partent de Clermont :
- vers le nord : Clermont – Paris par l'A 71 (environ 4 heures) ;
- vers le sud : Clermont – Béziers par l'A 75 (environ 3 heures) ;
- vers l'est : Clermont – Lyon par l'A 89 (environ 2 heures) et Saint-Étienne par l'A 89 et l'A 72 (environ 1 heure 30) ;
- vers l'ouest : Clermont – Bordeaux (A 89, environ 4 heures).

Les autoroutes A 89 et A 72 permettent également de relier Clermont aux Alpes et à Marseille, l'A 89 à Limoges, Brive-la-Gaillarde, Périgueux et Toulouse, l'A 71 à Bourges, Montluçon et Nevers et l'A 75 à Montpellier, Perpignan et l'Espagne. La gratuité de l'autoroute A 75 entre Clermont-Ferrand et Béziers (environ 300 km, à l'exception du viaduc de Millau, payant) fait de cet axe une voie importante vers le sud (notamment l'Espagne).
En outre, les liaisons routières sont bien développées. Depuis Riom ou l'échangeur de Pérignat-lès-Sarliève (sortie 2) de l'autoroute A 75, la route métropolitaine (RM) 2009, partie de l'ancienne route nationale 9 aménagée à 2 × 2 voies, dessert le Nord de l'agglomération et les quartiers est et sud-est de Clermont jusqu'à Aubière. L'axe est-ouest, constitué par la route nationale 89, déclassée (en route départementale (RD) 2089 sur le contournement sud), dessert quant à lui le sud de la ville et son agglomération (de Pont-du-Château à Ceyrat en passant par le centre-ville).
Vers la chaîne des Puys, les routes départementales RD 941 et RD 943 desservent l'Ouest de la ville, jusqu'à Pontgibaud et le Limousin (Aubusson et Limoges). La RD 942 constitue un axe alternatif à la RD 2089 en se rapprochant du sommet du puy de Dôme. Quant à la RD 944, elle assure une desserte des communes de l'ouest de l'agglomération, de Durtol à Ceyrat via Chamalières et Royat.
Une voie rapide, la RM 69, est aménagée dans la continuité de l'autoroute A710W jusqu'au quartier Galaxie, à l'ouest de la ville, par le carrefour des Pistes afin de rejoindre plus rapidement ces deux dernières communes, et une autre existe correspondant au boulevard Jacques-Bingen (RM 771), pénétrante depuis l'autoroute de Thiers vers le quartier Saint-Jacques au sud-est de la ville.
Le territoire communal est également traversé par les routes métropolitaines 3 (vers Beaumont et Romagnat), 54 (vers Aulnat) et 54D (partie de la rue Élisée-Reclus), 765 (rue de l'Oradou et desserte des quartiers de La Pardieu et Ernest Cristal), 766 (vers Lempdes), 769 (vers l'aéroport), 772 (chemin de Beaulieu), 805 (vers Aubière) et 2099 (ancienne route nationale 9).

##### Rocade de Clermont-Ferrand

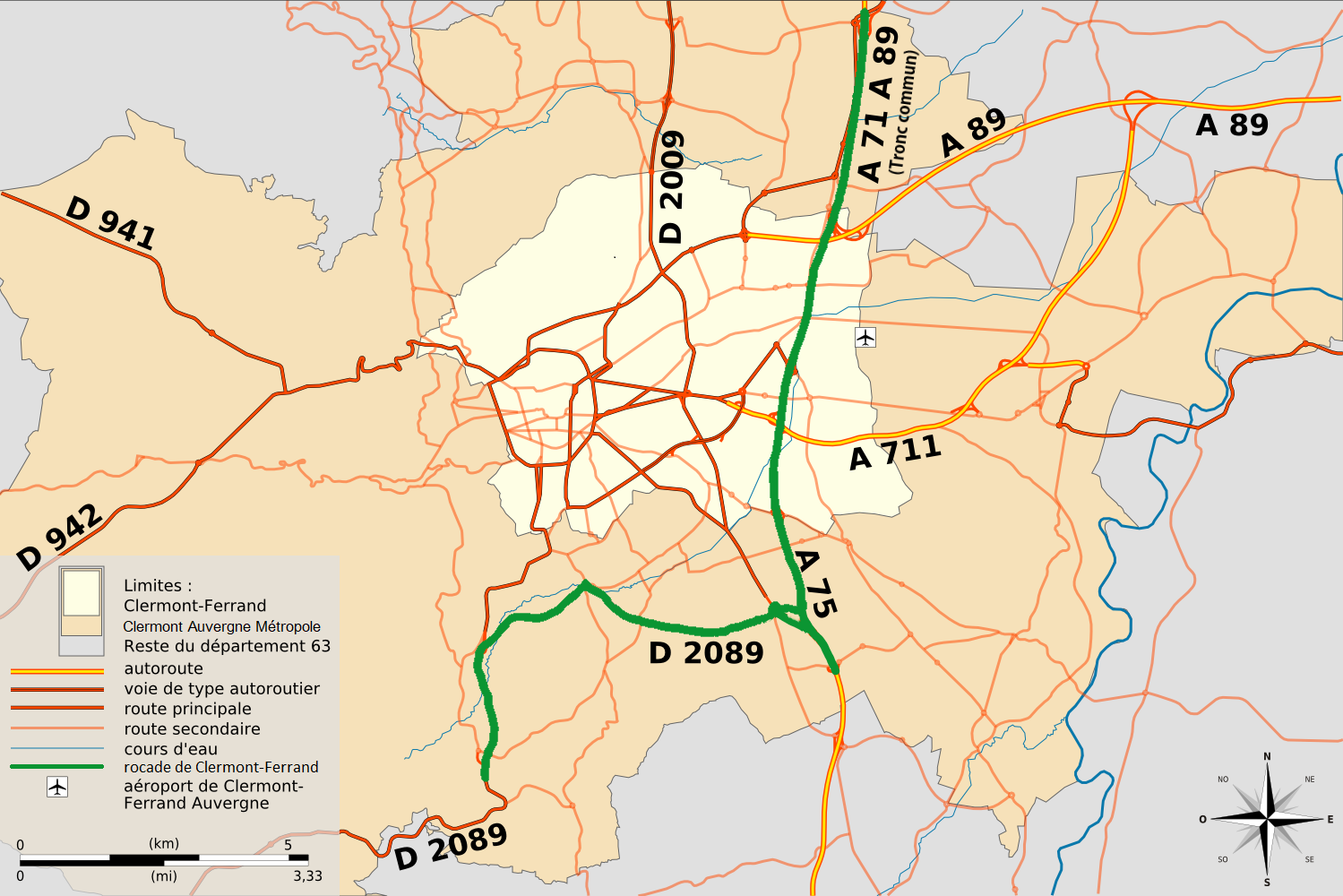
Tracé de la rocade de Clermont-Ferrand (en vert).

Les tronçons routiers autour de Clermont-Ferrand des autoroutes A 71, A 75 et de la route départementale 2089 réunis forment un aménagement routier à l'est de la ville assimilable à une rocade permettant de contourner la ville de Clermont-Ferrand. La rocade se compose alors de deux parties d'une longueur totale d'environ 22 kilomètres : la rocade Est, composée des autoroutes A 71 et A 75 depuis la gare de péage de Gerzat (ou de Clermont-Barrière) sur l'A 71 jusqu'aux sorties no 2 et no 3 de l'A 75 (aussi appelée échangeur de Pérignat-lès-Sarliève, puis la rocade Sud, composée de la route départementale 2089 qui s'étend de l'échangeur de Pérignat-lès-Sarliève jusqu'à la commune de Ceyrat.

#### Liaisons ferroviaires

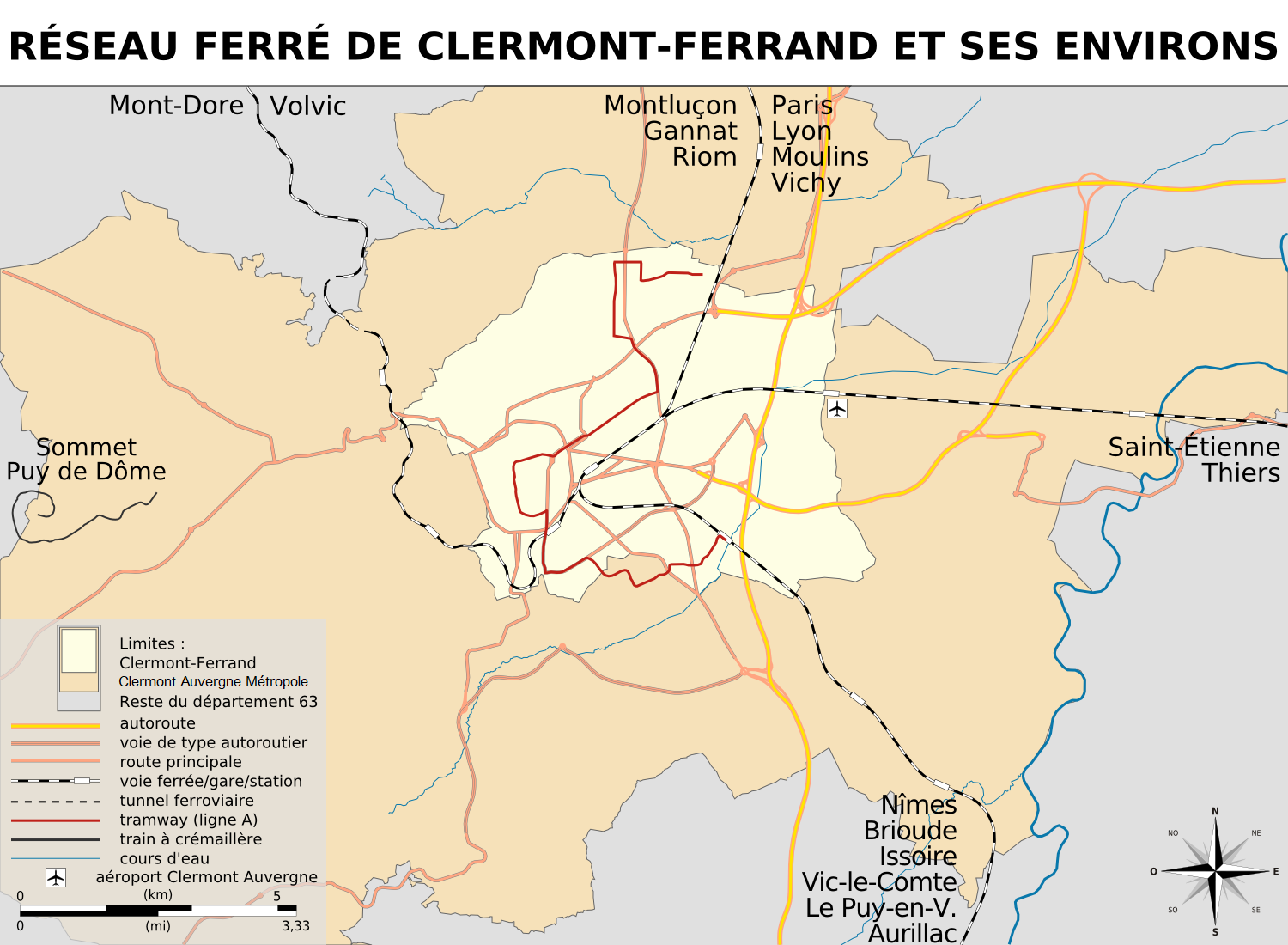
Carte du réseau ferré (tramway sur pneus et train) de l'agglomération.

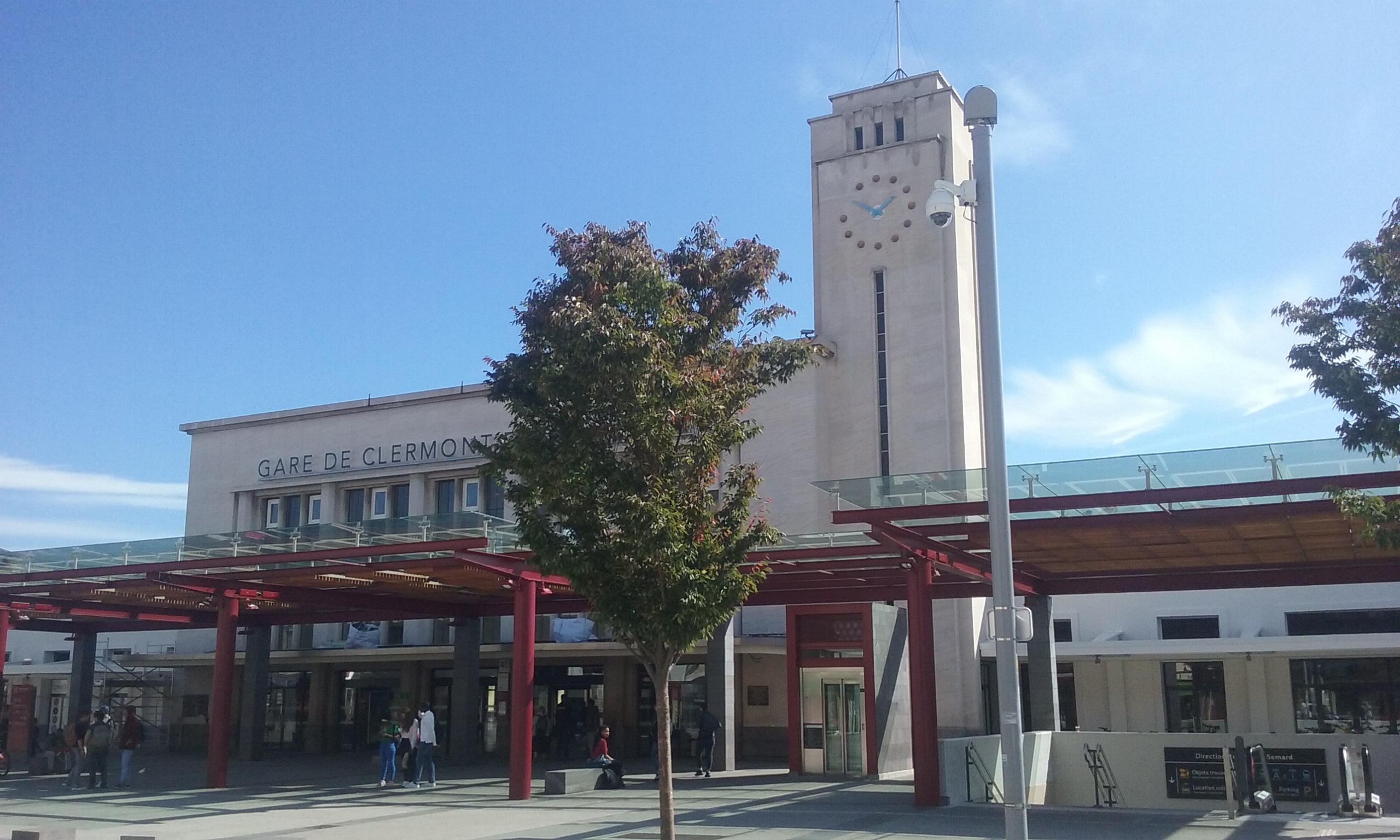
Entrée principale et parvis rénové de la gare, en septembre 2017.

En 2015, Clermont-Ferrand compte trois gares sur son territoire : une gare principale, point névralgique du trafic ferroviaire auvergnat, et trois haltes, plus modestes : celle de La Pardieu, permettant la correspondance entre les TER Auvergne-Rhône-Alpes, reliant Clermont au sud de l'Auvergne, et la ligne A du tramway clermontois, et celle de La Rotonde desservant le pôle universitaire éponyme. Celle d'Aulnat-Aéroport, sur la commune limitrophe d'Aulnat, dessert l'aéroport, permettant la correspondance entre les TER Auvergne-Rhône-Alpes.
Depuis le 14 décembre 2008, les trains Téoz (puis Intercités depuis 2012) relient Clermont à Paris en 2 h 59 (pour la paire de trains sans arrêt) à 3 h 23 (trains avec quatre arrêts intermédiaires), grâce à des travaux de réfection et de sécurisation des voies (suppressions de passages à niveau) qui ont permis d'élever la vitesse maximale de 160 à 200 km/h sur certaines portions de ligne situées entre les gares de Saincaize et de Varennes-sur-Allier. La ligne Clermont – Paris a été la première équipée des voitures Intercités par la SNCF. La desserte de base en semaine comporte huit aller-retour, intégralement assurée en voitures Corail Téoz depuis le service annuel 2008 (Intercités à partir de 2012). Elle bénéficie du cadencement : les départs de Clermont se font à +32, de Paris à l'heure pile, mais sont inégalement répartis à travers la journée ; au départ de Paris, une importante lacune subsiste entre 9 h et 13 h. Les travaux menés en gare de Clermont-Ferrand ont contraint à modifier les heures de départ de ces trains.
En direction de l'ouest ou de l'est, les liaisons sont peu développées et les temps de trajet sont élevés (plus de 2 h 30 pour arriver à Lyon-Part-Dieu ou Lyon-Perrache la ligne passant par le nord, remontant sur Vichy avant de se diriger vers Roanne)). Le temps de trajet vers Lyon a cependant été réduit grâce à la mise en service en décembre 2006 d'une bretelle de raccordement à Saint-Germain-des-Fossés, permettant d'éviter un rebroussement qui pénalisait le temps de parcours de dix à vingt minutes. Le matériel régional neuf (X 73500 et AGC X 76500) explique aussi les gains obtenus sur ce parcours rendu difficile par les fortes pentes et le tracé sinueux de la ligne, surtout entre Roanne et Lozanne.
En direction du sud, une ligne à voie unique se sépare en deux à Arvant, avec la ligne vers Nîmes autrefois parcourue par le train "Le Cévenol" et la ligne vers Béziers, autrefois parcourue par le train "Aubrac" et célèbre par le viaduc de Garabit construit par Gustave Eiffel. Ces deux lignes sont aujourd'hui desservies par des rames automotrices des Régions Auvergne-Rhône Alpes et Occitanie.
La dégradation du service ferroviaire, généralisée dans le Massif central, diminue le nombre de relations : outre la suppression de nombreux trains fin 2012 en zone périurbaine, conséquence de la préparation des travaux dans la gare principale, la fermeture de la section entre Eygurande et Laqueuille en juillet 2014, faute d'entretien, a supprimé les liaisons ferroviaires entre la capitale auvergnate et Bordeaux (plus de 6 h) et Brive ou Limoges (4 h).
Aucune ligne à grande vitesse ne dessert la ville malgré de multiples pressions des élus et des habitants. Plusieurs projets ont été proposés dont une ligne à grande vitesse vers Paris, la LGV Paris – Orléans – Clermont-Ferrand – Lyon, (rejetée en 2005) ou la Transversale Alpes Auvergne Atlantique défendue par le conseil régional d'Auvergne.
Le pôle d'échanges intermodal de la gare a été inauguré le 17 janvier 2015 en présence du président de la SNCF, ; les travaux se sont poursuivis jusqu'en 2016.

#### Liaisons aériennes

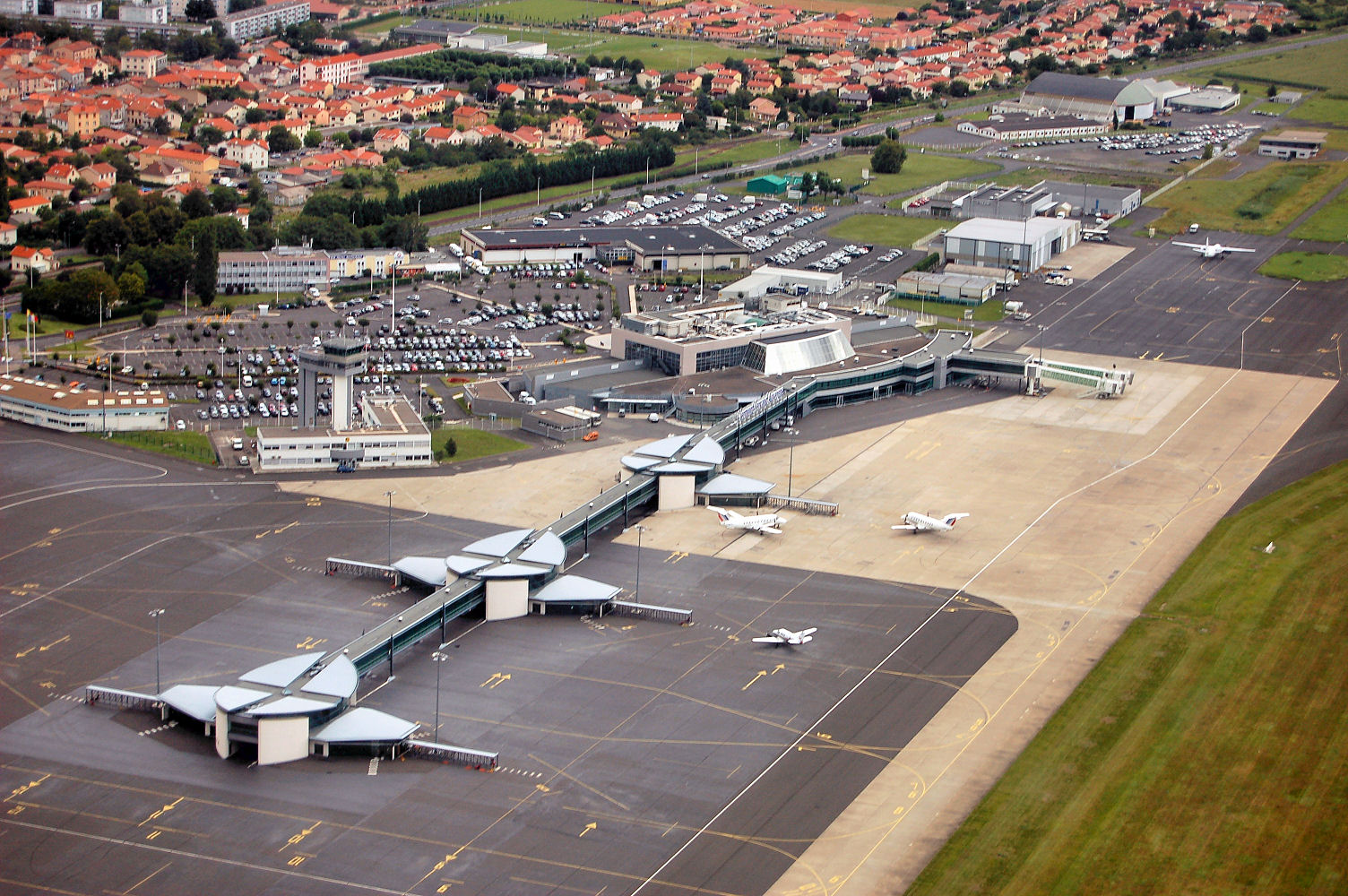
Vue aérienne de l'aéroport de Clermont-Ferrand en 2007.

L'aéroport international de Clermont-Ferrand se situe sur la commune d'Aulnat, à l'est de la métropole clermontoise. Il possède une piste d'une longueur de 3 015 m. Il a été géré par la Chambre de commerce et d'industrie de Clermont-Ferrand / Issoire jusqu'en 2006, puis actuellement par un consortium Keolis/Vinci.
L'aéroport a accueilli 430 958 passagers en 2018.
L'aéroport a été relié entre le 21 mai et le 24 septembre 2011 à Southampton (45 minutes de Londres en train) à raison de trois allers-retours par semaine avec la compagnie Flybe.
De nombreux vols saisonniers directs s'ajoutent à cela (Autriche, Baléares, Canaries, Crète, Cuba, Sardaigne, Madère, Croatie, Espagne, Écosse, Grèce, Irlande, Italie, Malte, Portugal…).
L'aéroport avait dépassé le million de passagers en 2002 grâce à un large éventail de destinations faisant de la plateforme le hub de l'ancienne compagnie Regional Air Lines. On évoquait alors la construction d'une seconde piste en dur. Depuis, bon nombre de ces destinations nationales (Bordeaux, Limoges, Pau, Biarritz, Dijon, Bâle-Mulhouse…) et internationales (Londres, Genève, Bruxelles, Milan, Turin) ont été supprimées par le groupe Air France, entraînant une chute inéluctable du trafic (un peu moins de 400 000 passagers en 2009). À la suite d'une action judiciaire de l'État en 2010 remettant en cause le principe de délégation de service public des lignes vers Lille, Rennes, Toulouse, Marseille et Strasbourg et exploitées auparavant par la compagnie Chalair Aviation (reprise des lignes à Régional qui les avait abandonnées), ces destinations ont également été supprimées.
Une filiale d'Iberia a exploité de début 2008 jusqu'à l'été 2009 des vols vers Madrid (six vols hebdomadaires).
Depuis avril 2013, deux nouvelles liaisons ont été mises en place avec Ryanair vers Porto ainsi que Charleroi. Depuis 2015, le voyagiste Heliades propose des vols vers les îles grecques.
L'aéroport de Clermont a reçu le Concorde (une première fois le 20 mai 1983 et une deuxième le 15 décembre 2001, ce deuxième accueil est rendu possible grâce à la pression de Michelin qui fournissait les nouveaux pneumatiques du supersonique, mis au point après l'accident de juillet 2000). L'aéroport a également accueilli le Beluga (avion cargo Airbus A300-600ST) en 1999 et 2013, ainsi que l'Airbus A380 pour un touch and go. L'aéroport accueille aussi beaucoup d'avions qui viennent faire des tests, surtout pour le compte d'Airbus. Il peut recevoir des gros porteurs.
Il accueille le centre de maintenance de la compagnie aérienne Régional, filiale du groupe Air France.
La compagnie FlyKiss a exploité entre le 7 novembre 2016 et le 27 mai 2017 des vols vers Londres, Lille, Nice, Strasbourg et Brest.

#### Liaisons pédestres
Clermont est le point de départ de la via Arvernha qui traverse les monts du Cantal, puis rejoint le camino francés, le principal itinéraire pédestre jusqu'à Saint-Jacques-de-Compostelle.

#### Transports urbains
Le réseau de transports clermontois est exploité par la régie EPIC T2C et géré par le syndicat mixte des transports en commun de l'agglomération clermontoise (SMTC-AC). Le 1er janvier 2013, T2C a changé de statut juridique, passant de celui de société d'économie mixte à celui d'établissement public à caractère industriel et commercial.
Les transports en commun de l'agglomération sont gratuits le week-end depuis le 4 décembre 2021,.
La « colonne vertébrale » de ce réseau est le tramway sur pneus de technologie Translohr, dont une première tranche a été mise en service le 13 novembre 2006 entre Champratel et le CHU Gabriel-Montpied. La ligne a été prolongée le 27 août 2007 vers la gare de Clermont-La Pardieu, dans la technopole, au sud-est de la commune, puis le 14 décembre 2013 jusqu'au quartier des Vergnes. La ligne suit un axe nord-sud en reliant le quartier des Vergnes à la gare de La Pardieu.
Le réseau est complété par deux lignes exploitées avec des bus à haut niveau de service : la ligne B, reliant la place Allard à Royat au stade Marcel-Michelin, ainsi que la ligne C, reliant Tamaris au lycée René-Descartes à Cournon-d'Auvergne. Outre ces lignes, le réseau T2C comporte aussi 24 lignes régulières d'autobus classiques.
Le réseau sera restructuré fin 2025 avec le projet InspiRe, composé de la ligne de tramway, des deux lignes à haut niveau de service (ligne B qui reliera Royat à Aulnat et ligne C reliant Durtol à Cournon-d'Auvergne) et de parcs relais supplémentaires.
Un service de transport à la demande, MooviCité, initié par le SMTC-AC, propose des transports à la demande pour les personnes à mobilité réduite, ainsi que la location de vélos classiques et de vélos à assistance électrique (VAE), pour tous à l'intérieur de l'agglomération.
Depuis 2013, un service de vélos en libre-service et de location longue durée appelé C.vélo, géré par le SMTC-AC est disponible dans la capitale auvergnate. C.vélo comptait, en septembre 2021, cinquante-sept stations disponibles aux usagers pour un total de 680 vélos.

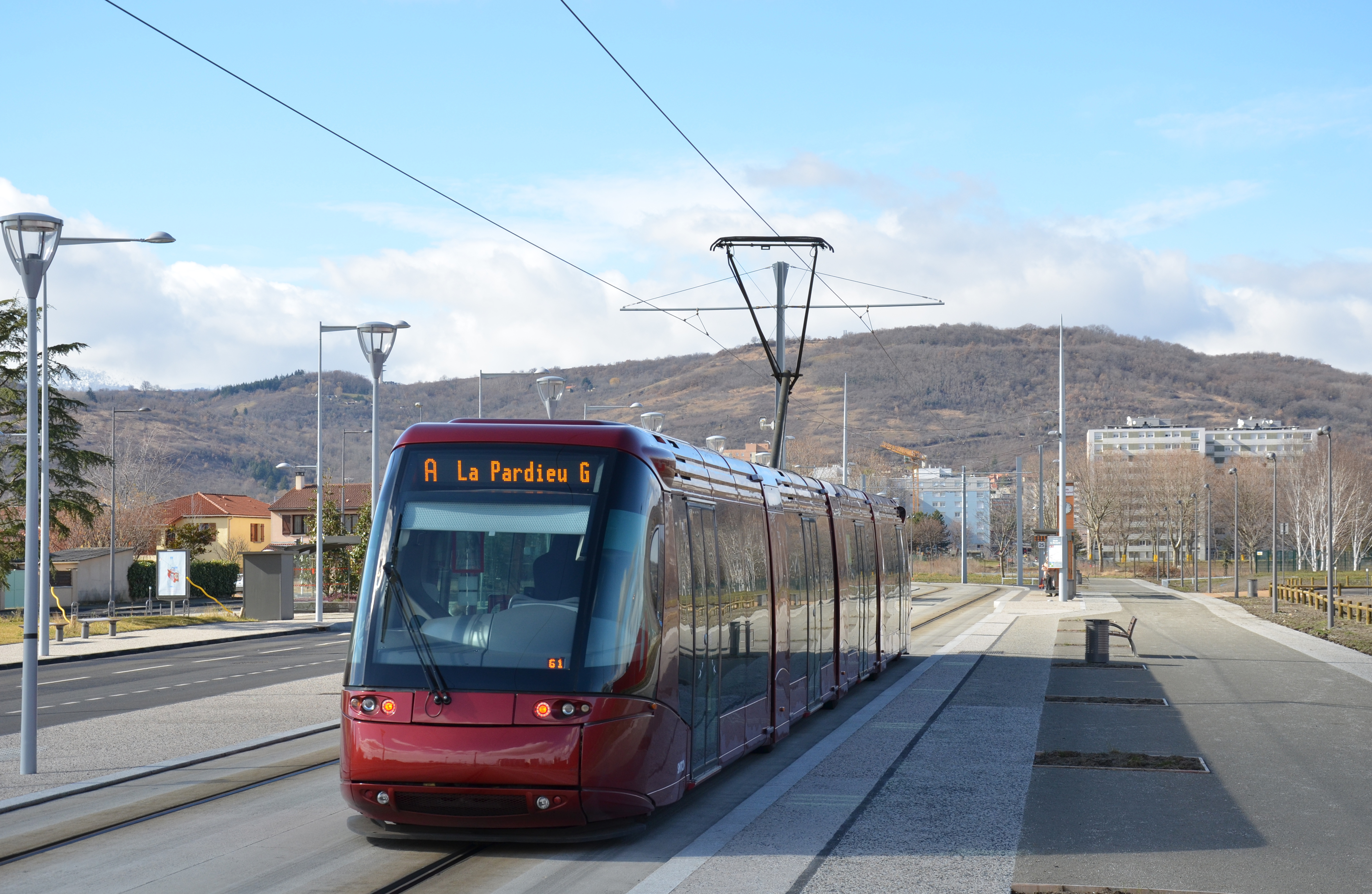
Le tramway sur pneus de Clermont-Ferrand, près du stade Gabriel-Montpied, en février 2015.
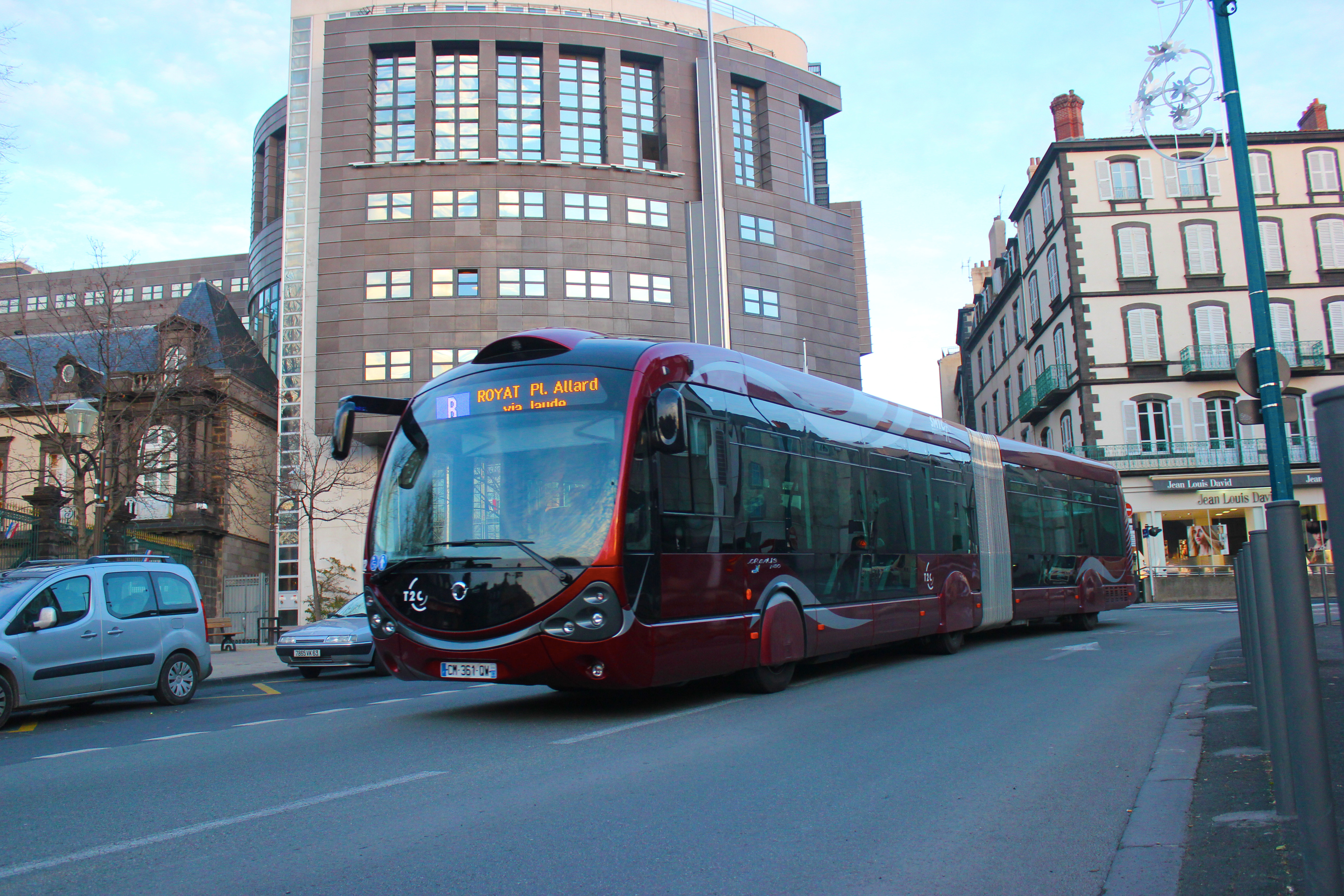
BHNS Irisbus Crealis Neo 18 de la ligne B, en décembre 2012.
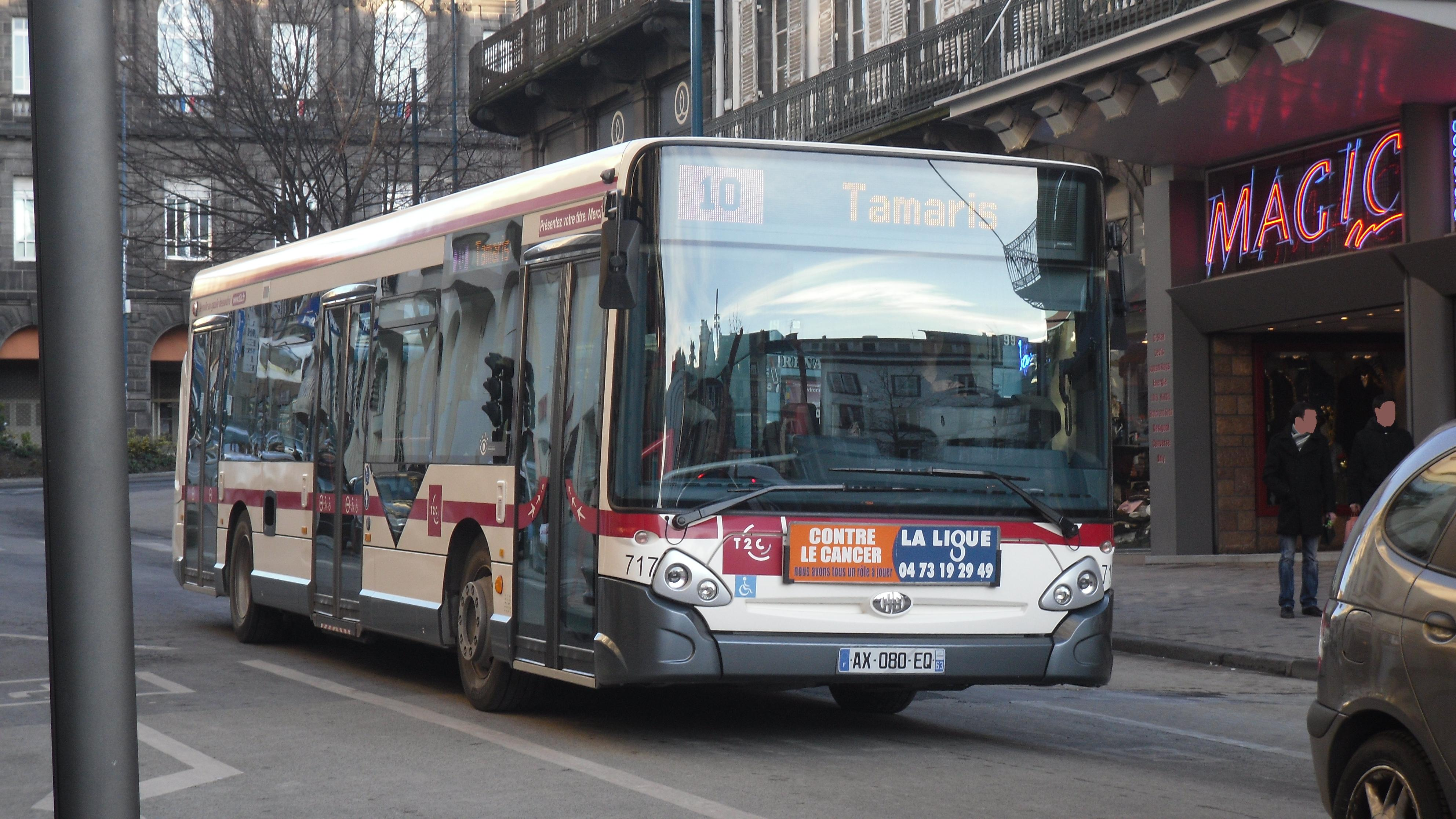
Bus standard Heuliez GX 327 du réseau T2C, en décembre 2010.
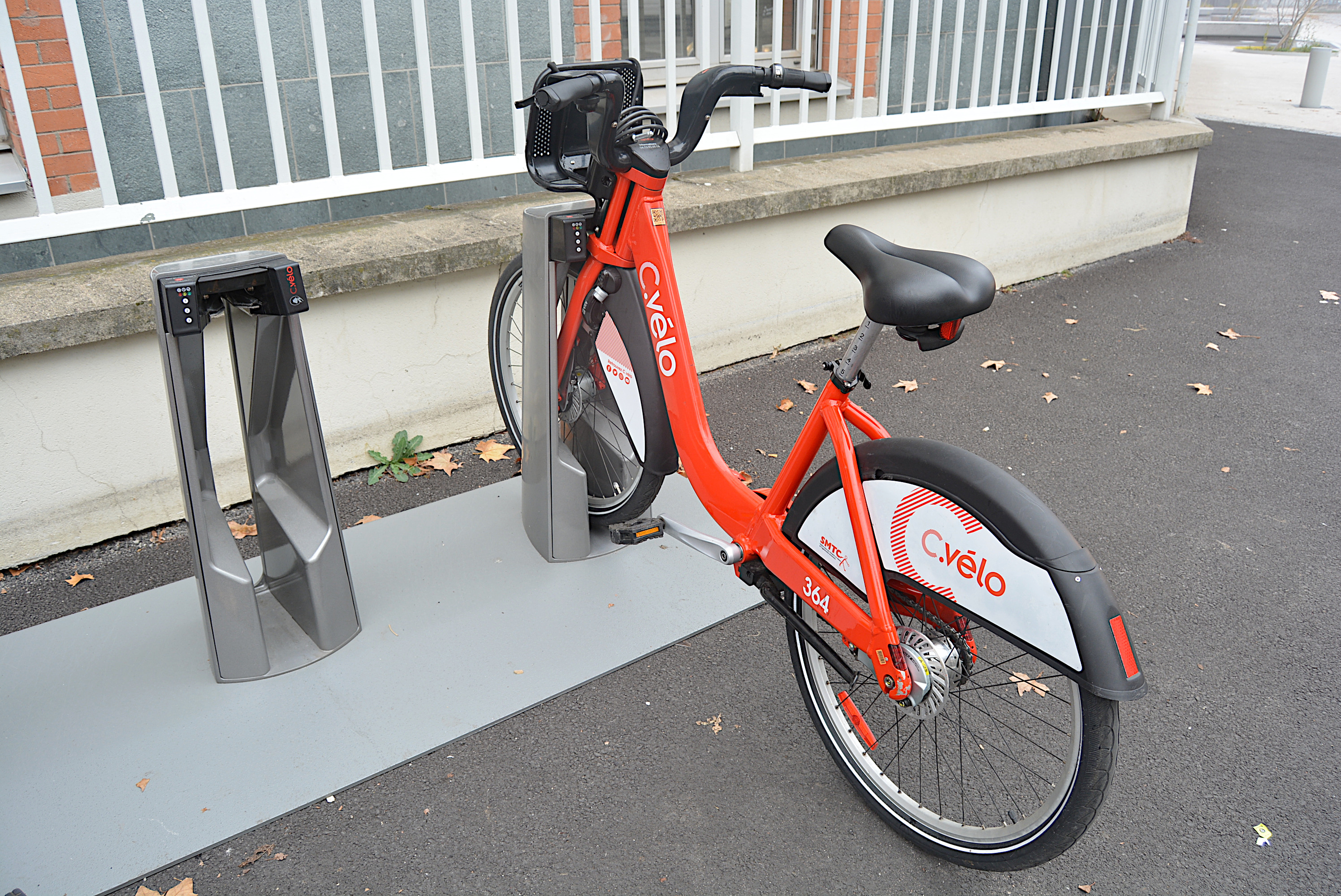
Un vélo en libre service C.vélo, à la station Les Carmes Barbusse, en novembre 2021.

#### Réseau cyclable
En 2009, Clermont-Ferrand était l'une des grandes agglomérations de France où la pratique du vélo est la plus faible, avec un taux de pratique quotidien du vélo inférieur à 2 % et un réseau cyclable assez peu développé.
Depuis 2017, Clermont Auvergne Métropole travaille sur un plan d'aménagement de 365 km de pistes cyclables d'ici 2028.

## Urbanisme

### Typologie
Clermont-Ferrand est une commune urbaine, car elle fait partie des communes denses ou de densité intermédiaire, au sens de la grille communale de densité de l'Insee,,,.
Elle appartient à l'unité urbaine de Clermont-Ferrand, une agglomération intra-départementale regroupant 17 communes et 273 822 habitants en 2022, dont elle est ville-centre,.
Par ailleurs la commune fait partie de l'aire d'attraction de Clermont-Ferrand, dont elle est la commune-centre. Cette aire, qui regroupe 209 communes, est catégorisée dans les aires de 200 000 à moins de 700 000 habitants,.

### Occupation des sols

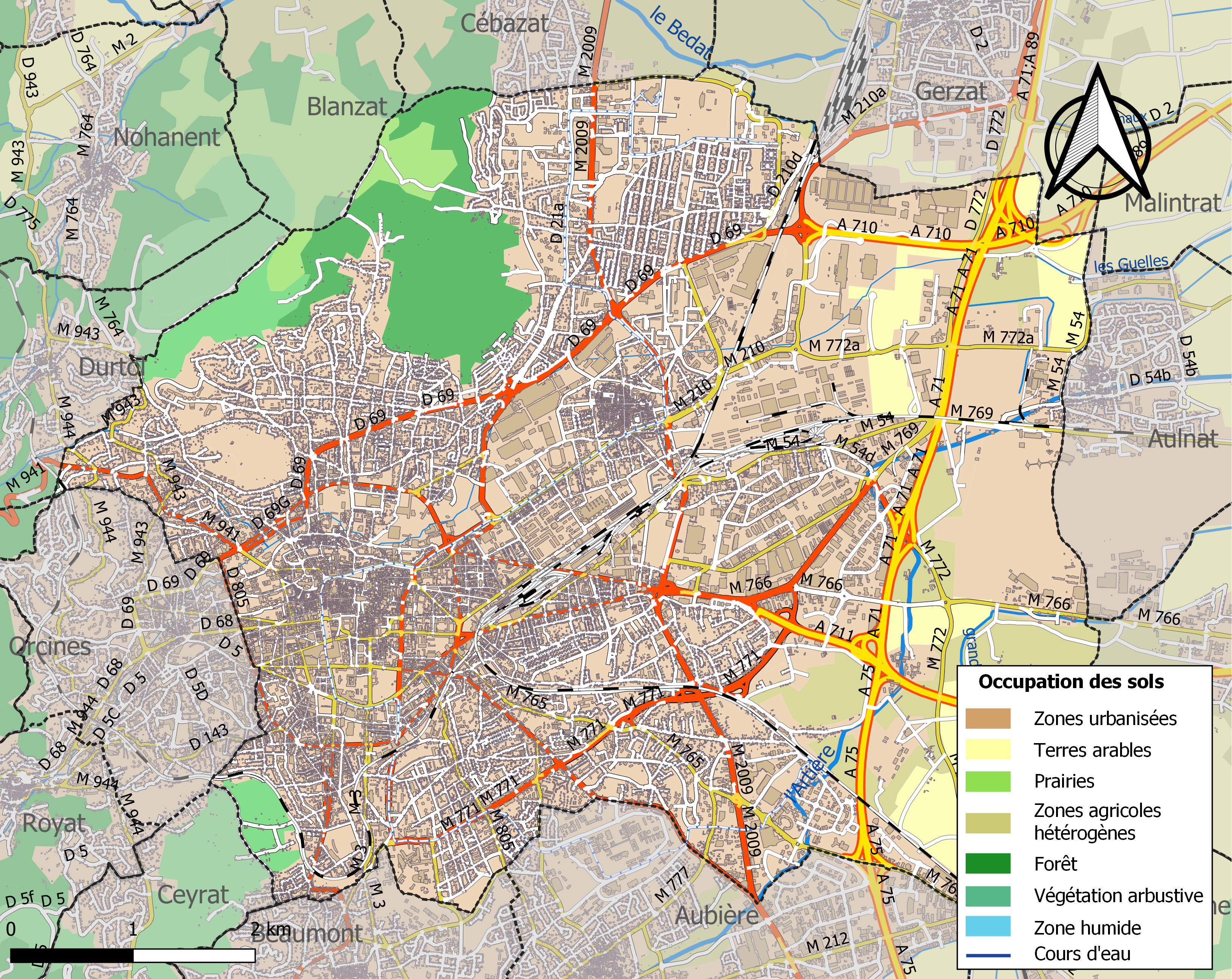
Carte des infrastructures et de l'occupation des sols de la commune en 2018 (CLC).

L'occupation des sols de la commune, telle qu'elle ressort de la base de données européenne d’occupation biophysique des sols Corine Land Cover (CLC), est marquée par l'importance des territoires artificialisés (79,5 % en 2018), en augmentation par rapport à 1990 (71 %). La répartition détaillée en 2018 est la suivante : 
zones urbanisées (46,9 %), zones industrielles ou commerciales et réseaux de communication (30,1 %), terres arables (7,2 %), zones agricoles hétérogènes (5,9 %), forêts (4,7 %), milieux à végétation arbustive et/ou herbacée (1,7 %), espaces verts artificialisés, non agricoles (1,4 %), mines, décharges et chantiers (1,1 %), prairies (0,9 %).
L'IGN met par ailleurs à disposition un outil en ligne permettant de comparer l’évolution dans le temps de l’occupation des sols de la commune (ou de territoires à des échelles différentes). Plusieurs époques sont accessibles sous forme de cartes ou photos aériennes : la carte de Cassini (XVIIIe siècle), la carte d'état-major (1820-1866) et la période actuelle (1950 à aujourd'hui).

### Plan local d'urbanisme

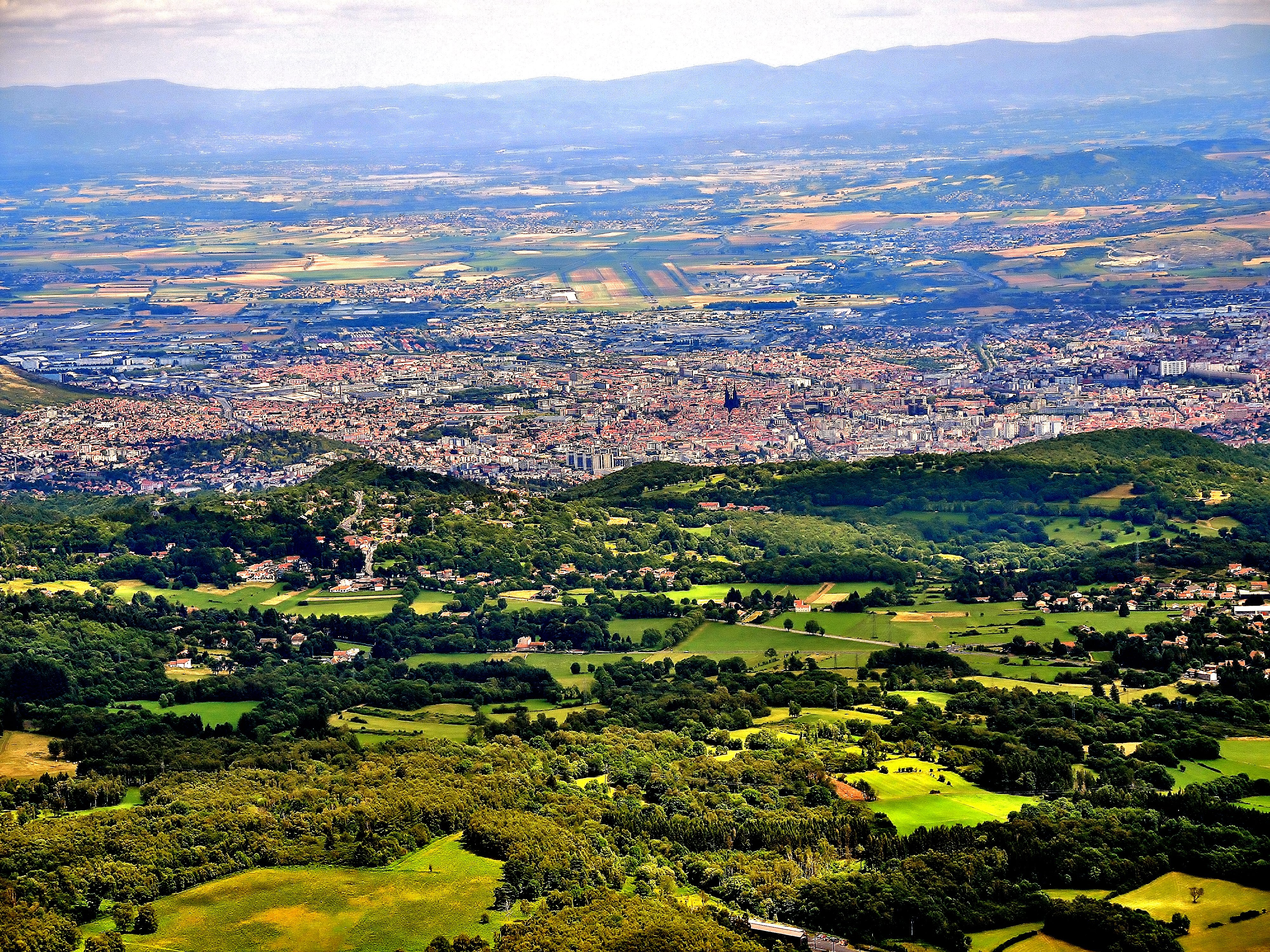
Agglomération de Clermont-Ferrand, vue du sommet du puy de Dôme.

En remplacement du plan d'occupation des sols (POS) adopté le 17 novembre 2000 et révisé plusieurs fois, la ville de Clermont-Ferrand élabore un plan local d'urbanisme (PLU), prescrit par le conseil municipal le 24 juin 2011. Il doit être harmonisé avec le SCOT du Grand Clermont, approuvé fin 2011.
Le PLU a été approuvé à la fin de l'année 2016.

### Morphologie urbaine et quartiers
La ville est divisée en quatorze quartiers, au sens de l'INSEE. Depuis peu la ville de Clermont est partagée selon cinq territoires.

### Environnement

#### Parcs et jardins urbains

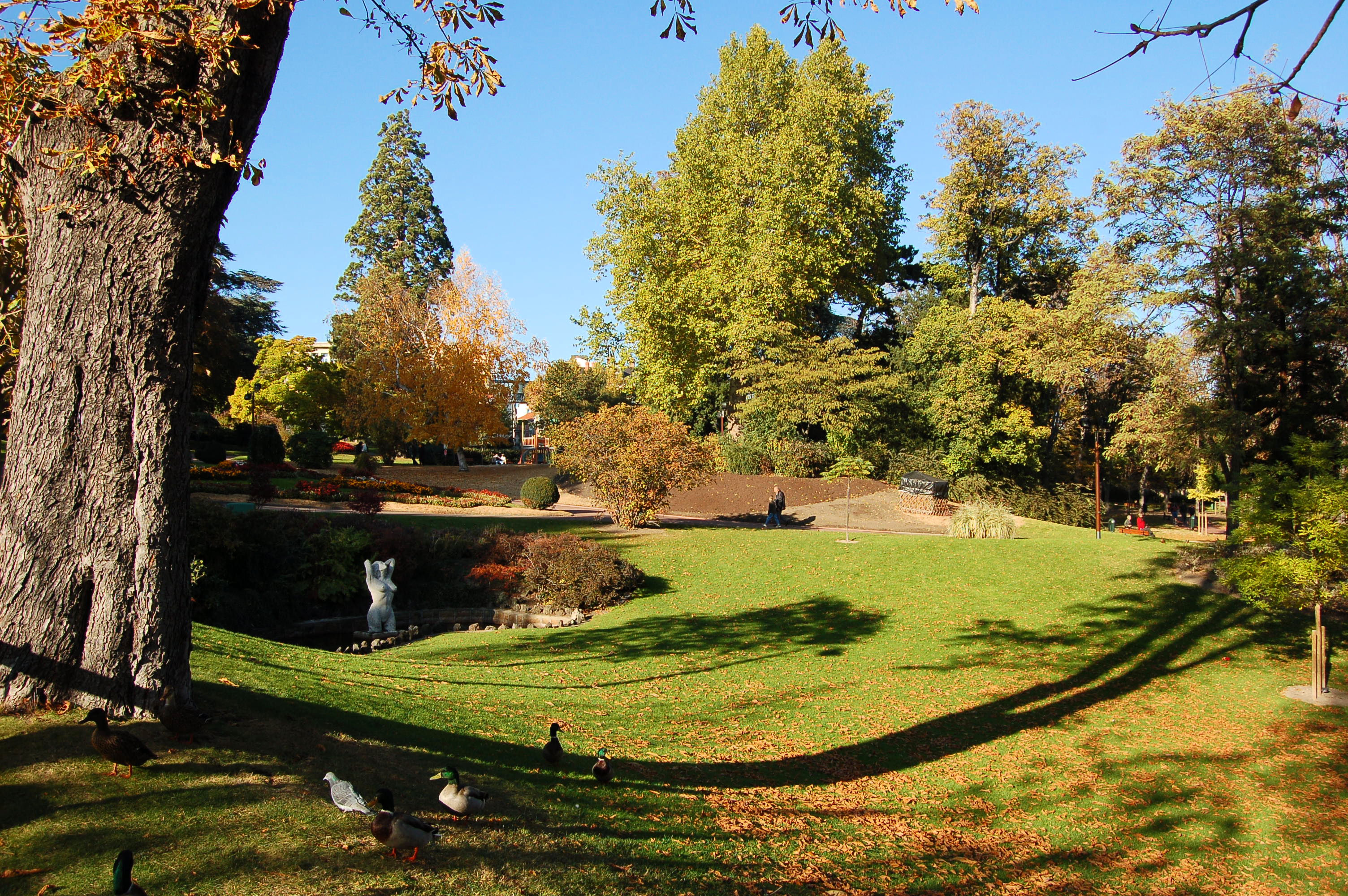
Le jardin Lecoq.

- Le jardin Lecoq, encore appelé le jardin des plantes, est l'œuvre, comme le petit parc de la gare, du paysagiste Paul de Lavenne, comte de Choulot. Il contient une porte fortifiée du XVIe siècle provenant du château de Bien-Assis, aujourd'hui disparu, ayant appartenu à la famille de Blaise Pascal ;
- le parc de Montjuzet est un parc de 26 hectares qui domine la ville. Créé à la fin du XXe siècle, il présente un surprenant jardin d'essences méditerranéennes ;
- le parc du Creux de l'Enfer est un parc de quatre hectares. Il est situé au sud-est de la ville, entre le quartier de Jouve et le quartier de la Fontaine-du-Bac. Ce parc présente un parcours d'orientation ;
- le parc de la Gauthière ;
- le parc de la Fraternité ;
- le jardin botanique de la Charme.

#### L'arrière-pays
Plusieurs espaces naturels entourent l'agglomération :
- les monts Dômes ou chaîne des Puys, ensemble emblématique du parc naturel régional des Volcans d'Auvergne : il s'agit d'un des plus importants ensembles volcaniques d'Europe ;
- le plateau de Gergovie et les coteaux secs (Chanturgue, Puy de Crouël, etc.) : ils abritent de nombreuses espèces thermophiles d'origine méditerranéenne dont des orchidées ;
- la plaine de la Limagne ;
- le val d'Allier, une des dernières rivières « sauvages » d'Europe présentant une dynamique fluviale très active.

De nombreux sites naturels situés sur le territoire de Clermont-Ferrand ou à proximité immédiate sont intégrés dans le réseau Natura 2000 et font à ce titre l'objet d'actions de préservation et de gestion.
Le territoire de Clermont-Ferrand abrite également la source de la Poix. Il s'agit d'un des derniers affleurements naturels de bitume de France. Il se présente sous forme de cavité d'un mètre de diamètre dont la profondeur est supérieure à 40 centimètres. Son débit est très faible : un litre seulement d'hydrocarbure s'en dégage chaque jour. Cette source unique est actuellement utilisée comme une décharge sauvage.

### Logement
En 2020, le nombre total de logements dans la commune était de 90 992, alors qu'il était de 86 791 en 2014 et de 83 177 en 2009.
Parmi ces logements, 87,9 % étaient des résidences principales, 4,2 % des résidences secondaires et 7,8 % des logements vacants. Ces logements étaient pour 16,6 % d'entre eux des maisons individuelles et pour 81,9 % des appartements.
Le tableau ci-dessous présente la typologie des logements à Clermont-Ferrand en 2020 en comparaison avec celles du Puy-de-Dôme et de la France entière. Une caractéristique marquante du parc de logements est ainsi une proportion de résidences secondaires et logements occasionnels (4,2 %) inférieure à celle du département (10,1 %) et à celle de la France entière (9,7 %). Concernant le statut d'occupation des résidences principales, 31 % des habitants de la commune sont propriétaires de leur logement (31,8 % en 2014), contre 61,5 % pour le Puy-de-Dôme et 57,5 pour la France entière.
| Typologie                                               | Clermont-Ferrand | Puy-de-Dôme | France entière |
| ------------------------------------------------------- | ---------------- | ----------- | -------------- |
| Résidences principales (en %)                           | 87,9             | 79,4        | 82,1           |
| Résidences secondaires et logements occasionnels (en %) | 4,2              | 10,1        | 9,7            |
| Logements vacants (en %)                                | 7,8              | 10,5        | 8,2            |

### Aménagements

#### Aménagements déjà réalisés
Plusieurs aménagements ont déjà été réalisés à Clermont-Ferrand. Ne sont listés que les plus importants depuis 1999.
En 1999, la place du 1er-Mai a été rénovée et le bâtiment Polydome est livré. La Coopérative de mai, salle de musiques actuelles, est inaugurée en 2000. Le stade nautique Pierre-de-Coubertin est livré en 2001, puis un autre équipement sportif, géré par la communauté d'agglomération, le stadium Jean-Pellez, ouvre l'année suivante sur la commune limitrophe d'Aubière.
La place de Jaude est réaménagée jusqu'en 2005, en même temps que le chantier de la ligne A du tramway qui est mise en service en 2006. Le bâtiment de l'École supérieure d'art de Clermont Métropole est livré en 2006.
En 2008, la basilique Notre-Dame-du-Port est restaurée ; le siège du journal La Montagne est déplacé à proximité de la place du 1er-Mai ; le centre commercial Jaude est agrandi et rénové.
En 2009, le campus des Cézeaux est mis en valeur ; le centre muséographique de Michelin, L'Aventure Michelin, est inauguré le 23 janvier.
En 2010, le FRAC Auvergne possède de nouveaux locaux, place du Terrail ; le nouvel hôpital d'Estaing est livré.
En mars 2012, un hôtel de police est construit avenue de la République ; en août, le centre commercial Auchan Nord est agrandi et son carrefour à son entrée est modifié. Le stade Marcel-Michelin gagne 1 200 places.
Depuis 2012 et jusqu'en 2016, la friche industrielle des laboratoires MSD est aménagée en centre commercial de 1 500 m2, cinéma de douze salles pour 2 600 sièges, parc tertiaire de 8 000 m2 et parking de 1 500 places (Ceetrus).
En septembre 2013, l'opéra municipal, rebaptisé Opéra-Théâtre, rouvre après plus de six années de rénovation. En novembre de la même année, le complexe Grand Carré de Jaude est inauguré tandis que près du CHU Estaing, une nouvelle faculté dentaire est livrée pour un coût de 26 millions d'euros. La ligne A du tramway est prolongée de Champratel aux Vergnes, pour une mise en service le 14 décembre 2013 et la place des Droits-de-l'Homme est réaménagée pour un coût de 29,6 millions d'euros.
Depuis fin 2013, Michelin construit un ensemble de bureaux « Campus RDI » pour son centre international de recherche « Urbalad » sur le site de Ladoux (Cébazat). L'investissement sera de 270 millions d'euros au total pour ce qui deviendra le plus gros bâtiment d'Auvergne : 67 000 m2 pour 1 600 personnes y travaillant. L'ensemble sera livré en deux temps, à l'automne 2015 puis en 2017 ; elle comprend une ombrière, la plus grande de France, fabriquée près de Metz par Eiffage Énergie. Plus de trois mille salariés travaillent sur le site R&D de Ladoux. Le campus a été inauguré le 16 septembre 2016.
En juin 2014, le nouvel hôtel de région (conseil régional d'Auvergne) à Montferrand est livré, pour 85 millions d'euros ; Ikea s'implante dans la zone des Gravanches (le magasin ouvre le 6 août 2014, mais le projet de pôle commercial, un retail park de plus de 22 000 m2, qui a fait l'objet de recours auprès de la commission nationale d'aménagement commercial (CNAC) qui a refusé ce projet en juin 2013, a été rejeté, le Conseil d'État invoquant la trop grande proximité avec Croix-de-Neyrat) ; la patinoire a été modernisée entre 2013 et août 2014.
Entre 2013 et fin 2014, l'autoroute A71 (et indirectement une partie de l'A89) a été élargie entre la barrière de péage « de Clermont-Barrière » (Gerzat) et l'échangeur avec les autoroutes A711 et A75. Cette réalisation de la société d'autoroutes APRR a coûté 100 millions d'euros.
En complément du réaménagement d'une partie de l'avenue de l'Union soviétique, dont le parvis, le pôle d'échanges intermodal a été inauguré le 17 janvier 2015.
L'école d'architecture est implantée sur le site de l'ancien hôpital-sanatorium Sabourin, en septembre 2015.
Le quartier Kessler-Rabanesse, situé entre les rues du même nom, à proximité de l'école d'art, et englobant la tour Pascal, a été inauguré le 2 février 2019. Lancé en 2001, ce projet inclut la construction de 75 logements.
En juin 2021, le nouveau stade Philippe-Marcombes, situé dans le quartier Vallières, est ouvert au public après trois ans de travaux de rénovation.

#### En cours de réalisation

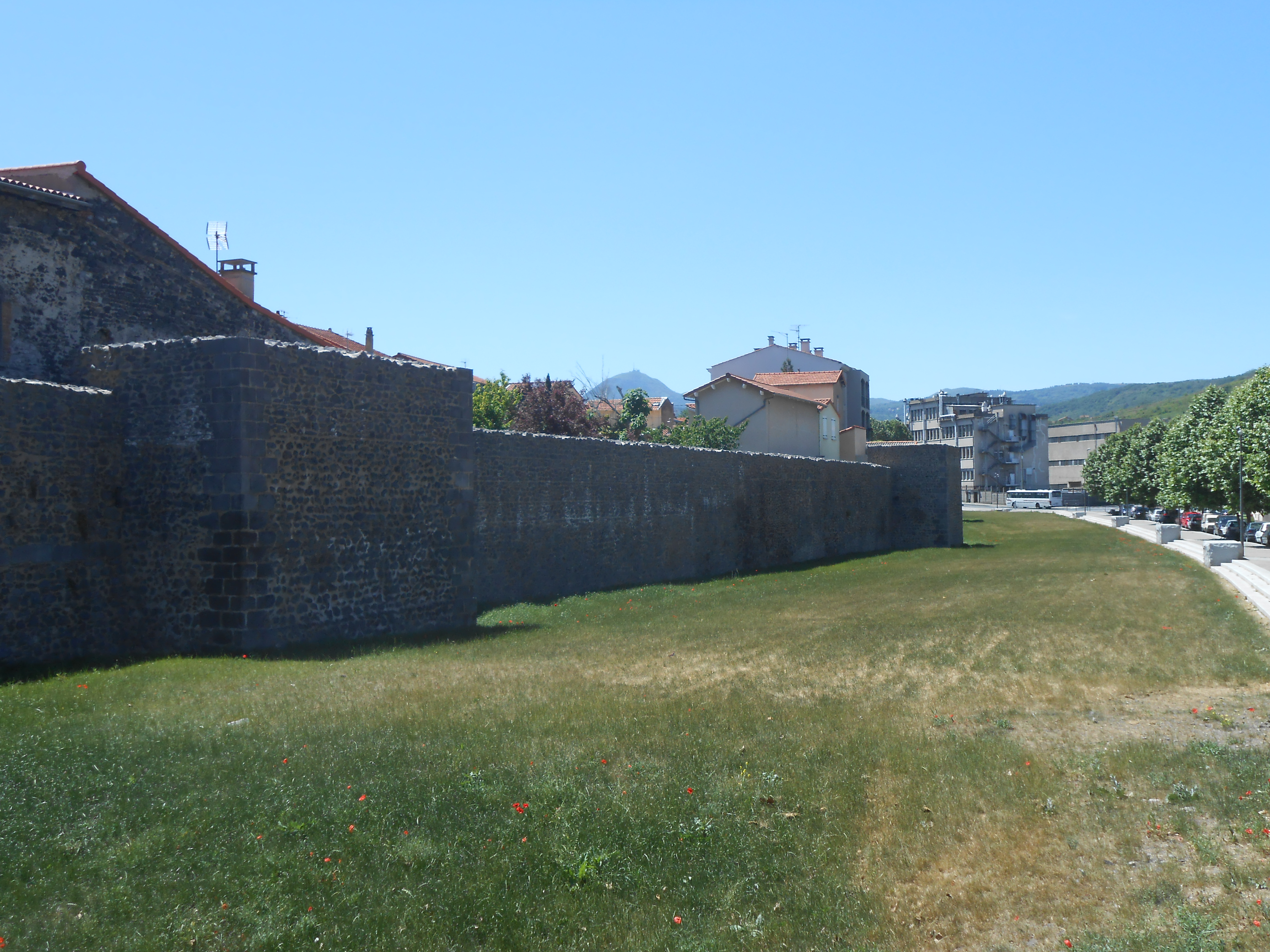
Portion orientale des remparts de Montferrand.

Montferrand est en cours de réhabilitation avec mise en valeur des remparts de la ville médiévale.
Commencés en 2010, les travaux du nouvel écoquartier de Trémonteix, dont les bâtiments sont certifiés HQE, se poursuivent. La seconde résidence est livrée au printemps 2015. L'écoquartier doit accueillir deux mille habitants à terme.
La restructuration du réseau de transports en commun (projet InspiRe) consiste à transformer les lignes B et C en lignes à haut niveau de service, et en les équipant de bus électriques. Le projet a été déclaré d'utilité publique le 19 octobre 2022. D'un coût de 324 millions d'euros, la fin des travaux est prévue en 2026.

#### En projet
Outre les réalisations, totales ou partielles, déjà évoquée supra, la ville mène plusieurs projets :
- la découverte et la renaturation de la rivière Tiretaine ;
- l'agrandissement du stade Gabriel-Montpied à 30 000 places[67], un projet relancé lors des élections municipales de 2014 par le candidat élu ;
- le réaménagement du site de l'Hôtel-Dieu, concours Europan (2009-2010) qui va abriter une grande bibliothèque pour 2025 (coût 62 millions d'euros hors taxes)[68] ;
- la construction de City stade à Herbet (RB) ;
- la transformation du site des pistes Michelin en Cité de la mobilité, comprenant un parc-musée des transports, un lieu à vocation culturel et des logements.

### Risques naturels et technologiques
La commune de Clermont-Ferrand est soumise à des risques naturels et technologiques. Elle a élaboré un DICRIM en 2006 révisé.

#### Risques naturels
Bien que située à l'écart de la rivière Allier, la ville court le risque d'une inondation par ruissellement urbain. Trois plans de prévention du risque inondation sur les trois cours d'eau irriguant le territoire communal ont été élaborés et approuvés par un arrêté préfectoral du 6 mars 2002. Clermont-Ferrand se situe dans un territoire à risque important d'inondation par arrêté du 26 novembre 2012.
Le risque mouvement de terrain, par affaissements et effondrements liés aux cavités souterraines et par glissement de terrain, concerne aussi la commune. De tels glissements de terrain par retrait-gonflement des sols argileux se sont produits entre le 1er mai 1989 et le 31 décembre 1991 (arrêté de catastrophe naturelle du 31 juillet 1992) et en 2002 (arrêté du 30 avril 2003), ainsi qu'un effondrement de cavité le 1er avril 2011, du fait de la présence de nombreuses caves.
Aucune des 467 communes du département du Puy-de-Dôme n'est en zone de risque sismique nul. La commune de Clermont-Ferrand appartient à la zone de sismicité modérée (niveau 3) selon la classification en vigueur depuis le 1er mai 2011. Elle a toutefois été frappée par plusieurs séismes au XVe siècle, surtout un séisme destructeur le 1er mars 1490 dont l'épicentre était situé à une quinzaine de kilomètres au nord-ouest de Clermont. Une station sismologique est en place dans le quartier des Cézeaux, ainsi qu'un accéléromètre « pour l'étude des mouvements forts et des normes parasismiques » dans le secteur Ledru.
Le risque feu de forêt existe également.
La commune est également concernée par le risque tempête. Aucune partie du territoire n'est épargnée depuis les tempêtes de 1999. Des vents allant jusqu'à 169 km/h ont été relevés en 1951, 129 km/h en novembre 1982, 159 km/h juste avant l'an 2000.

#### Risques technologiques
Concernant le risque industriel, Clermont-Ferrand possède une usine classée Seveso seuil bas (Michelin) spécialisée dans l'industrie du caoutchouc. Le 14 décembre 1992, un incendie se déclara dans « une société spécialisée dans la transformation du papier pour l'industrie et l'alimentaire », engendrant la destruction de la quasi-totalité du stock — 700 tonnes — et de 3 500 m2 de bâtiments.
La commune est également soumise au risque « transport de marchandises dangereuses ». Autoroutes et voies ferrées, tout comme une canalisation de gaz naturel, passent dans la commune.

## Toponymie

### Appellations historiques
Voici la liste des noms sous lesquels la ville est attestée au cours de son histoire :
- Augustonemetum du Ier au IIIe siècle, le sanctuaire d'Auguste (empereur romain)[72] ;
- Arvernis à la fin de l'Antiquité[73], à partir du IIIe siècle et pour plusieurs siècles ;
- Clermont (« Clair Mont » au moins depuis l'époque carolingienne, nom usuel s'opposant à Arvernis qui reste le nom officiel pendant encore plusieurs siècles (au XIVe siècle, les deniers portent encore la mention Arvernis) ;
- Clermont-Ferrand à partir du XVIIe siècle (1630 et 1731).

La ville moderne de Clermont-Ferrand est née de l'union de deux anciennes villes, Clermont et Montferrand.

### Toponymie auvergnate
En auvergnat, la langue régionale historiquement parlée, la ville est appelée Clarmont ou Clarmont-Ferrand  en graphie classique. De ce nom Clarmont / Clarmont-Ferrand dérive le nom des habitants en langue occitane : Clarmontés. De nombreux noms de rues, de quartiers et autres noms de lieux dérivent directement de l'occitan, et ce depuis le début du Moyen Âge. De même, l'occitan a influencé localement le français ce qui est à l'origine du parler clermontois actuel.
La forme Clarmont est l’appellation la plus répandue localement en langue occitane, et ce, depuis le Moyen Âge avec l'ancien occitan,. Certains troubadours, sont par ailleurs originaires de Clermont ou passés à Montfèrrand à la cour littéraire de Robert IV Dalfi d'Auvèrnha qui y siégeait.
Concernant les autres formes, Clarmont-Ferrand est quant à elle une forme neutre et contemporaine tandis que la forme « Clarmont d'Auvèrnha » est une forme purement littéraire. Cette dernière, est, en effet un néologisme dû à l'écrivain Joan Bodon pour son roman Lo libre dels Grands Jorns. Les textes plus anciens, y compris littéraires, reprennent la forme vernaculaire Clarmont, comme le fait l'écrivain clermontois Benezet Vidal dans son roman Lo Vièlh Clarmont qui se passe dans la vieille ville de Clermont comme son nom l'indique.
Toujours en auvergnat, mais cette fois-ci avec l'écriture auvergnate unifiée, le nom s'écrit Clharmou-Faran ou Clharmou,.

## Histoire

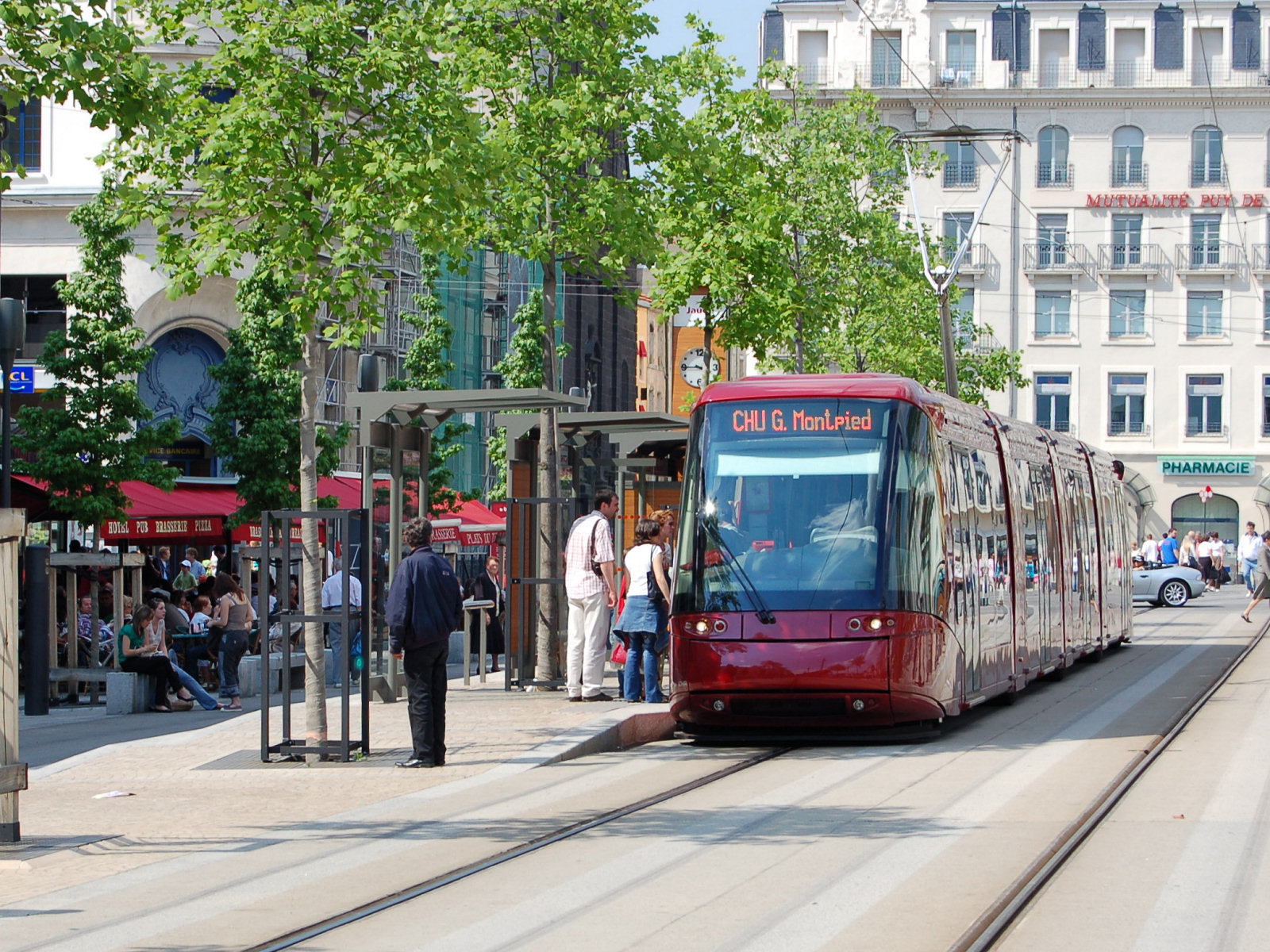
Le tramway sur la place de Jaude en 2007.

### Préhistoire et protohistoire
L'occupation du territoire de la commune est attestée dès le Néolithique comme en témoignent l'érection de plusieurs menhirs (Brézet, Sainte-Anne, Puy-de-la-Poix) et du dolmen du Puy-de-Crouël. La culture cardiale (Néolithique ancien), typique du midi de la France mais présente aussi en Auvergne et dans la région lyonnaise, est attestée sur les sites du Brézet et de la rue des Quatre Passeports.
Il existe aussi quelques signes d'occupation protohistorique au pied de la butte sur laquelle sera édifiée la ville antique.

### Époque romaine
Augustonemetum (le sanctuaire d'Auguste, empereur romain) est une ville neuve qui aurait été créée au cours du Ier siècle av. J.-C. Le forum de la ville romaine est placé au sommet de la butte de Clermont, à l'emplacement des actuelles cathédrale et place de la Victoire. La population de Nemossos s'y transfère et elle est estimée entre 15 000 à 30 000 personnes au IIe siècle, ce qui en fait une des villes les plus peuplées de la Gaule romaine. La phase d'expansion d'Augustonemetum se termine au milieu du IIIe siècle, moment où la ville se replie fortement et se fortifie autour du forum.
Au IVe siècle, alors que le christianisme s'implante, la population n'est plus estimée qu'à environ 700 habitants. La ville prend alors le nom d'Arvernis, du nom du peuple gaulois habitant la région. Les fortifications sont à l'époque percées de cinq portes qui existeront durant tout le Moyen Âge. Les restes de la ville antique sont abandonnés à la ruine ou réduits à l'état de petits faubourgs comme celui de Fontgiève. Néanmoins, le tracé des cardo et decumanus maximus, ainsi que le tramage des rues romaines en découlant, a survécu partiellement jusqu'à nos jours, où certaines rues et voies en forment la continuation directe, notamment en centre-ville.

### Moyen Âge

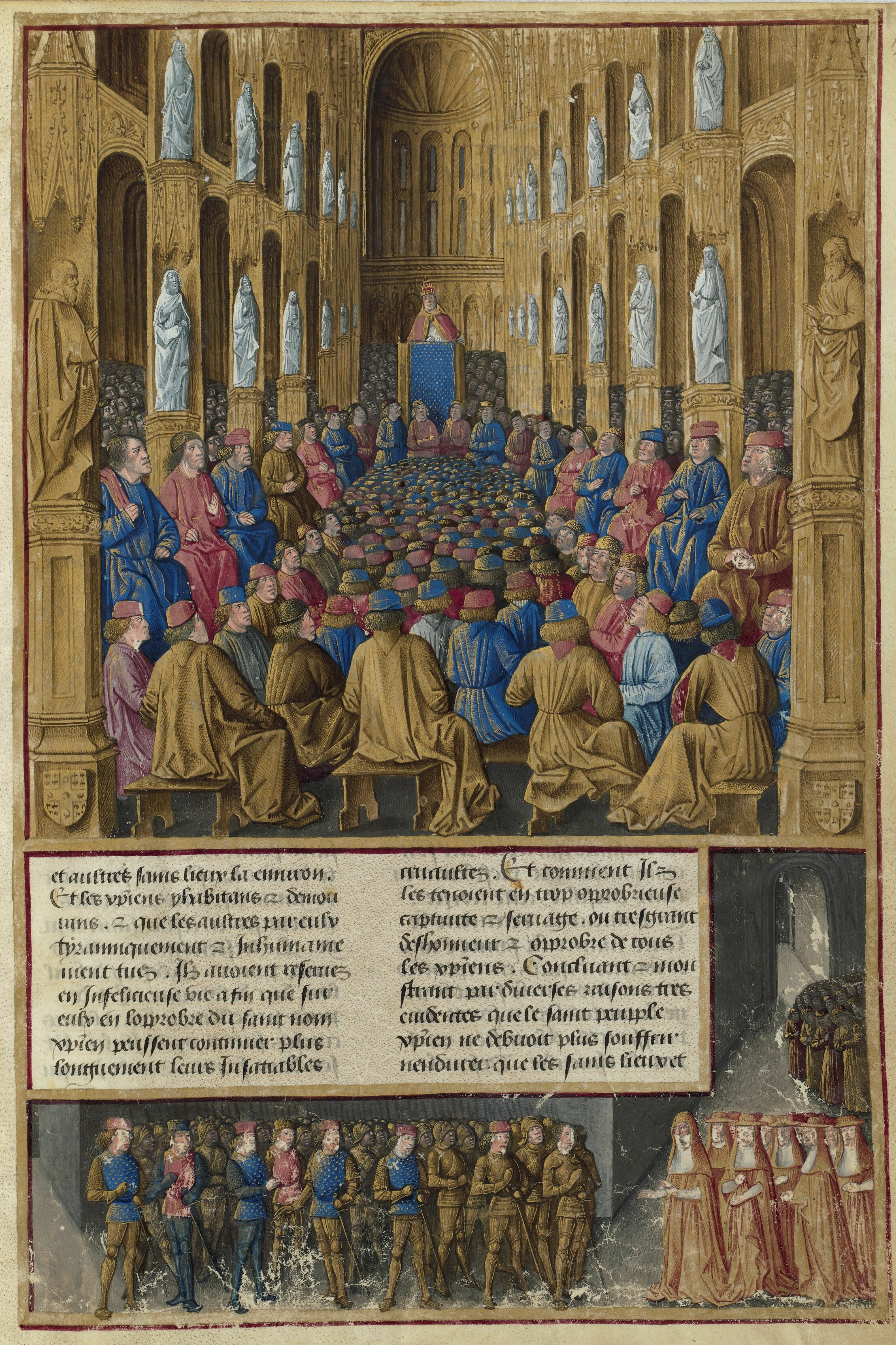
Le prêche du pape Urbain II au concile de Clermont. Miniature de Jean Colombe, extraite des Passages d'outremer, vers 1474, BNF, Fr.5594.

Les Wisigoths assiègent plusieurs fois Arvernis entre 471 et 475. Malgré la défense du patrice Ecdicius et de l'évêque Sidoine Apollinaire, la ville est cédée aux Wisigoths par l'empereur Julius Nepos, et fait partie du royaume wisigoth jusqu'en 507.
Le Haut Moyen Âge est marqué par les pillages dont elle est l'objet de la part des peuples qui envahissent la Gaule et n’aurait pas été épargnée par les Vikings lors de l'affaiblissement de l'Empire carolingien.

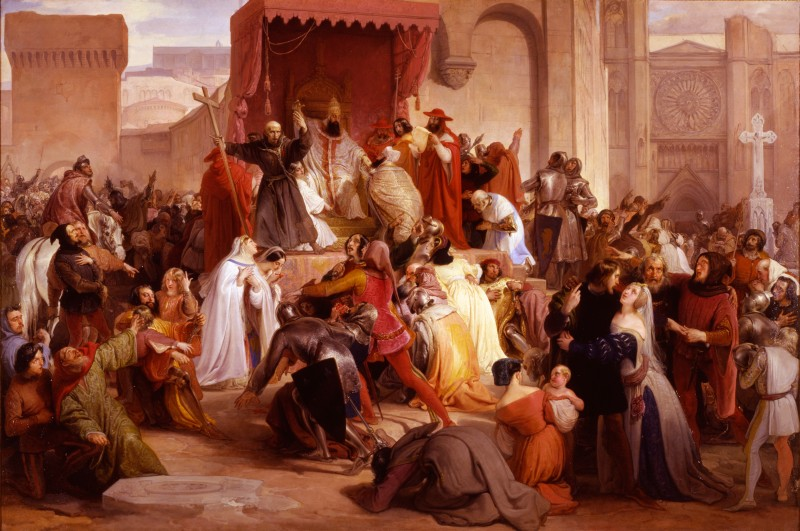
Le pape Urbain II prêchant la première croisade sur la place de Clermont, tableau de Francesco Hayez (1835).

En 761, Pépin le Bref pille l'« Urbem Arvernam » (la ville des Arvernes) et prend son château fort « Claremontem Castrum » (le « château du mont clair »). Au fil du temps, la ville prend dans le langage oral un nom dérivé de celui de la forteresse, Clermont, même si officiellement le nom Arvernis restera longtemps utilisé, comme en témoignent encore les deniers du XIVe siècle. La ville aurait ensuite été ravagée par les Normands du chef Hasting en 862. L'évêque Sigon entreprend sa reconstruction, mais elle est de nouveau ravagée en 898 ou 910 (la date n'est pas connue avec précision) : seule la tradition moderne accorde crédit à ces hypothèses, tant les sources médiévales manquent et les chroniques carolingiennes ont donné lieu à surinterprétation.
L'évêque Étienne II fait bâtir une cathédrale romane ; du moins la consacre-t-il à une date indéterminée mais que la tradition locale place en 946 à l'emplacement de la cathédrale actuelle. Elle sera détruite lors de la construction de la cathédrale gothique actuelle.
En 1095, lors du concile de Clermont, le pape Urbain II prêche la première croisade sur la place du Champ Herm, que les actuelles recherches tendent à placer au niveau de l'actuelle place Delille.

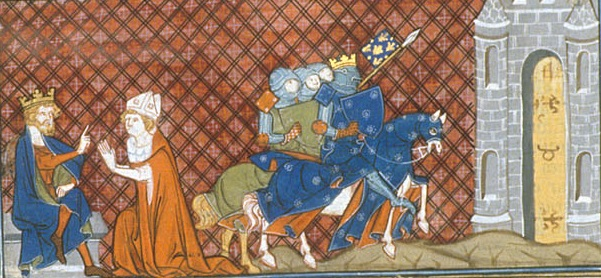
Siège de Clermont de 1122 par les troupes françaises du roi Louis VI le Gros ; à gauche Aimeric mande l'aide au roi.Chroniques de Saint-Denis, British Library.

En 1120, pour contrecarrer le pouvoir des évêques, les comtes d'Auvergne fondent à proximité de la ville épiscopale la cité de Montferrand selon un plan orthogonal. Pendant tout le Moyen Âge et jusqu'à l'époque moderne, Clermont et l'actuel quartier de Montferrand sont deux villes distinctes : Clermont est la cité épiscopale, Montferrand, la ville comtale.
En 1202, le comte Guy II d'Auvergne abandonne à l'évêque les droits qu'il possède sur la cité de Clermont. Désormais et jusqu'au milieu du XVIe siècle, l'évêque et le chapitre cathédral sont les maîtres de la ville. Les trois juridictions sont ecclésiastiques, entre les mains de l'évêque (justice correspondant approximativement à l'actuelle partie occidentale de la commune de Clermont-Ferrand), du chapitre cathédral (justice personnelle, non territoriale, exercée par les chanoines sur le chapitre et sur leurs dépendants) et de l'abbé de Saint-Alyre (petite justice abbatiale enclavée dans celle de l'évêque). À partir du milieu du XIIIe siècle commence le chantier de la cathédrale gothique, qui se poursuit lors des siècles suivants.
En août 1480, par ses lettres patentes, le roi Louis XI crée un consulat à Clermont.
En 1490, la ville de Clermont subit de gros dommages à cause d'un tremblement de terre. Douze tours de l'enceinte s'effondrent totalement ou partiellement ainsi qu'une tour de la basilique Notre-Dame-du-Port. La cathédrale subit également des dommages (une fissure sur le portail sud est toujours visible).
En 1551, Clermont devient ville royale, puis en 1610, propriété inséparable de la Couronne. Henri II transforme l’administration de Clermont en échevinage le 18 octobre 1556 (quatre échevins puis trois en 1559).
En 1557, Clermont reçoit le titre de Chef et ville capitale du pays d'Auvergne alors que Riom devient Chef du duché d'Auvergne et pays pour l'exercice de la justice prenant ainsi l'avantage pour les fonctions judiciaires. Cependant, la création, en 1582 à Clermont, d'un présidial de dix magistrats rétablit l'équilibre.

### XVIIesiècle

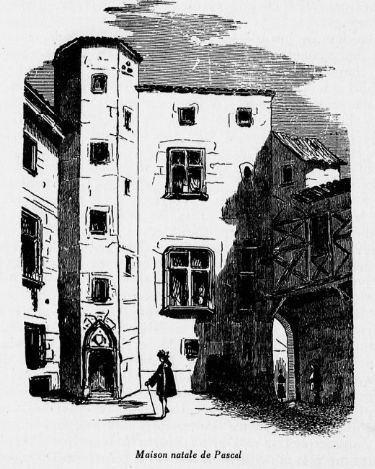
Maison natale de Blaise Pascal à Clermont-Ferrand. L'emplacement actuel correspond au point de rencontre entre la place de la Victoire et la place Edmond Lemaigre.

Blaise Pascal naît à Clermont en 1623 où il vit jusqu'en 1631. Il y reviendra occasionnellement pour quelques brefs séjours.
Le 15 avril 1630, l'édit de Troyes (1er édit d'Union) rassemble autoritairement Clermont et Montferrand. Cette union est confirmée en 1731, sous Louis XV, par Daniel-Charles Trudaine, avec le 2e édit d'Union.

### XVIIIesiècle
En 1789, la région de Clermont est représentée aux états généraux par :
- Jean-François Gaultier de Biauzat et Jean-Antoine Huguet pour le tiers état ;
- le comte de Montboissier pour la noblesse ;
- l'évêque François de Bonal pour le clergé.

### XIXesiècle

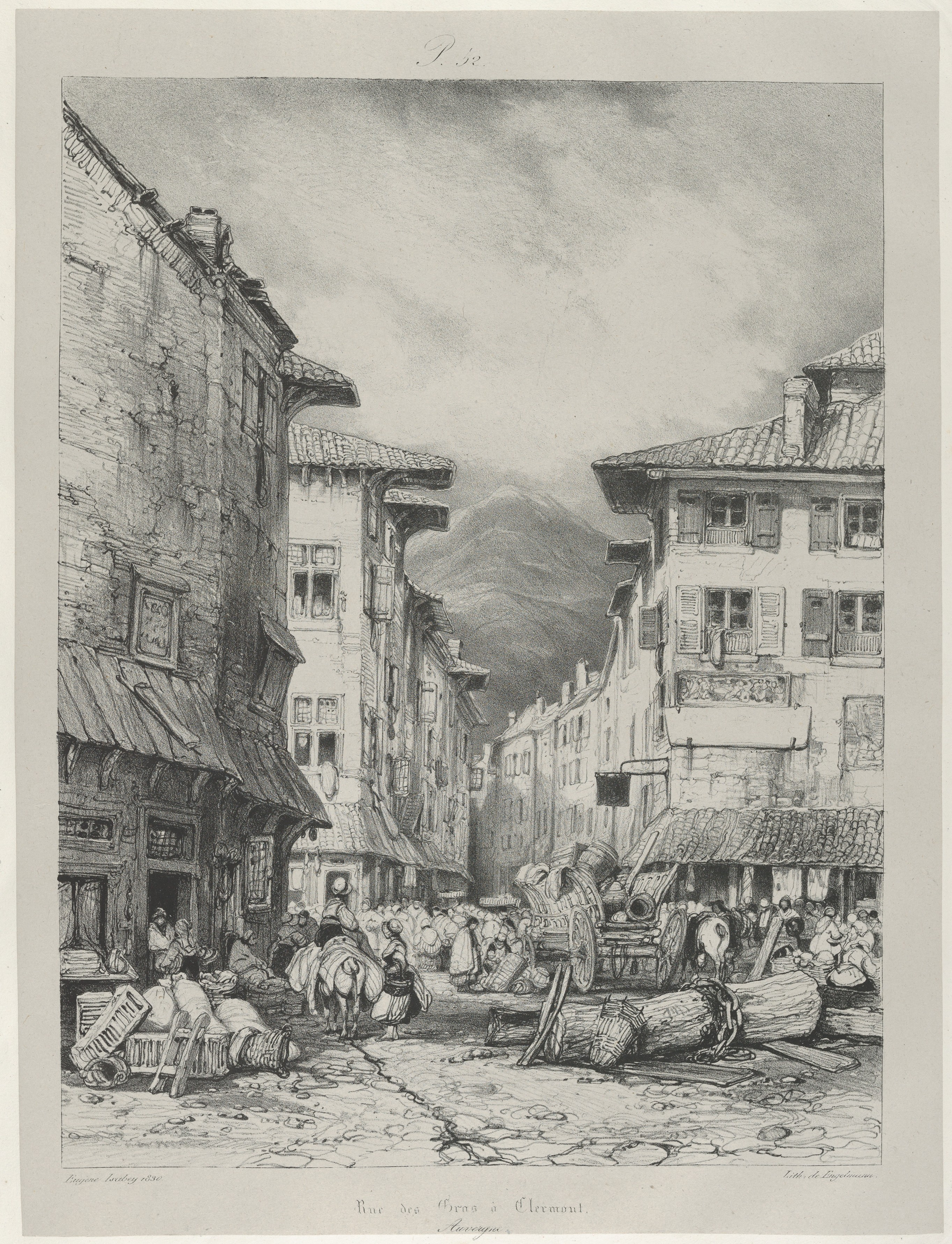
Eugène Isabey : Rue des Gras à Clermont (1833, Metropolitan Museum of Art).

En 1832, Aristide Barbier et Édouard Daubrée fondent une usine de balles en caoutchouc et de machines agricoles. Cette usine sera à l'origine du groupe Michelin. La première usine, construite place des Carmes en 1889, fabrique des patins de frein pour vélo. Le premier brevet de pneu pour vélo est déposé en 1891. Le siège du groupe se trouve encore à cette adresse.
Le peintre paysagiste Paul Huet en voyage en Auvergne, réalise vers 1835, le tableau Clermont-Ferrand vu depuis Royat conservée au Musée d'Art Roger-Quilliot.
Sous la monarchie de Juillet, les 9, 10 et 11 septembre 1841, Clermont fut en proie à de violentes émeutes provoquées par le recensement décidé en vue d'une réforme fiscale par le ministre Humann. Les émeutiers, auxquels s'étaient joints des habitants de localités rurales voisines (Aubière, Beaumont), manifestèrent leur colère à l'encontre des autorités municipales. Dépassée par l'ampleur de la révolte, la municipalité présidée par Hippolyte Conchon fut contrainte d'annoncer la suspension des opérations de recensement, qu'elle ne faisait pourtant qu'encadrer. En allant au-devant des insurgés réunis sur la place de Jaude, le maire fut agressé, on lui jeta des pierres et il dut fuir pour échapper au lynchage. La maison de Conchon, située sur cette même place, fut pillée et incendiée.

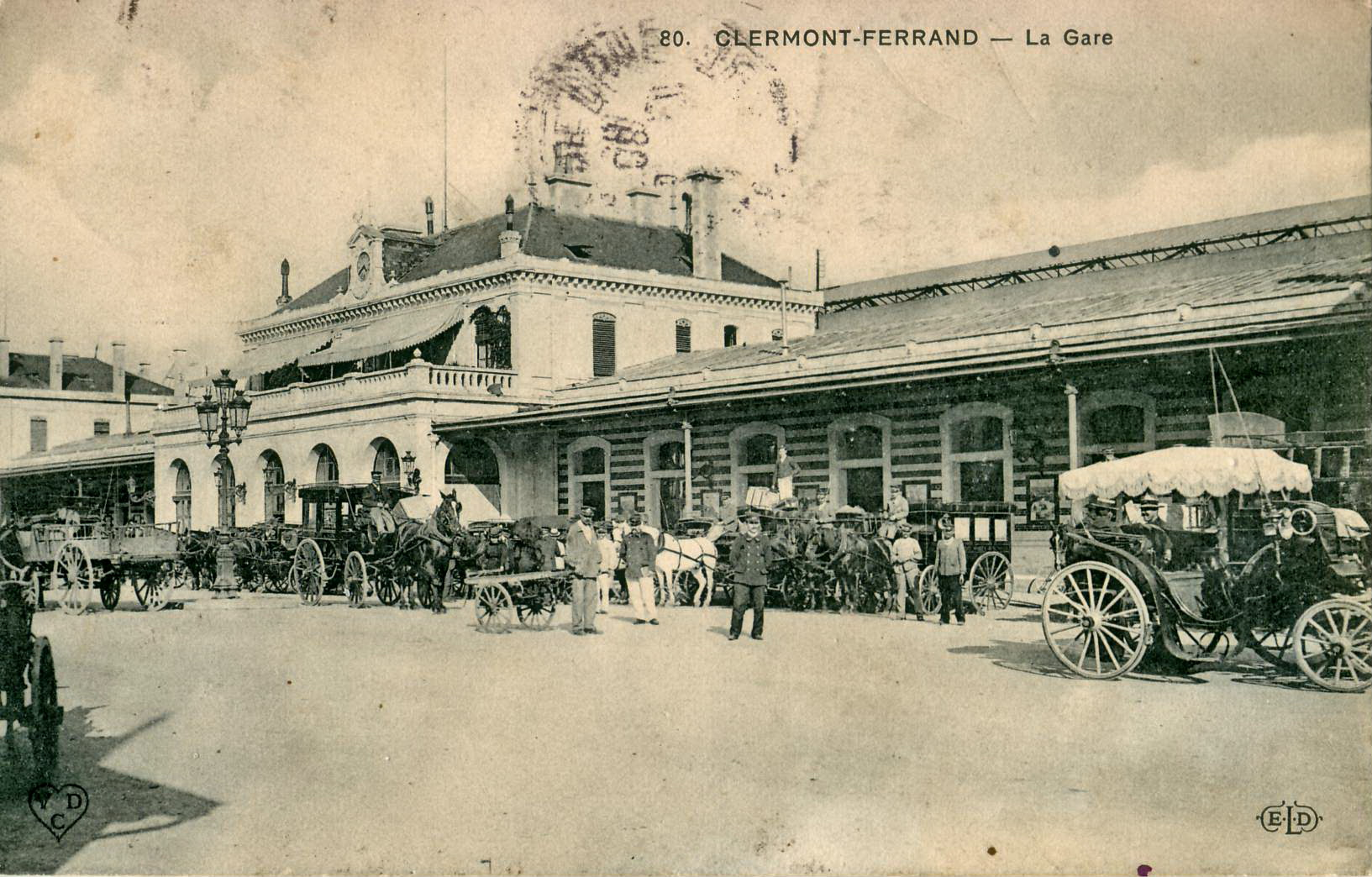
La gare de Clermont en 1908.

Le 21 avril 1853, un décret de l'empereur Napoléon III concède à la Compagnie du chemin de fer Grand-Central de France la ligne de Clermont-Ferrand au pont de Lempdes-sur-Allagnon, en Haute-Loire. La ligne de chemin de fer de Paris à Clermont-Ferrand a été inaugurée le 7 mai 1855 par la mise en service de la section de Saint-Germain à Clermont-Ferrand via Gannat par le PLM. La ligne est prolongée à Issoire le 2 juillet, puis à Brassac-les-Mines le 3 septembre de la même année. Clermont et Paris étaient reliées en train express en 9 h 36, contre sept jours au XVIIIe siècle. À cette époque, la relation passait par Vierzon et Saincaize, les sections de Moret à Saincaize par Montargis et Nevers, de la ligne de Moret - Veneux-les-Sablons à Lyon-Perrache, n'ayant été ouvertes qu'en 1860 et 1861. La ligne ayant ouvert à voie unique, le doublement est réalisé en 1856 au nord et en 1876 au sud, jusqu'à Issoire et Arvant. Le 10 mai 1869, la section de Clermont-Ferrand à Pont-de-Dore a été mise en service par le PLM, puis prolongée jusqu'à Thiers le 15 mai 1872.

### XXesiècle

#### Développement de Michelin
L'expansion de Michelin provoque la création des cités Michelin où était logé le personnel. Ces cités répondent aux objectifs de paternalisme, marqué de catholicisme dans le cas de la famille Michelin, typique du patronat de l'époque, de contrôle social du personnel. Mais plus simplement, cela permet de faire face à la très forte augmentation de la population clermontoise liée à l'expansion de l'activité industrielle — elle passe de 52 000 en 1900 à 82 000 en 1921 — et aux très mauvaises conditions de logement des ouvriers qui viennent travailler à la « manufacture ». Il y a 3 000 logements Michelin pendant la décennie 1930. De nouveaux quartiers ouvriers sont donc entièrement construits, à l'instar du typique lieu qu'est la plaine avec ses rues strictement symétriques et ses blocs de maisons divisés en quatre logements familiaux. Des rues qui ne portent pas le nom de personnages célèbres ou de lieux mais de qualité ou de vertus rue de la Bonté ou la rue de la Foi. Ces noms reflétaient les valeurs défendues par la famille Michelin à cette époque.
Le développement de ces cités s'accompagne de la création de cliniques, d'écoles, d'une église, de coopératives où le personnel va faire ses courses. Pierre-Jules Boulanger, PDG de Citroën et cogérant de Michelin, achète ses costumes à la coopérative Michelin. Le groupe finance un club omnisports : l'Association sportive Michelin (ASM). Une vie s'organise à l'intérieur de l'institution Michelin.

#### Seconde Guerre mondiale

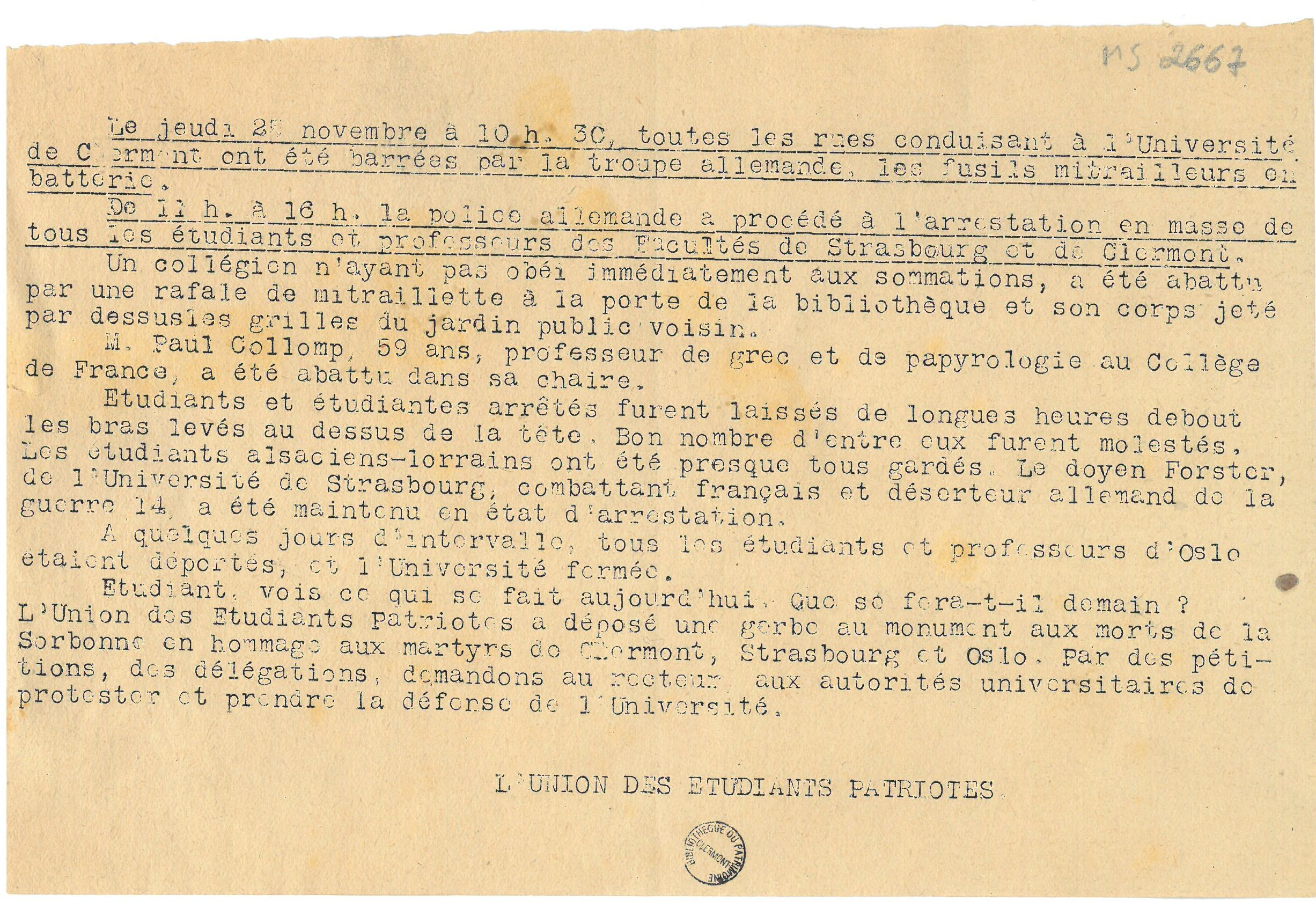
Tract de l'Union des étudiants patriotes à la suite de la rafle du 25 novembre 1943

Le 23 novembre 1939 Clermont-Ferrand accueille l'université de Strasbourg (française) à la suite de l'évacuation des habitants de l'Alsace vers les régions de l'intérieur. La Reichsuniversität Straßburg est ensuite installée par les autorités nazies lors de l'annexion de l'Alsace par l'Allemagne après l'armistice du 22 juin 1940 mais l'université française de Strasbourg établie à Clermont reste ouverte pendant la Seconde guerre mondiale.
Alors que les autorités françaises négocient l'armistice à Rethondes, la division SS Adolf Hitler occupe la ville, le 21 juin 1940. Les SS cherchent à y débusquer les éléments de résistance subsistants.
Le 29 juin 1940, le gouvernement, qui vient de signer l'armistice le 22 juin, se replie de Bordeaux, que les conditions d'armistice placent en zone occupée, à Clermont qui devient de fait capitale de la France. Mais la ville se révèle rapidement peu adaptée et ne plait pas aux ministres et fonctionnaires. Manquant de logements adaptés, les autorités sont dispersées : le président de la République est ainsi logé à Royat, les présidents de la Chambre des députés et du Sénat à La Bourboule (dans les villas Paradiso et San Pedro). Les ministres étaient mal installés et se plaignaient des difficultés à travailler. Ainsi le ministère des Affaires étrangères se retrouve dans une maison clermontoise de quelques pièces seulement, avec une capacité téléphonique et électrique insuffisante. Finalement, le gouvernement se transfère dans les premiers jours de juillet à Vichy, à l'exception de l'armée qui restera deux ans à Clermont.
Le tribunal militaire de Clermont-Ferrand a eu à juger quatre des hommes politiques, passagers du Massilia arrêtés le 31 août 1940 à Casablanca et accusés de désertion. Il condamna le 4 octobre 1940 Pierre Viénot, Alex Wiltzer et Jean Zay, puis le 9 mai 1941 Pierre Mendès France, alors lieutenant de l'Armée de l'air française. Ce dernier, condamné à six ans de prison, s'évade le 21 juin 1941 de l'hôpital militaire pour rejoindre le général de Gaulle à Londres. Le même tribunal rapportera ces condamnations en 1946.
La Résistance à Clermont s'articule autour du quotidien La Montagne. Son fondateur, le socialiste Alexandre Varenne ayant déclaré qu'il « préférait briser sa plume » plutôt que de la mettre au service de l'ennemi. Le journal subit régulièrement la censure. Il est interdit de publication à plusieurs reprises. À la Libération, La Montagne aura le bonheur de pouvoir ressortir sous le même nom.
Le 18 août 1944, le dernier convoi de déportation de juifs (70 hommes, femmes et enfants qui étaient détenus dans la prison militaire du 92 au quartier d'Assas) quitte Clermont à destination d'Auschwitz ; le 20 août, le dernier convoi quitte la gare, avec 240 déportés parmi lesquels l'évêque de Clermont Gabriel Piguet, en direction du camp de concentration de Natzweiler-Struthof.
Les Allemands commencent à évacuer la ville le 25 août 1944 en direction de Dijon ; la ville est libre le 27. Le 27 août a lieu le grand défilé de la Libération ; les troupes des maquis d’Auvergne défilent sur la place de Jaude.
En 1944, le 92e régiment d'infanterie de ligne s'installe définitivement dans la ville. Dans les années 1960, Clermont devient une ville universitaire importante, avec un afflux d'étudiants qui vivront une version originale de Mai 68.

### XXIesiècle

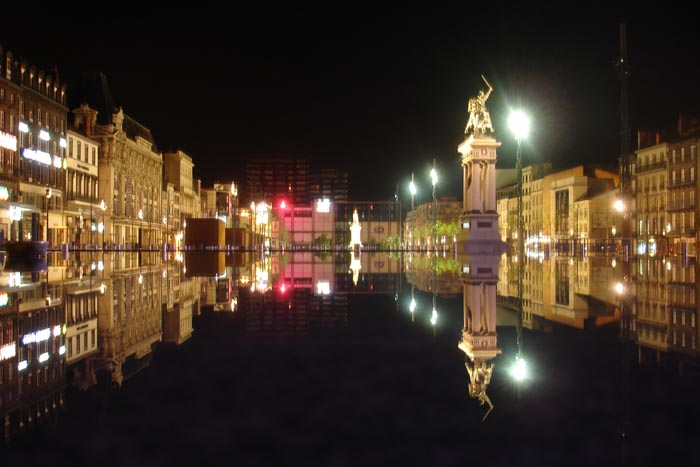
La place de Jaude de nuit et son reflet dans une fontaine.

L'entreprise Michelin perd de son poids en termes d'emplois. Clermont-Ferrand connaît ainsi un rééquilibrage au profit du secteur tertiaire.
Une politique de grands travaux est menée par la municipalité : la place de Jaude est réaménagée, une ligne de tramway est inaugurée en octobre 2006 (la ville avait eu le premier tramway électrique de France, et que celui-ci avait été démantelé en 1956). Le conseil régional d'Auvergne construit dans l'agglomération clermontoise, une salle de spectacles de grande capacité, le Zénith d'Auvergne ainsi qu'une gigantesque halle d'exposition, la Grande Halle d'Auvergne, tous deux inaugurés en fin d'année 2003.
En 2010, la commune de Clermont-Ferrand a été récompensée par le label « Ville Internet @@@@ »,.
D'avril à juin 2023, la barre d'immeuble nommée « Muraille de Chine » est détruite par grignotage. Avec ses 320 mètres de long et 9 étages, elle est l'un des plus grands immeubles d'habitation d'Europe. Elle sera remplacée par un parc urbain.

## Politique et administration

### Tendances politiques et résultats
La ville a longtemps été tournée à gauche, au vu des résultats des dernières élections présidentielles, notamment en 2007 et 2012, ainsi qu'aux élections régionales et municipales.

#### Récapitulatif de résultats électoraux récents
| Scrutin              | 1er tour | 1er tour | 1er tour | 1er tour | 1er tour | 1er tour | 1er tour | 1er tour | 1er tour | 1er tour | 1er tour  | 1er tour | 2d tour     | 2d tour     | 2d tour     | 2d tour     | 2d tour     | 2d tour     | 2d tour     | 2d tour     | 2d tour     | 2d tour     | 2d tour     | 2d tour     |
| Scrutin              | 1er      | 1er      | %        | 2e       | 2e       | %        | 3e       | 3e       | %        | 4e       | 4e        | %        | 1er         | 1er         | %           | 2e          | 2e          | %           | 3e          | 3e          | %           | 4e          | 4e          | %           |
| -------------------- | -------- | -------- | -------- | -------- | -------- | -------- | -------- | -------- | -------- | -------- | --------- | -------- | ----------- | ----------- | ----------- | ----------- | ----------- | ----------- | ----------- | ----------- | ----------- | ----------- | ----------- | ----------- |
| Municipales 2014     |          | UGE      | 30,99    |          | UMP      | 24,93    |          | FN       | 12,71    |          | PG        | 11,49    |             | UGE         | 47,82       |             | UMP         | 41,31       |             | FN          | 10,85       | Pas de 4e   | Pas de 4e   | Pas de 4e   |
| Européennes 2014     |          | PS       | 20,82    |          | UMP      | 20,05    |          | FN       | 15,11    |          | UDI-MODEM | 11,23    | Tour unique | Tour unique | Tour unique | Tour unique | Tour unique | Tour unique | Tour unique | Tour unique | Tour unique | Tour unique | Tour unique | Tour unique |
| Régionales 2015      |          | PS       | 31,22    |          | UCD      | 28,86    |          | FN       | 15,95    |          | PCF       | 9,50     |             | UGE         | 50,69       |             | UCD         | 36,80       |             | FN          | 12,51       | Pas de 4e   | Pas de 4e   | Pas de 4e   |
| Présidentielles 2017 |          | EM       | 29,56    |          | LFI      | 25,62    |          | LR       | 15,13    |          | FN        | 12,55    |             | EM          | 80,04       |             | FN          | 19,96       | Pas de 3e   | Pas de 3e   | Pas de 3e   | Pas de 4e   | Pas de 4e   | Pas de 4e   |
| Municipales 2020     |          | UGE      | 38,09    |          | LR       | 20,74    |          | LREM     | 15,54    |          | LFI       | 12,31    |             | UGE         | 48,41       |             | UCD         | 36,50       |             | LFI         | 15,08       | Pas de 4e   | Pas de 4e   | Pas de 4e   |
| Européennes 2019     |          | LREM     | 23,09    |          | EELV     | 15,91    |          | RN       | 14,43    |          | PS        | 8,67     | Tour unique | Tour unique | Tour unique | Tour unique | Tour unique | Tour unique | Tour unique | Tour unique | Tour unique | Tour unique | Tour unique | Tour unique |
| Régionales 2021      |          | LR       | 34,78    |          | EELV     | 19,03    |          | PS       | 16,39    |          | LREM      | 9,76     |             | UGE         | 46,67       |             | LR          | 45,99       |             | RN          | 7,33        | Pas de 4e   | Pas de 4e   | Pas de 4e   |
| Présidentielles 2022 |          | LFI      | 31,15    |          | LREM     | 27,93    |          | RN       | 14,20    |          | EELV      | 6,01     |             | LREM        | 71,78       |             | RN          | 28,32       | Pas de 3e   | Pas de 3e   | Pas de 3e   | Pas de 4e   | Pas de 4e   | Pas de 4e   |

Aux élections présidentielles de 2002, sur la commune Jacques Chirac a recueilli 88,45 % des voix au second tour (82,2% au niveau national) face à Jean-Marie Le Pen. Au premier tour, Lionel Jospin y avait obtenu 18,86 % des suffrages (16,18 % au niveau national), devançant légèrement Chirac de 134 voix. 79,52 % des électeurs ont voté au second tour contre 71,02 % au premier. En 2007 remportée par Nicolas Sarkozy avec 53,06 % des voix, Ségolène Royal obtient dans la ville 57,43 % des voix (46,94% au niveau national) avec un taux de participation de 83,43 %. En 2012 remporté par François Hollande avec 51,64 %, il obtient 65,32 % des voix à Clermont-Ferrand avec 79,82 % des électeurs ayant voté. En 2017 , Emmanuel Macron arrive en tête au premier tour à Clermont avec 29,56 % (24,01% au niveau national), devant Jean-Luc Mélenchon avec 25,62 % (4e et 19,58 % au niveau national), François Fillon 15,13%  (3e et 20,01% au niveau national) et Marine Le Pen avec 12,55 % (2e et 21,30 % au niveau national). Au second tour, Emmanuel Macron obtient 80,04% (66,10% au niveau national) contre 19,96 % pour Marine Le Pen (33,90 % au niveau national).
Aux élections européennes, les listes de gauche ont recueilli le plus de voix en 2004 (36,33 % pour Catherine Guy-Quint) et en 2014, mais pas en 2009 (23,99 % pour Jean-Pierre Audy contre 20,73 % pour Henri Weber). Les taux de participation sont très faibles : 41,31 % en 2004, 39,53 % en 2009, 40,00 % en 2014 et 48,49 % en 2019.

#### Élections locales
Aux élections régionales de 2004 en Auvergne, Pierre-Joël Bonté a recueilli 56,95 % des suffrages exprimés, devançant Valéry Giscard d'Estaing. Ce premier est élu à la tête du conseil régional d'Auvergne jusqu'à son décès en janvier 2006. 63,22 % des électeurs ont voté. En 2010, René Souchon obtient 68,11 % des voix et est réélu président de la région, mais avec un taux de participation plus faible (50,05 %). En 2015, dans la nouvelle région Auvergne-Rhône-Alpes, Jean-Jack Queyranne obtient 50,69 % des suffrages exprimés contre 38,60 % pour Laurent Wauquiez élu président du conseil régional. En 2021, Fabienne Grebert (UG) obtient 46,67 % des suffrages exprimés contre 45,99 % pour Laurent Wauquiez (UDC), élu président, et 7,33 % à Andréa Kotarac (RN).
Aux élections municipales de 2008, Serge Godard (liste « Vivre Clermont, réussir ») a été élu au second tour avec 51,69 % des suffrages exprimés et 42 sièges sur les 55. Il était opposé à Anne Courtillé (« L'avenir à grande vitesse », 22,34 % des voix et six sièges), Alain Laffont (« À gauche 100 % », 15,34 % et quatre sièges) et Michel Fanget (« Bougeons la ville », 10,63 % et trois sièges). 51,44 % des électeurs ont voté, soit 37 931 votants sur 73 739 inscrits.
En 2014, le maire sortant, Serge Godard, ne s'est pas représenté. Huit candidats étaient opposés au 1er tour. Olivier Bianchi a été élu au second tour à l'occasion d'une triangulaire, avec 47,82 % des voix. Il bat Jean-Pierre-Brenas (UMP), qui obtient 41,31 % des voix, et Antoine Rechagneux (FN) qui n'obtient que 10,85 % des voix. Le taux de participation est de 55,33 %, soit 40 476 votants sur 73 156 inscrits. Il est réélu le 3 juillet 2020.

#### Les circonscriptions législatives
En 2007, les électeurs votaient dans les 1re, 2e et 3e circonscriptions du Puy-de-Dôme.
À la suite du redécoupage des circonscriptions législatives de 2010, la commune est toujours partagée entre trois circonscriptions : la 1re (où étaient rattachés les cantons Centre, Est, Nord-Ouest, Nord, Sud et de Montferrand avant le redécoupage cantonal de 2014), la 3e (avec les cantons Ouest et Sud-Ouest) et la 4e (avec le canton Sud-Est).
Ces circonscriptions sont représentées, respectivement, par Marianne Maximi (LFI), Nicolas Bonnet (Les Écologistes) et Delphine Lingemann (MoDem), depuis les élections législatives de 2024.

#### Les cantons
Jusqu'en 1982, la ville de Clermont-Ferrand était divisée en plusieurs cantons englobant des communes périphériques. Un décret crée plusieurs cantons limités à la commune elle-même,. La ville est alors divisée en neuf cantons :
- Clermont-Ferrand-Centre (18 342 habitants en 2012[INS2 2]) ;
- Clermont-Ferrand-Est (14 361 hab.[INS2 2]) ;
- Clermont-Ferrand-Nord (16 407 hab.[INS2 2]) ;
- Clermont-Ferrand-Nord-Ouest (16 356 hab.[INS2 2]) ;
- Clermont-Ferrand-Ouest (12 438 hab.[INS2 2]) ;
- Clermont-Ferrand-Sud (12 495 hab.[INS2 2]) ;
- Clermont-Ferrand-Sud-Est (19 508 hab.[INS2 2]) ;
- Clermont-Ferrand-Sud-Ouest (20 445 hab.[INS2 2]) ;
- Montferrand (11 045 hab.[INS2 2]).

À la suite du redécoupage des cantons du département appliqué par décret en 2014, applicable depuis les élections départementales de 2015, Clermont-Ferrand ne compte plus que six cantons :
- Clermont-Ferrand-1 (22 127 habitants en 2022) ;
- Clermont-Ferrand-2 (25 251 hab.) ;
- Clermont-Ferrand-3 (24 478 hab.) ;
- Clermont-Ferrand-4 (22 904 hab.) ;
- Clermont-Ferrand-5 (26 606 hab.) ;
- Clermont-Ferrand-6 (26 385 hab.).

Clermont-Ferrand est la seule commune du département comportant plusieurs cantons.

### Administration municipale
En 2017, Clermont-Ferrand comptait 143 886 habitants. Ce chiffre a été retenu pour déterminer le nombre de membres au conseil municipal. Compris entre 100 000 et 149 999, ce nombre de membres du conseil municipal s'élève à 55.
Le conseil municipal a désigné 21 adjoints (seize adjoints plus cinq de quartier) par délibération du conseil municipal du 3 juillet 2020,.

### Liste des maires

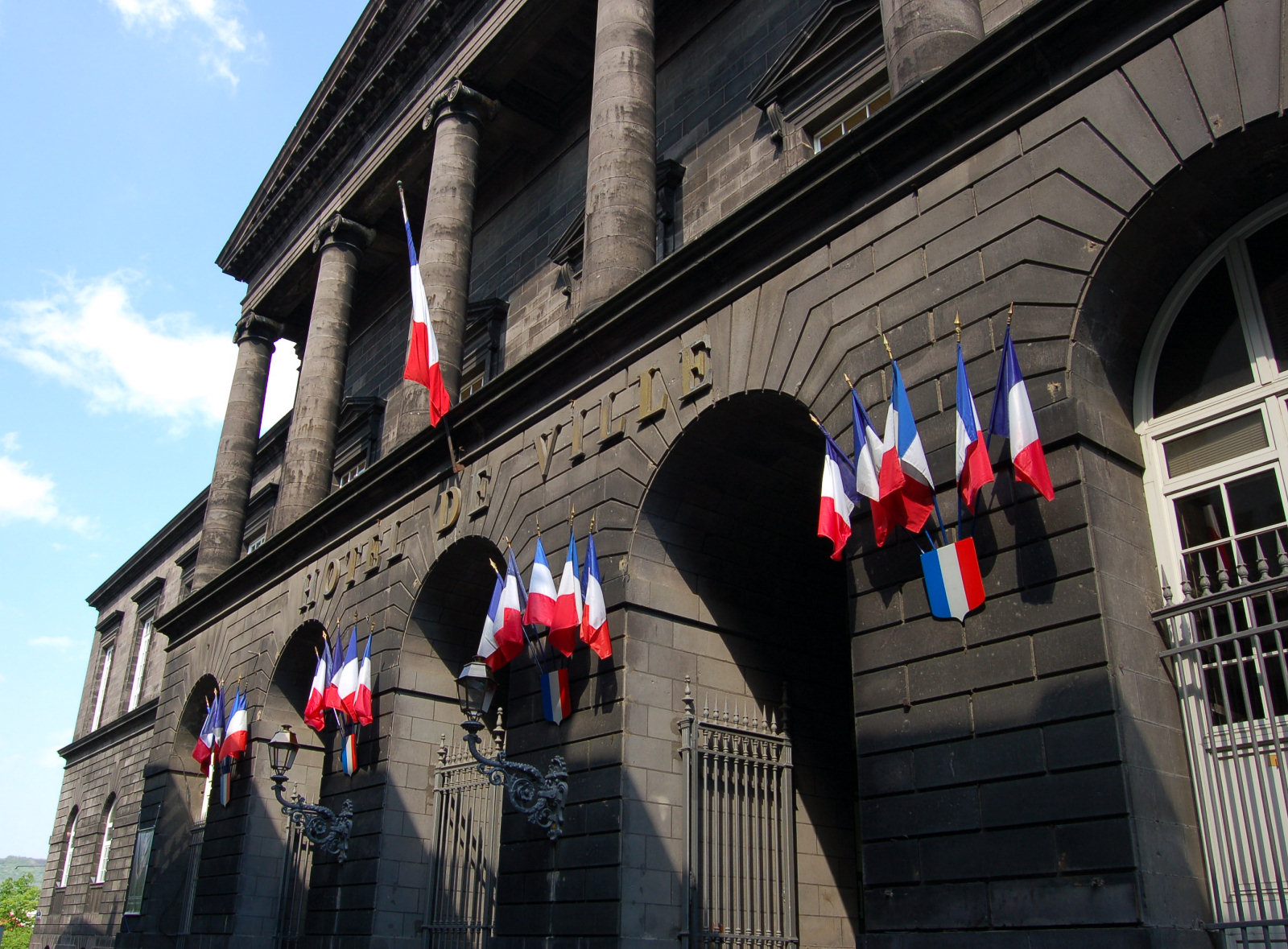
L'hôtel de ville.

Le maire actuel de la ville est Olivier Bianchi (PS), élu le 4 avril 2014 et réélu le 3 juillet 2020.
| Période | Période  | Identité           | Étiquette    | Qualité                                                                                |
| ------- | -------- | ------------------ | ------------ | -------------------------------------------------------------------------------------- |
| 1935    | 1944     | Paul Pochet-Lagaye | RAD          |                                                                                        |
| 1944    | 1973     | Gabriel Montpied   | SFIO puis PS | Sénateur du Puy-de-Dôme (1952-1974)                                                    |
| 1973    | 1997     | Roger Quilliot     | PS           | Sénateur du Puy-de-Dôme (1974-1998) Ministre de l'Urbanisme et du Logement (1981-1983) |
| 1997    | 2014     | Serge Godard       | PS           | Sénateur du Puy-de-Dôme (jusqu'en 2011)                                                |
| 2014    | En cours | Olivier Bianchi    | PS           | Président de Clermont Communauté puis de Clermont Auvergne Métropole (depuis 2014)     |

### Politique de développement durable
La ville a engagé une politique de développement durable en lançant une démarche d'Agenda 21 en 2003. L'agenda 21 local est renouvelé tous les ans. Le plan climat est obligatoire dans une commune de plus de 50 000 habitants ; Clermont-Ferrand est donc concernée. Des concertations ont lieu dans les différents quartiers.
En 2021 débute le projet InspiRe, un vaste projet de restructuration urbaine visant à favoriser les mobilités douces, notamment le vélo, mais aussi les transports en commun, par la création de lignes de bus en site propre, l'allongement et la diversification des pistes cyclabes existantes. Parallèlement, les zones autour de ces nouveaux aménagements sont en partie végétalisées.
Par la même occasion, la ville développe son réseau de chaleur urbain sur les trois réseaux intra-muros.

### Instances judiciaires et administratives
Clermont-Ferrand est le siège d'un tribunal judiciaire, d'un tribunal de commerce, d'un tribunal administratif, d'un tribunal pour enfants, d'un tribunal des pensions, d'un tribunal paritaire des baux ruraux et d'un conseil de prud'hommes.
Elle relève de la cour administrative d'appel de Lyon, de la cour d'appel de Riom et de la cour d'assises du Puy-de-Dôme à Riom.

### Finances locales
Pour l'année 2022, le budget municipal s'élève à près de 253 millions d'euros :
| Fonctionnement  | Investissement   | Total            |
| --------------- | ---------------- | ---------------- |
| 77 640 965,98 € | 175 328 839,00 € | 252 969 804,98 € |

Les taux d'imposition sont les suivants : foncier bâti 46,60 %, foncier non bâti 63,97 %.

### Jumelages et accords de coopération
Clermont-Ferrand est jumelée avec douze villes :
- Salford (Angleterre) depuis le 15 mai 1966 ;
- Ratisbonne (Allemagne) depuis le 12 mai 1969 ;
- Gomel (Biélorussie) depuis le 21 octobre 1977 ;
- Aberdeen (Écosse) depuis le 2 juillet 1983 ;
- Oviedo (Espagne) depuis le 14 octobre 1988 ;
- Norman (États-Unis) depuis le 18 avril 1994 ;
- Bizerte (Tunisie) depuis octobre 1998 ;
- Marrakech (Maroc) depuis octobre 1998 ;
- Braga (Portugal) depuis le 8 décembre 1999 ;
- Oyem (Gabon) depuis le 12 avril 2006 ;
- Anshan (Chine) depuis le 4 novembre 2006 ;
- Krementchouk (Ukraine) depuis le 6 octobre 2023[128].

La Ville de Clermont-Ferrand attribue des bourses aux étudiants des établissements d’enseignement supérieur clermontois effectuant un cursus ou un stage dans l’une des villes avec lesquelles elle est jumelée.
Le nom de Clermont a été donné à la ville de Clermont au Québec, en hommage à Blaise Pascal.

#### Jumelage avec Salford
Jack Golberg, conseiller de la ville de Salford et membre du Conseil des municipalités d'Europe, signe l'accord de jumelage avec Gabriel Montpied en 1966. La Mission des relations internationales et l'Académie de Clermont-Ferrand accompagnent des échanges pédagogiques entre les deux villes. Un partenariat a notamment été mis en place entre l'École de droit de Clermont-Ferrand et l'École d'avocats de Salford. Dans le cadre du Festival international du court métrage de Clermont-Ferrand, l'entreprise Candella Films et l'École de média, musique et performance de l'université de Salford participent aux rencontres professionnelles.
Le 25 juin 2020 un « Clermont-Ferrand Square » a été inauguré à Salford.

#### Jumelage avec Ratisbonne

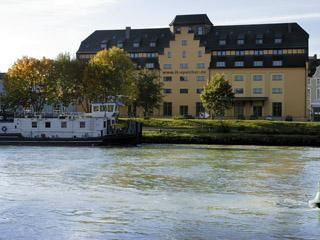
Bâtiment IT-Speicher à Ratisbonne

Le traité d'amitié franco-allemand dit traité de l'Élysée, signé par le Général de Gaulle et le chancelier Konrad Adenauer, n'existait que depuis six ans quand le maire de Regensburg (en français Ratisbonne), Rudolf Schlichtinger (de) et le sénateur maire de Clermont-Ferrand, Gabriel Montpied, ont signé, le 12 mai 1969, l'accord de jumelage. Depuis 1994, Ratisbonne a comme Clermont-Ferrand son festival du court-métrage, la Regensburger Kurzfilmwoche (de). Clermont-Ferrand et Ratisbonne ont mis en symbiose leurs pôles d’excellence dans le secteur des biotechnologies (Biopôle Clermont-Limagne et BioPark Regensburg). Un partenariat est également de mise dans les technologies de l’information et de la communication entre IT-Speicher, un incubateur de start-up, et Auvergne-TIC, cluster du numérique. Depuis 2017, Ratisbonne participe aux conférences du Réseau international des villes Michelin.
Une école et une avenue sont nommées d'après Clermont-Ferrand.

#### Jumelage avec Gomel
En 1986, après l'explosion de la centrale nucléaire de Tchernobyl, le CHU et la faculté de médecine de Clermont-Ferrand ont dépêché des spécialistes du cancer de la thyroïde pour soigner les enfants malades et pour former des médecins. Gomel dispose d'une école francophone baptisée Blaise-Pascal.

#### Jumelage avec Aberdeen
Un festival de cinéma s’est créé en 2014 à Aberdeen sur le modèle de celui de Clermont-Ferrand.

#### Jumelage avec Oviedo
Des échanges scolaires sont mis en place avec Oviedo en primaire, secondaire (lycées Pando et Alfonso II d'Oviedo et lycée Jeanne d'Arc de Clermont-Ferrand) et cycle supérieur (universités et grandes écoles), mais aussi des rencontres sportives.

#### Jumelage avec Norman
L'université de l'Oklahoma est située à Norman, dans l’État d’Oklahoma aux États-Unis. Elle accueille chaque année des étudiants clermontois dans le cadre d'un jumelage.

#### Jumelage avec Braga
Le jumelage entre Braga (Portugal) et Clermont-Ferrand est établi en 1999 avec la signature d'un accord de coopération. Cette coopération se réalise en particulier dans les domaines de l'enseignement supérieur, du tourisme, de l'innovation scientifique, de l'économie et de l'artisanat. Braga est située dans la région du Minho, la région d'origine de nombreux habitants de Clermont-Ferrand d'origine portugaise.

## Population et société

### Démographie

#### Évolution démographique
L'évolution du nombre d'habitants est connue à travers les recensements de la population effectués dans la commune depuis 1793. Pour les communes de plus de 10 000 habitants les recensements ont lieu chaque année à la suite d'une enquête par sondage auprès d'un échantillon d'adresses représentant 8 % de leurs logements, contrairement aux autres communes qui ont un recensement réel tous les cinq ans,.

En 2022, la commune comptait 147 751 habitants, en évolution de +3,55 % par rapport à 2016 (Puy-de-Dôme : +2,1 %, France hors Mayotte : +2,11 %).
| 1793   | 1800   | 1806   | 1821   | 1831   | 1836   | 1841   | 1846   | 1851   |
| ------ | ------ | ------ | ------ | ------ | ------ | ------ | ------ | ------ |
| 30 000 | 30 000 | 30 982 | 30 010 | 28 257 | 32 427 | 35 152 | 34 083 | 33 516 |

| 1856   | 1861   | 1866   | 1872   | 1876   | 1881   | 1886   | 1891   | 1896   |
| ------ | ------ | ------ | ------ | ------ | ------ | ------ | ------ | ------ |
| 38 160 | 37 275 | 37 461 | 37 357 | 41 772 | 43 033 | 46 718 | 50 119 | 50 870 |

| 1901   | 1906   | 1911   | 1921   | 1926    | 1931    | 1936    | 1946    | 1954    |
| ------ | ------ | ------ | ------ | ------- | ------- | ------- | ------- | ------- |
| 52 933 | 58 363 | 65 386 | 82 577 | 111 711 | 103 143 | 101 128 | 108 090 | 113 391 |

| 1962    | 1968    | 1975    | 1982    | 1990    | 1999    | 2006    | 2011    | 2016    |
| ------- | ------- | ------- | ------- | ------- | ------- | ------- | ------- | ------- |
| 127 547 | 148 759 | 156 763 | 147 224 | 136 181 | 137 140 | 138 992 | 140 957 | 142 686 |

| 2021    | 2022    | - | - | - | - | - | - | - |
| ------- | ------- | - | - | - | - | - | - | - |
| 147 327 | 147 751 | - | - | - | - | - | - | - |

#### Pyramide des âges
La population de la commune est relativement jeune.
En 2020, le taux de personnes d'un âge inférieur à 30 ans s'élève à 45,7 %, soit au-dessus de la moyenne départementale (34,1 %). À l'inverse, le taux de personnes d'âge supérieur à 60 ans est de 21 % la même année, alors qu'il est de 28,2 % au niveau départemental.
En 2020, la commune comptait 69 880 hommes pour 77 404 femmes, soit un taux de 52,55 % de femmes, supérieur au taux départemental (51,61 %).
Les pyramides des âges de la commune et du département s'établissent comme suit.
| Hommes | Classe d’âge | Femmes |
| ------ | ------------ | ------ |
| 0,7    | 90 ou +      | 1,7    |
| 5,4    | 75-89 ans    | 8,3    |
| 11,9   | 60-74 ans    | 13,8   |
| 15,7   | 45-59 ans    | 15,3   |
| 19,1   | 30-44 ans    | 16,8   |
| 31,5   | 15-29 ans    | 30,2   |
| 15,9   | 0-14 ans     | 13,9   |

| Hommes | Classe d’âge | Femmes |
| ------ | ------------ | ------ |
| 0,7    | 90 ou +      | 2,1    |
| 7,4    | 75-89 ans    | 10,2   |
| 17,7   | 60-74 ans    | 18,6   |
| 20,2   | 45-59 ans    | 19,2   |
| 18,4   | 30-44 ans    | 17,4   |
| 18,6   | 15-29 ans    | 17,2   |
| 17     | 0-14 ans     | 15,3   |

### Enseignement et formation

#### Établissements d'enseignement supérieur

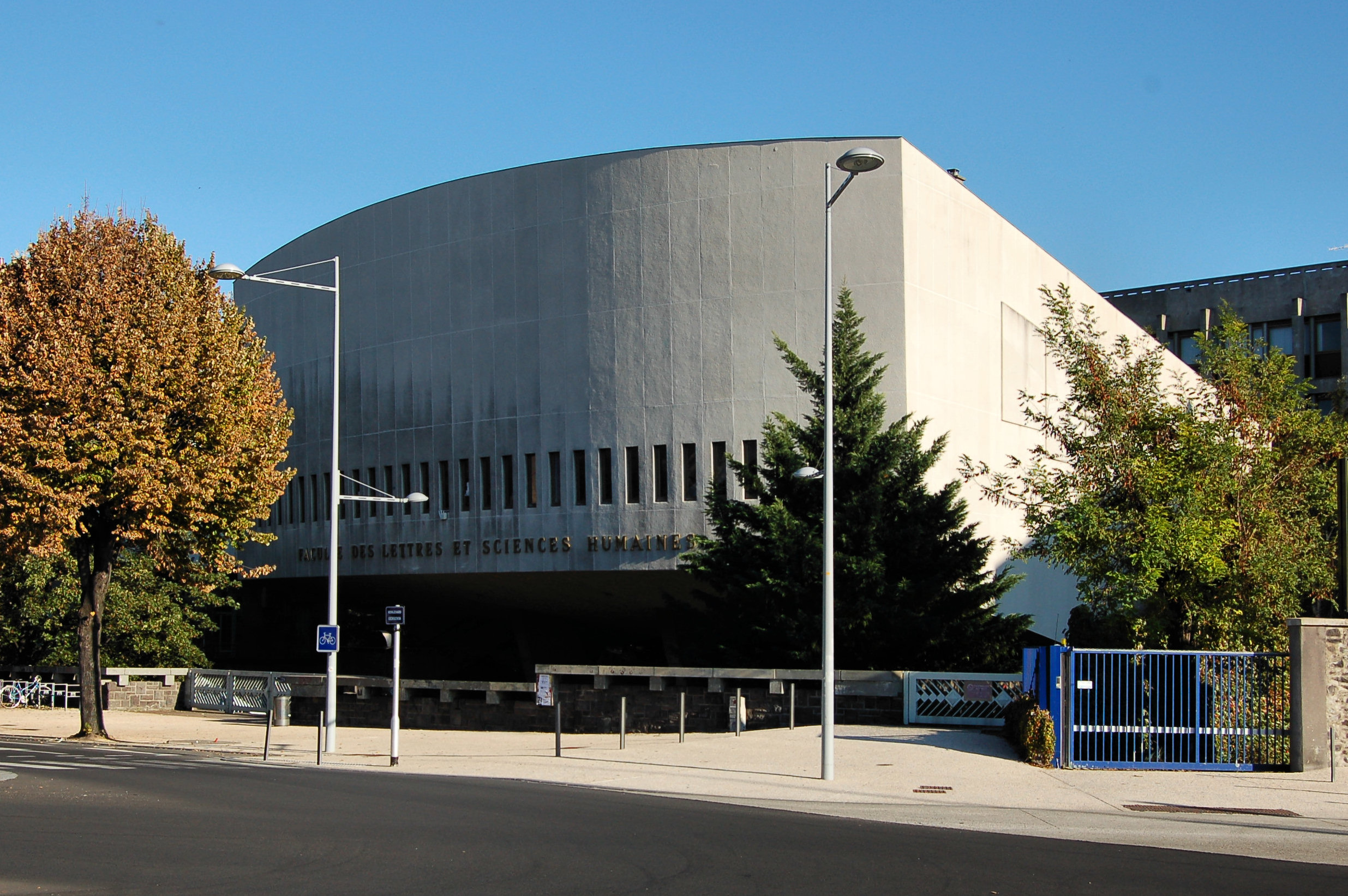
La faculté de lettres et sciences humaines.

Clermont abrite près de 40 000 étudiants répartis, jusqu'en 2016, dans deux universités, l'université d'Auvergne (Clermont-I, environ 15 200 étudiants en 2012-2013) et l'université Blaise-Pascal (Clermont-II, environ 14 500 étudiants en 2012-2013) ainsi que six écoles d'ingénieurs ou de management. Les deux universités précitées ont fusionné le 1er janvier 2017. La nouvelle université se dénomme « Université Clermont-Auvergne », elle a obtenu la marque d'excellence « Label I-Site » en 2017.
La ville se situe au 8e rang national et au 1er rang au classement des grandes villes pour l'enseignement supérieur, selon le palmarès établi par le magazine L'Étudiant en 2015 à partir de critères ayant « trait à la formation, à la vie étudiante, au cadre de vie et à l'emploi ».

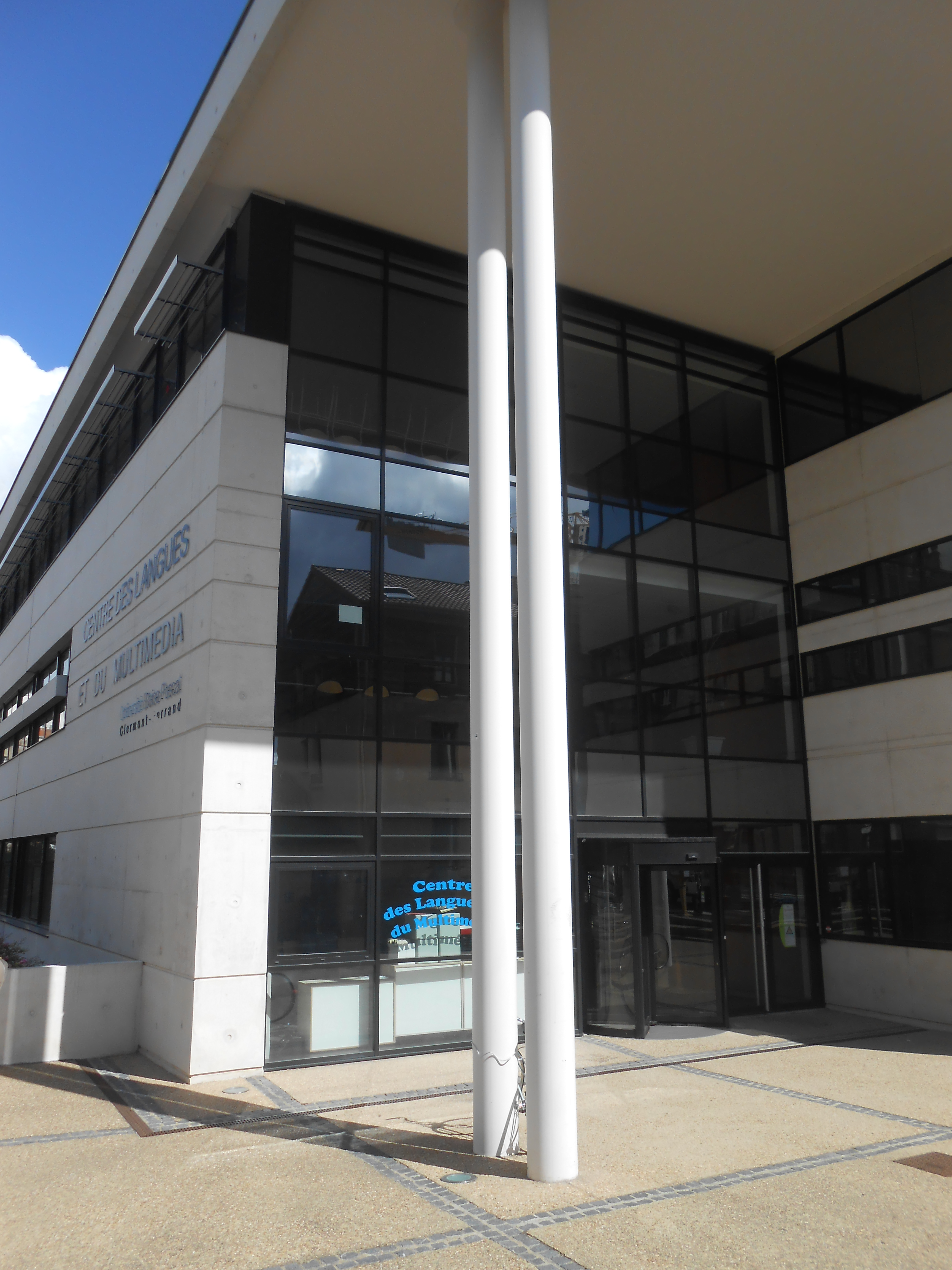
Entrée du centre des langues et du multimédia sur le campus Carnot.

Près de 15 % de la population étudiante (4 900) vient de l'étranger. On rencontre de nombreux Européens accueillis grâce aux programmes d'échanges type Erasmus. Cette population comprend également des Américains, des Chinois, ainsi que des étudiants venant de plusieurs pays d'Afrique (en particulier dans les cursus d'Économie du Développement). La population estudiantine chinoise est en pleine expansion grâce à des partenariats avec plusieurs campus chinois.
Les principales écoles supérieures :
- SIGMA Clermont (créée par fusion de l'IFMA et de l'ENSCCF en 2016) ;
- l'école nationale supérieure d'architecture de Clermont-Ferrand (ENSACF) ;
- Polytech Clermont-Ferrand (appelée avant 2007 : Centre universitaire scientifique et technique de Clermont-Ferrand, CUST) ;
- l'école supérieure d'art de Clermont Métropole (ESACM) ;
- l'École supérieure de commerce de Clermont (Groupe ESC Clermont) ;
- l'institut supérieur d'informatique, de modélisation et de leurs applications (ISIMA) ;
- l'institut d'enseignement supérieur et de recherche en alimentation, santé animale, sciences agronomiques et de l'environnement, appelé aussi VetAgro Sup (anciennement école nationale d'ingénieurs des travaux agricoles de Clermont-Ferrand, ENITAC).

Les universités et écoles sont dispersées dans différents sites en centre-ville ainsi que sur le campus des Cézeaux.
Le bâtiment de l'avenue Carnot, siège de l'université Blaise-Pascal, a accueilli l'université de Strasbourg pendant l'occupation allemande de la Seconde Guerre mondiale. Les cours de droit et de sciences politiques sont dispensés dans le pôle tertiaire de La Rotonde, un bâtiment d'architecture moderne.
Les universités de Clermont-I et Clermont-II ont constitué un pôle de recherche et d'enseignement supérieur (PRES) avec l'ENITAC, l'IFMA et l'École nationale de chimie : Clermont Université, créé par un décret de 2008, et dissous en 2014.
Les deux universités de Clermont ont été retenues pour faire partie des audits lancés par le gouvernement Fillon en 2008 en vue de l'autonomie des universités françaises.
Dans le cadre de l'adoption de ses nouveaux statuts, conformément à la loi LRU de 2007, l'université d'Auvergne a créé en avril 2008 la première fondation universitaire de France.

#### Établissements primaires et secondaires
Outre les établissements d'enseignement supérieur, la commune de Clermont-Ferrand, dont la commune et son département, ainsi que la région, dépendent de l'académie de Clermont-Ferrand, gère 66 écoles publiques (maternelle et/ou élémentaire) dont 3 d'application et cinq écoles privées sous contrat.
Le conseil départemental du Puy-de-Dôme gère huit collèges publics (Albert-Camus, Blaise-Pascal, Charles-Baudelaire, Gérard-Philipe, Jeanne-d'Arc, La Charme, Lucie-Aubrac et Roger-Quilliot). Il existe aussi six collèges privés sous contrat (Fénelon, Franc-Rosier, Massillon, Monanges, Saint-Alyre et Sainte-Thérèse-les-Cordeliers).
Le conseil régional d'Auvergne-Rhône-Alpes gère les lycées publics (Ambroise-Brugière, Blaise-Pascal, Jeanne-d'Arc, La Fayette — avec section professionnelle —, Sidoine-Apollinaire, ainsi que les lycées professionnels Amédée-Gasquet, Camille-Claudel, Marie-Curie et Roger-Claustres — avec section professionnelle pour ces deux derniers —). Il existe aussi des lycées privés sous contrat (Fénelon, Godefroy-de-Bouillon, Massillon, Saint-Alyre, ainsi que les lycées professionnels Anna-Rodier, Godefroy-de-Bouillon, René-Rambaud, Saint-Alyre et Sainte-Thérèse-les-Cordeliers). Un nouveau lycée est construit dans le quartier Saint-Jean : le lycée Gergovie, qui ouvrira à la rentrée 2022, et axé sur « les métiers de la qualité de vie et le bien-être ».
En outre, la ville possède deux centres d'information et d'orientation (CIO) : à Clermont Centre et à Clermont Nord.

#### Formation
Par ailleurs, la ville de Clermont-Ferrand accueille l’une des principales antennes de l'École nationale des finances publiques (ENFiP), destinée à la formation initiale des inspecteurs et des contrôleurs du réseau de la direction générale des Finances publiques (DGFiP).

### Manifestations culturelles et festivités
Tout au long de l'année, Clermont-Ferrand accueille de nombreuses festivités :
Au mois de janvier, le festival international du court-métrage, créé en 1982, attire chaque année plus de 1 300 courts-métrages et plus de 100 000 visiteurs. En matière d’audience, c'est le deuxième festival de cinéma en France après le festival de Cannes. Mais c'est surtout la plus importante manifestation cinématographique consacrée au court métrage au monde, avec des films de plus de 50 pays en compétition.
Au mois de mars, le festival Vidéoformes, créé en 1986, est  la référence en France et sur la scène internationale dans le domaine de la vidéo et des nouveaux médias dans l'art contemporain,. La semaine de la poésie, créée en 1987, est une création du clermontois Jean-Pierre Siméon et elle est devenue une des plus importantes manifestations poétiques de France.
Au mois d'avril a lieu  depuis 2016, en même temps que le festival de Cannes, la Semaine du cinéma hispanique de Clermont ; depuis 2002, une association réunit les amoureux du cinéma espagnol hispanique dans les salles art et essai de Clermont-Ferrand.
Au mois de mai, les Arts en balade propose d'aller à la rencontre des artistes, dans la rue et dans leurs ateliers.
Au mois de juin, le festival Nuées ardentes porté par l’université Clermont-Auvergne vise à faire valoir le patrimoine naturel des volcans d’Auvergne, la recherche scientifique et des savoir-faire techniques et culturels.
Au moi de juin et début juillet, le festival européen de musique Europavox a pour but de faire entendre la diversité de la production musicale européenne.
En juillet-août, la ville organise une programmation culturelle estivale : les Contre-Plongées. Ce sont des propositions gratuites : théâtre, cinéma, concerts, lectures, grands spectacles de rue….
À partir de septembre, depuis 2012, la biennale du Festival international des textiles extraordinaires (FITE) a pour but de valoriser les productions textiles empreintes de significations patrimoniales et culturelles fortes.
Au mois d'octobre a lieu le festival Jazz en tête, créé en 1988. De nombreux artistes internationaux s'y sont produits : Miles Davis, Herbie Hancock, Wynton Marsalis et Michel Petrucciani, sans oublier les chanteuses Dee Dee Bridgewater, Dianne Reeves ou Cassandra Wilson. Au mois d'octobre a aussi lieu le festival Nicéphore +, festival international de l'image fixe et de la photographie. Fin octobre et début novembre se tient le festival des musiques démesurées, festival de musique contemporaine et expérimentale.
Au mois de novembre a lieu le Rendez-vous du carnet de voyage, créé en 2000, qui accueille environ 15 000 personnes sur trois jours. Fin novembre et début décembre, le festival Traces de vies propose depuis 1991 une sélection de plus de cinquante films documentaires en concours et une vingtaine de films hors concours.
Ses points forts sont le cinéma (festival international du court-métrage, festival Vidéoformes, et festival Traces de vies) et la musique (Jazz en tête, Musiques démesurées, Europavox). Clermont a été classée capitale du rock, et elle abrite ou a abrité de nombreux groupes de musiques actuelles,, comme Mustang, Cocoon, Squeeze Groove, Sabayo ou Wazoo. En matière de musique classique, les saisons musicales sont animées par l' Orchestre national d'Auvergne, le Quatuor Prima Vista, le Chœur régional d'Auvergne, l'Orchestre d'Harmonie de Clermont-Ferrand, le conservatoire à rayonnement régional.
Il n'y a pas de festival d'art urbain à Clermont-Ferrand, mais on peut observer de nombreux collages ou graffitis artistiques dans les rues de la ville (Space Invaders d'Invader, œuvres de Keymi), en particulier dans l'hypercentre.

### Santé
Le centre hospitalier universitaire de Clermont-Ferrand est localisé principalement sur deux sites : l'hôpital Gabriel Montpied, sur le plateau Saint-Jacques, et l'hôpital d'Estaing, près de la gare SNCF.
Le site initial du CHU était l'Hôtel-Dieu. Cet hôpital historique a été fondé au XVIIIe siècle et se trouve dans le centre historique de la ville. Il est en cours de réhabilitation et deviendra en 2026 la médiathèque métropolitaine.
Les soins psychiatriques sont dispensés par le Centre hospitalier Sainte-Marie (appartenant à l'Association hospitalière Sainte-Marie).

### Sports

#### Clubs majeurs

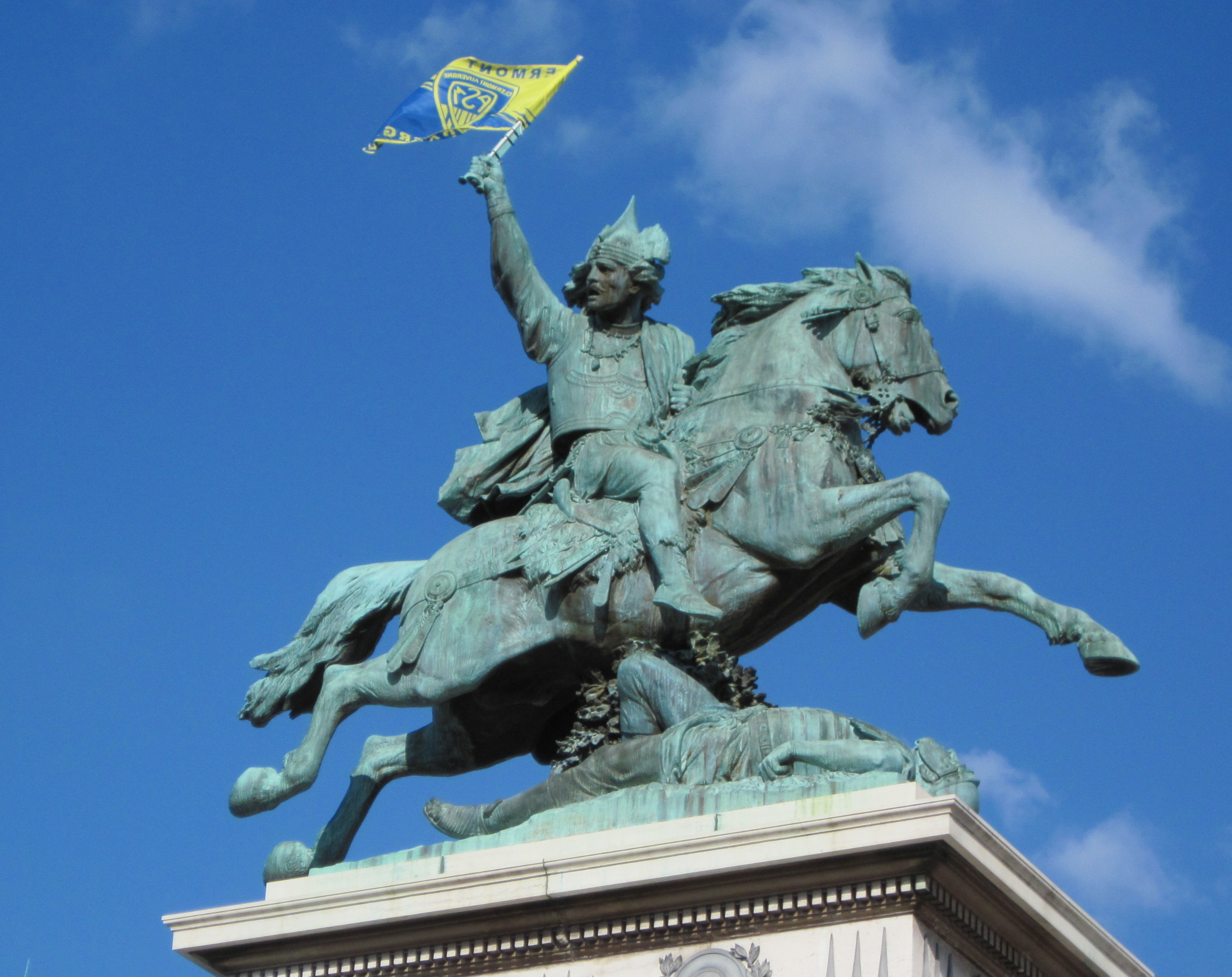
La statue équestre de Vercingétorix à Clermont-Ferrand arborant le drapeau de l'ASM Clermont Auvergne après le championnat de 2010.

- Le club de rugby ASM Clermont Auvergne, champion de France de rugby en 2010 et 2017. Il a également été vice-champion du Championnat de France douze fois depuis la création du club en 1911 (1936, 1937, 1970, 1978, 1994, 1999, 2001, 2007, 2008, 2009, 2015 et 2019). Il évolue actuellement en Top 14 et dans l'élite du championnat de France sans interruption depuis 1925 ;
- le club de football Clermont Foot 63, quart de finaliste de la Coupe de France en 1997 et 2005. Le club joue en Ligue 2 depuis sa relégation en 2024, après avoir été sacré deux fois champion de National ;
- le Stade clermontois (basket-ball), qui évoluait en Nationale masculine 2 depuis 2012-2013;
- le Stade clermontois Auvergne Basket 63 a évolué en Ligue féminine jusqu'en juin 2009 ;
- le Clermont-Auvergne Hockey Club (CAHC) rebaptisé Hockey Clermont Communauté Auvergne (HCCA) en 2005. Évolue en D1 ;
- le Stade clermontois Handball dont l'équipe féminine évoluait en championnat de Nationale 3 (5e échelon national) et les hommes en excellence régionale (7e échelon) en 2011-2012. Rebaptisé Handball Clermont Auvergne Métropole 63 (HBCAM63) l'équipe féminine évolue en Division 2 Féminine (D2F).
- le Clermont Judo ;
- le Karaté Club Gorinkan[177] dont le dojo se trouve au gymnase Ferdinand-Buisson présente de nombreux compétiteurs au niveau national. Sensei trois fois champion de France vétéran en kata par exemple. De nombreux jeunes juniors et séniors, masculins comme féminins se sont dotés de médailles d'or au niveau départemental et de bronze au niveau national en combat, comme en kata ;
- les Arvernes de Clermont-Ferrand (baseball) évoluent en Élite (huit meilleures équipes françaises) après avoir été champions de National 1 en 2007 ;
- les Servals, club clermontois de football américain, champion de France de division 2 (casque d'Or) en 1998, 2002 et 2006 ;
- le club Clermont Athlétisme Auvergne ;
- le Stade clermontois tennis de table ;
- le Stade clermontois natation ;
- le Stade clermontois tir à l'arc (Sébastien Flute) ;
- le club de lutte de l'ASM (Association sportive montferrandaise) ;
- le club de gymnastique UFOLEP Clermont Saint-Jacques Gym (maintes fois finaliste pour les championnats de France) ;
- le club de cyclisme toutes disciplines et tous âges l'Étoile cycliste de Clermont-Ferrand (podium au championnat du monde) ;
- le Clermont Université Club (CUC) multisport situé au stade universitaire ;
- le club de Roller Hockey, Les « Volcanix » de Clermont-Ferrand ;
- le club de Clermont basket évolue en Nationale masculine 3 (entre les saisons 2010-2011 et 2014-2015) et accède à la Nationale masculine 2 pour la saison 2015-2016 ;
- le club d'échecs Clermont-Ferrand Échecs[178] qui évolue depuis de nombreuses années en Nationale 2 (avec des équipes aussi en Nationale 3 et Nationale 4), ainsi qu'en Nationale 2 féminine (descente de Nationale 1 lors de la saison 2013-2014).

#### Infrastructures sportives
- le stade Gabriel-Montpied (football et judo) ;
- le stade nautique Pierre-de-Coubertin ;
- le parc des sports Marcel-Michelin (stade de rugby à XV de l'ASM Clermont Auvergne) ;
- le stadium Jean-Pellez (stade couvert d'athlétisme de 6 462 m2, commune d'Aubière) ;
- le stade Philippe-Marcombes ;
- la Maison des Sports ;
- le gymnase Honoré et Jean Fleury ;
- le circuit de Charade (commune de Saint-Genès-Champanelle) ;
- la patinoire Papadakis & Cizeron, gérée par Clermont Auvergne Métropole. Construite en 1972, elle porte le nom des champions olympiques depuis le 19 octobre 2022[179] ;
- le stade Camille et Edmond Leclanché, situé à la Plaine et rénové en 2007, qui abrite des terrains de football et de rugby bordés d'allées plantées de grands arbres, constituant un cadre de verdure très agréable. Il est ouvert librement aux promeneurs, familles ou joggeurs dans la journée ;
- l'Arténium, centre couvert de tennis de table et d'arts martiaux (commune de Ceyrat) ;
- la piscine Jaques-Magnier, située à Flamina est une des dernières Piscine Tournesol encore en activité de France. Créée en 1975, son bassin mesure 25 m avec toit ouvrant, parc et solarium ;
- le complexe sportif omnisports de la Gauthière (ASM) ;
- le stade des Gravanches.

### Médias

#### Presse écrite
- La Montagne, journal régional du groupe Centre-France ;
- Clermont Infos63, journal gratuit d’informations locales ;
- Le Semeur Hebdo, hebdomadaire régional ;
- Zap63, mensuel culturel gratuit ;
- 7 Jours à Clermont, magazine numérique culturel et d'information sur la semaine à venir.

#### Télévision locale
- France 3 Auvergne est présente sur la région. Ses studios se trouvent dans l'agglomération, à Chamalières ;
- TV8 Clermont-Ferrand, ancienne chaîne municipale clermontoise. Elle émettait uniquement sur le câble clermontois ;
- iC1 (anciennement Clermont 1ère) était la chaîne locale clermontoise privée. Elle a cessé d'émettre le 31 mai 2014 après avoir arrêté la production d'émissions quelques mois auparavant[180]. Elle a souffert de pertes budgétaires allant jusqu'à 12 millions d'euros en 2009, ce qui a provoqué une restructuration tant en suppression de postes qu'en réduction des programmes[181].

Clermont-Ferrand reçoit les chaînes de la TNT grâce au site de diffusion du puy de Dôme mais aussi à 2 réémetteurs TDF chargés de couvrir les zones blanches du puy de Dôme :
- le site du puy de Gravenoire à Royat, qui émet aussi quelques radios FM. Il couvre une partie à l'ouest de Clermont-Ferrand ;
- le site du Puy Blanc à Romagnat. Il émet sur une partie au sud de Clermont, vers Ceyrat.

#### Radio
Clermont-Ferrand, comme de nombreuses grandes villes, dispose de plusieurs radios locales :
- Radio Altitude, radio associative, émet sur 97,0 MHz ;
- Radio Arverne, radio associative basée à Gerzat, qui émet sur 100,2 MHz ;
- Radio Campus Clermont-Ferrand, radio étudiante de Clermont-Ferrand adhérente de l'IASTAR (groupement des radios campus de France) qui diffuse ses programmes sur 93,3 MHz ;
- RCF Puy-de-Dôme, antenne clermontoise de RCF, captable sur 91,6 MHz et dans tout le département du Puy-de-Dôme ;
- Radio Espérance, radio catholique, dispose aussi d'une fréquence clermontoise (91,2) ;
- Logos FM, radio musicale pop-rock émettant sur 101,6 MHz à Clermont-Ferrand. Ses studios se trouvent à Chamalières et elle diffuse aussi son programme à Issoire sur 94,7 MHz et dans l'Allier à Moulins sur 92,1 et à Vichy sur 93,8 ;
- RVA, radio régionale commerciale appartenant au groupe lyonnais Espace émettant sur 92,0 MHz à Clermont-Ferrand et un peu partout en Auvergne ;
- Radio Scoop est une radio locale commerciale basée près de Lyon émettant sur plusieurs fréquences rhônalpines (à Lyon, Bourg-en-Bresse, Saint-Étienne…) et auvergnates : Clermont-Ferrand 98,8, Vichy 98,8, Le Puy-en-Velay 104,0 et Yssingeaux 88,2. Elle possède un bureau au centre-ville de Clermont-Ferrand lui permettant de vendre des écrans publicitaires. Elle émet sur toutes ses fréquences avec un programme local quotidien, dont à Clermont-Ferrand, qui est aussi diffusé à Vichy. Le Puy-en-Velay et Yssingeaux disposent d'un programme indépendant ;
- France Bleu Pays d'Auvergne est la radio locale publique de la région, elle émet sur Clermont-Ferrand et aux alentours sur 102,5 MHz depuis le puy de Dôme. Elle possède aussi d'autres réémetteurs sur l'Auvergne et émettait anciennement à Roanne sur 100,2 MHz et au Puy-en-Velay sur 101,1 MHz. Ces fréquences émettent aujourd'hui le programme de France Bleu Saint-Étienne Loire ;
- Europe 2 (89,6) possède une antenne locale sur Clermont-Ferrand proposant un décrochage local entendu partout dans l'Allier et dans la Haute-Loire ;
- NRJ (101,2), Nostalgie (87,7) et Chérie FM (100,8) émettent aussi avec un décrochage local sur Clermont-Ferrand.
- Fusion FM (104,0) radio régionale commerciale basée à Diou dans l'Allier, elle diffuse des 3 programmes décrochés sur l’Auvergne et en Bourgogne. Les programmes seront lancés sur Clermont-Ferrand courant 2023 ;

Et enfin, de nombreux réseaux nationaux (RTL, Europe 1, RMC, Fun Radio, RTL2, RFM, Skyrock, Radio FG, Rire & Chansons…) diffusent aussi leur programme sur Clermont-Ferrand.

### Vie militaire
Les unités militaires ayant tenu garnison à Clermont :
- l'état-major de la 13e région militaire (1875-1940) ;
- l'état-major du 13e corps d'armée (1875-1939) ;
- l'état-major de la 25e division d'infanterie ;
- l'état-major de la 26e division d'infanterie ;
- le 139e régiment d'infanterie (1887) ;
- le 16e régiment d'artillerie de campagne (1906) ;
- le 36e régiment d'artillerie de campagne (1906) ;
- la 13e légion de gendarmerie.

L'unité militaire actuellement stationnée à Clermont est le 92e régiment d'infanterie, depuis 1887.
Depuis le 1er juillet 2016, Clermont-Ferrand abrite l'état major de la 4e brigade d'aérocombat.

### Cultes, associations humanistes et philosophiques

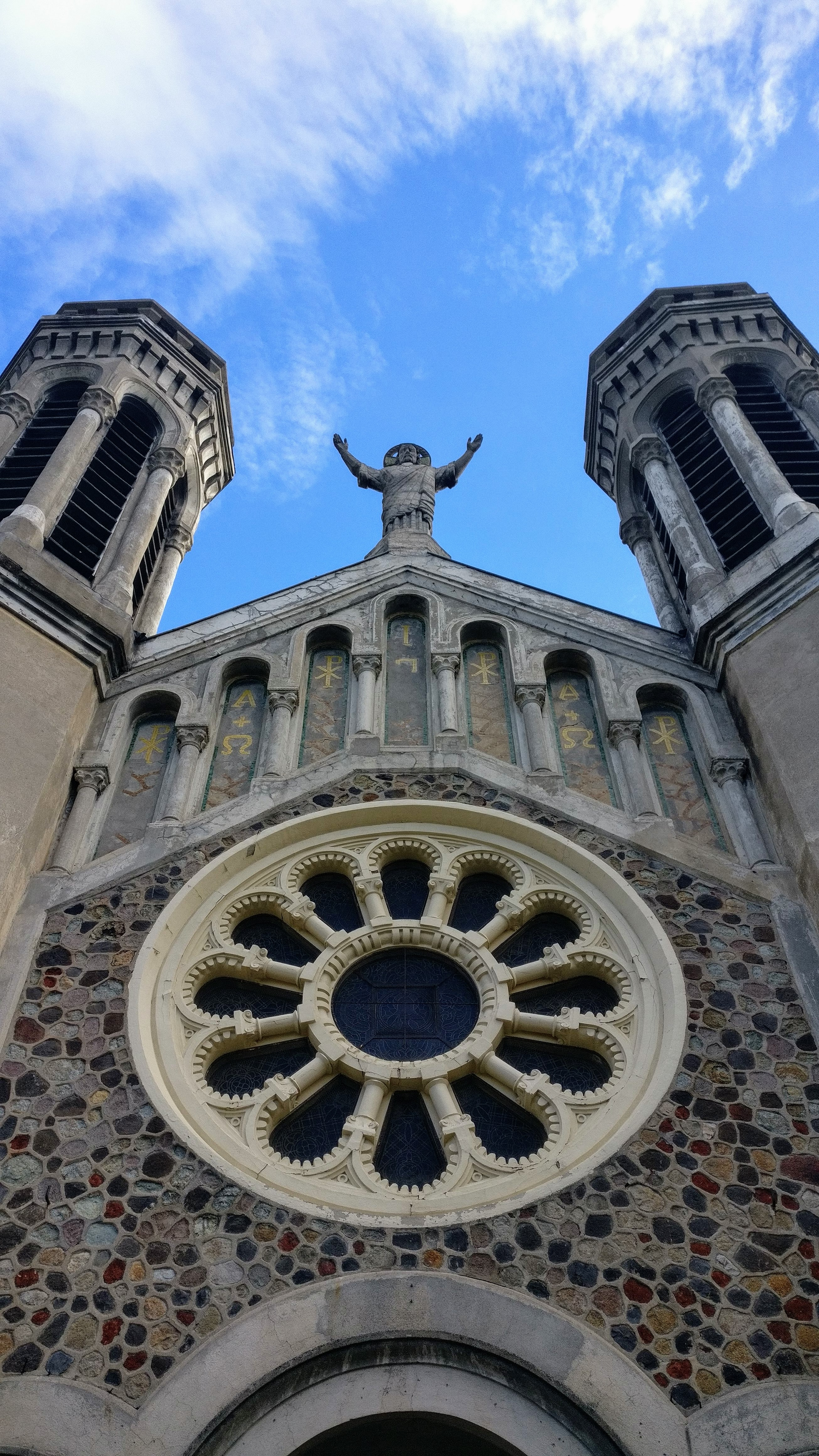
Église du Sacré-Cœur

#### Culte catholique
François Kalist est l'archevêque de l'archidiocèse de Clermont depuis 2016.
Établissements
Dans le diocèse, qui compte 32 paroisses, la vie religieuse féminine possède neuf congrégations, réparties en 42 maisons, 19 congrégations réparties en 26 maisons et trois monastères de vie contemplative. Pour les hommes, on compte un monastère de vie contemplative et quatre congrégations de vie apostolique.
Organismes
Le Centre diocésain de Pastorale est un lieu de rencontre entre les responsables des mouvements qui y tiennent leurs permanences et entre les chrétiens du diocèse qui s'y retrouvent à l'occasion de réunions de formation et d'échanges. Depuis 1988, une radio chrétienne, Réseau RCF, fonctionne sous la responsabilité d'un directeur nommé par l'évêque.
Le bulletin diocésain, Les Nouvelles du diocèse de Clermont, est un hebdomadaire chrétien d'actualité qui tire à 11 500 exemplaires. L'Institut théologique d'Auvergne forme à la théologie chrétienne.
Les offices de la cathédrale

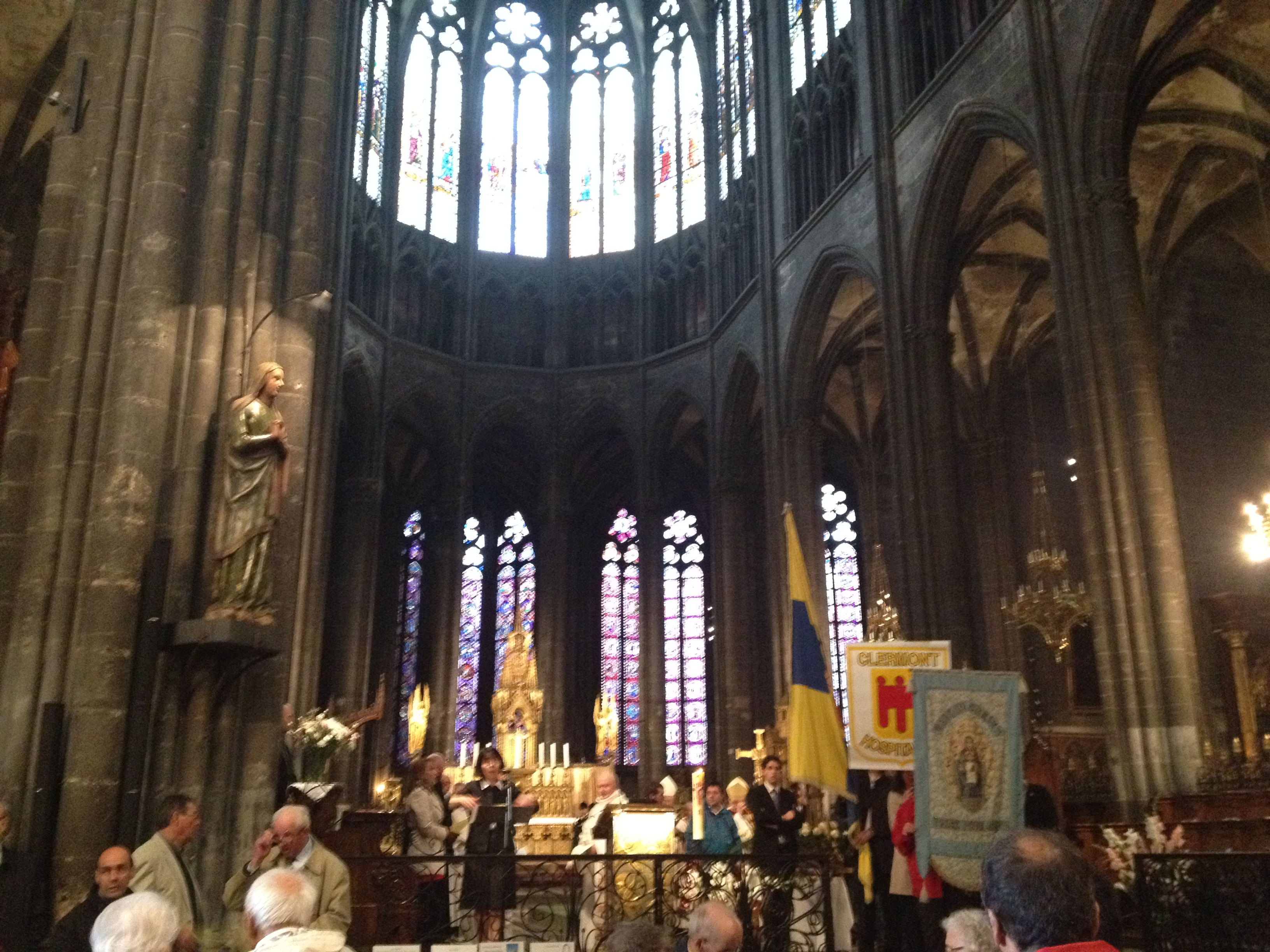
Fête de Notre-Dame-du-Port : arrivée dans la cathédrale.

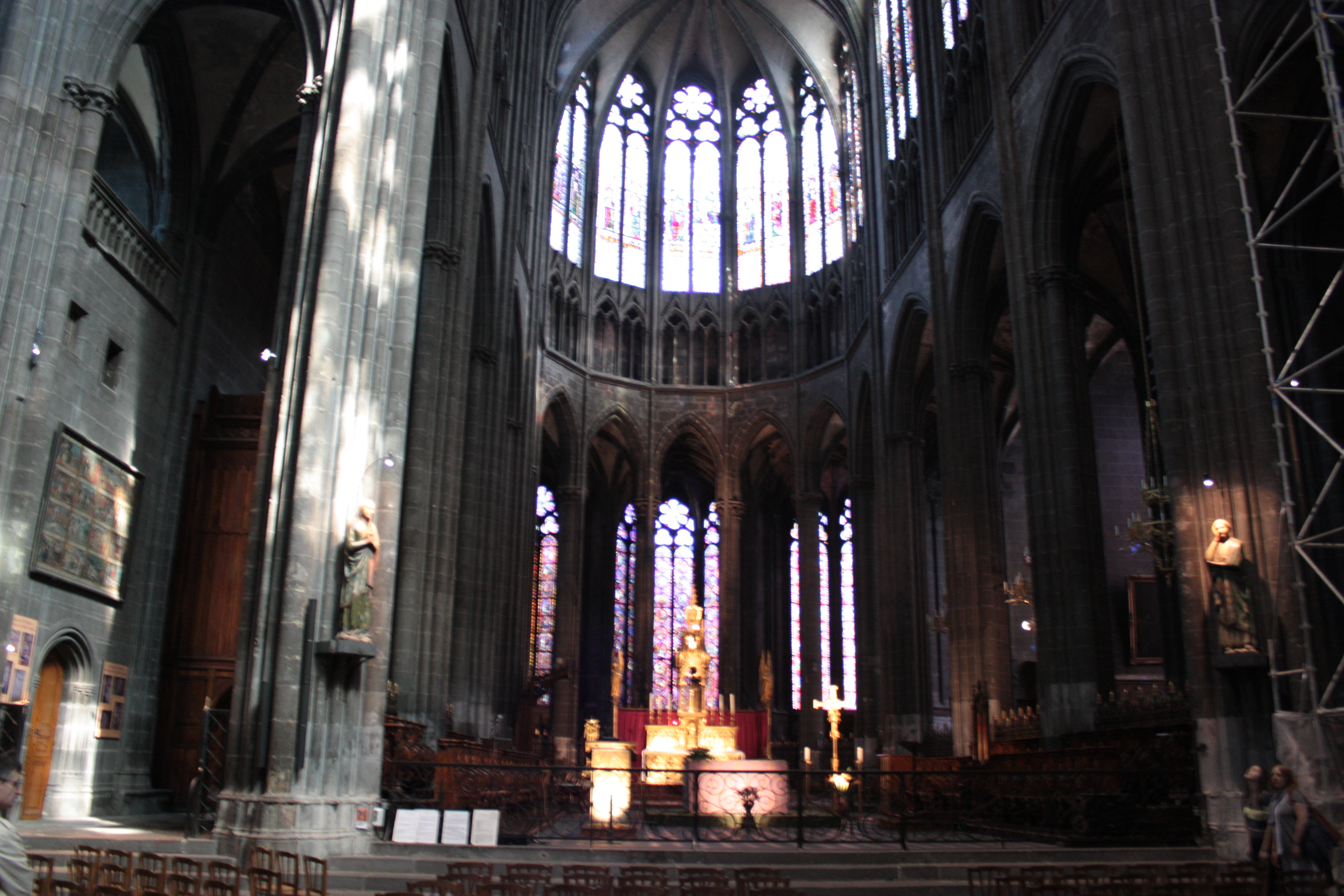
Le chœur de la cathédrale de Clermont.

La cathédrale ne possède plus de maîtrise. Aucun office canonial n'est effectué dans la cathédrale. La messe est célébrée à 8 h chaque jour dans la chapelle du Saint Sacrement. Les offices du dimanche dans la cathédrale sont célébrés à 10 h et à 18 h 30. Chaque messe est accompagnée par le Grand Orgue.
Les messes dans la ville

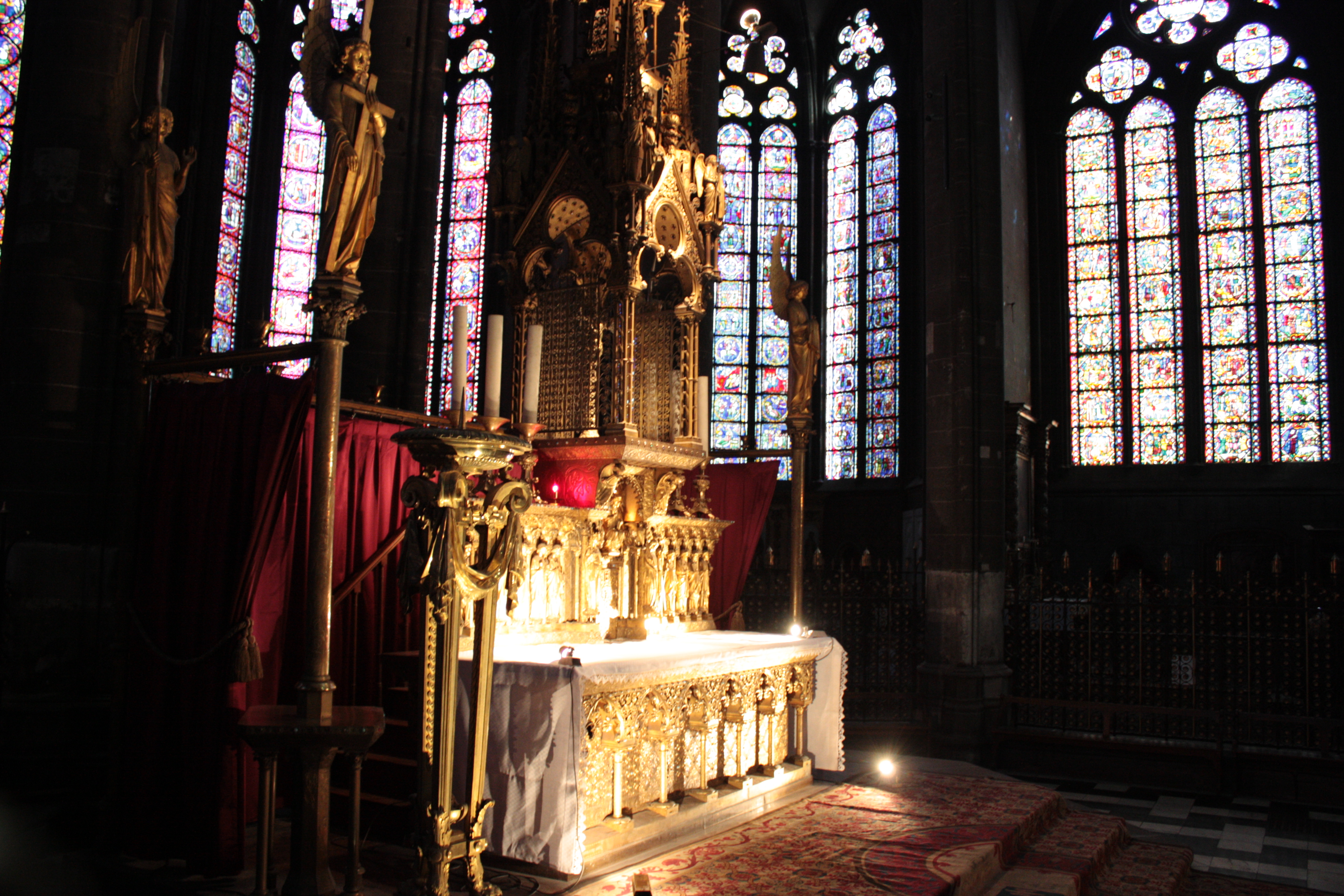
Le maître autel tridentin de la cathédrale.

Chaque jour, la messe est célébrée entre autres, à la cathédrale à 8 h (chapelle du Saint Sacrement), à l'église des Minimes à 18 h 30, à la chapelle des capucins à 19 h (liturgie ordinaire). Les vêpres sont accessibles à la chapelle des capucins à 18 h 30. Enfin l'adoration du Saint Sacrement est revenue dans la ville grâce aux capucins, chaque vendredi après-midi, dans la chapelle des capucins.
La liturgie traditionnelle
La forme tridentine du rite romain est célébrée en la chapelle des Capucins le dimanche matin (par la Fraternité Saint Pierre) mais aussi en la chapelle Notre-Dame de la Merci. Pour des offices menés par des clercs réguliers, le plus proche monastère est l'abbaye de Randol.
Fêtes annuelles
En mai, les fêtes du Port sont un pèlerinage qui attire des pèlerins de tout le diocèse durant plusieurs jours. Une procession se déroule entre la basilique Notre-Dame-du-Port et la cathédrale.
La procession sort de la cathédrale par la porte nord pour descendre jusqu'à Notre-Dame du Port. Elle remonte ensuite pour rentrer par la porte sud.
La fête de Fatima est l'occasion pour la communauté portugaise de réaliser une procession. Organisée derrière la Vierge, la procession monte jusqu'à la cathédrale depuis l'église des Minimes.

#### Culte orthodoxe
- Paroisse de l'Annonciation de la Mère de Dieu (rattachée au patriarcat de Constantinople) ;
- église orthodoxe roumaine Saint-Nicolas (rattachée au patriarcat de Roumanie), rue Morée.

#### Culte protestant
Le temple protestant de Clermont-Ferrand, inauguré en 1966, est situé 11 rue Marmontel.

#### Culte musulman
La ville compte seize mosquées ou salles de prières.
Une grande mosquée a été construite rue du Docteur-Nivet, ainsi qu'un hammam et un centre culturel.

#### Culte israélite
La synagogue, datant de la deuxième moitié du XIXe siècle, est protégée auprès des monuments historiques. Elle est située rue des Quatre-Passeports et a récemment été rachetée par la communauté juive de Clermont-Ferrand[précision nécessaire].

#### Culte mormon
L'église de Jésus-Christ des saints des derniers jours compte un lieu de culte, la paroisse de Clermont-Ferrand, rue de la Gantière

#### Loges maçonniques
Clermont-Ferrand accueille depuis plusieurs siècles des loges maçonniques,, parmi lesquelles :
- Grand Orient de France (région maçonnique Centre) : les Enfants de Gergovie, Gallia, Iter Clarum, Lux Perpetua, Tradition et Modernité, Saint-Just[191] ;
- Grande Loge nationale de France (province Auvergne) ;
- Grande Loge de France : loges Socrate (fondée en 1962), Héphaïstos (1991), Thot (2002), Mercure-Lug (2009)[192] ;
- Droit humain[193] ;
- Grande Loge régulière française[194] ;
- Alliance maçonnique Alma universelle : Nemossos[195].

## Économie

Le siège de l'entreprise Michelin.

Depuis le milieu du XXe siècle, l'économie de Clermont est étroitement liée à la manufacture française de pneumatiques Michelin qui a fortement influencé le développement de la ville. La famille Michelin, très paternaliste, a fait construire de nombreux bâtiments publics (écoles, crèches, stade, etc.). À partir des années 1910, l'entreprise est l'une des premières à verser des allocations familiales à ses employés surnommés « Bibs » (de Bibendum, le nom de la mascotte de la société). En 1970, Michelin emploie jusqu'à 30 000 salariés. Depuis les grandes phases de licenciement de la fin du XXe siècle, son poids au sein de la ville est moindre, même si le nombre d'employés est encore d'environ 10 000, principalement dans les services administratifs, en ce début de XXIe siècle.
Clermont ou son agglomération sont un centre administratif d'importance. De nombreux emplois sont liés aux collectivités locales (région, conseil départemental, ville…), au secteur hospitalier ou d'enseignement ou aux services déconcentrés de l'État comme l'École nationale des impôts, l'Institut national de la formation de la police nationale ou l'Imprimerie nationale de la Banque de France (Chamalières).
Clermont est le siège de la Chambre de commerce et d'industrie du Puy-de-Dôme.
La ville a été le siège de « Pharmaciens sans frontières », organisation non gouvernementale créée en 1985 par des médecins de la région clermontoise.

### Emploi
En 2012, la population âgée de 15 à 64 ans s'élevait à 99 949 personnes, parmi lesquelles on comptait 66,8 % d'actifs dont 55,7 % ayant un emploi et 11,1 % de chômeurs. Sur les 66 706 actifs, la majorité (20 836) étaient des employés.
On comptait 100 045 emplois dans la zone d'emploi. Le nombre d'actifs ayant un emploi résidant dans la zone étant de 56 142, l'indicateur de concentration d'emploi est de 178,2 %, ce qui signifie que la commune offre plus d'un emploi par habitant actif. 92,6 % de ces emplois sont salariés et la moitié de ceux-ci sont occupés par des femmes.
La répartition des 98 209 emplois par catégorie socio-professionnelle et par secteur d'activité est la suivante :
| Échelle     | Agriculteurs exploitants | Artisans, commerçants, chefs d'entreprise | Cadres et professions intellectuelles supérieures | Professions intermédiaires | Employés | Ouvriers |
| ----------- | ------------------------ | ----------------------------------------- | ------------------------------------------------- | -------------------------- | -------- | -------- |
| Commune     | 0,1 %                    | 3,8 %                                     | 20,9 %                                            | 28,4 %                     | 29,2 %   | 17,7 %   |
| Département | 2,5 %                    | 6,5 %                                     | 15 %                                              | 24,6 %                     | 28,3 %   | 23,1 %   |
| France      | 1,8 %                    | 6,4 %                                     | 17 %                                              | 25,5 %                     | 28,2 %   | 21,1 %   |

Les employés (au nombre de 28 632) sont les plus représentés dans la commune, suivant les tendances départementale et nationale. Suivent ensuite les professions intermédiaires (27 859 emplois), les cadres ou professions intellectuelles supérieures (20 510) les ouvriers (17 394), les artisans, commerçants et les chefs d'entreprise (3 711 emplois). Seuls 104 emplois sont affectés à l'agriculture.
| Échelle     | Agriculture | Industrie | Construction | Commerce, transports, services divers | Administration publique, enseignement, santé, action sociale |
| ----------- | ----------- | --------- | ------------ | ------------------------------------- | ------------------------------------------------------------ |
| Commune     | 0,6 %       | 13,9 %    | 4,5 %        | 45 %                                  | 36 %                                                         |
| Département | 3,5 %       | 16,1 %    | 6,9 %        | 41,1 %                                | 32,4 %                                                       |
| France      | 2,8 %       | 12,8 %    | 6,9 %        | 46 %                                  | 31,4 %                                                       |

Le secteur du commerce est le plus représenté dans la commune, avec plus de 44 000 emplois.
51 293 des 56 119 personnes âgées de 15 ans ou plus (soit 91,4 %) sont des salariés. La majorité des actifs (70,1 %) travaillent dans la commune de résidence.

### Entreprises
En 2001, les cinq principaux employeurs de l'agglomération clermontoise étaient :
- dans le secteur secondaire, Michelin, avec 13 000 salariés, l'imprimerie de la Banque de France (1 900), l'AIA (maintenance aéronautique, 1 300), Merck - Sharp - Dohme (MSD) (pharmacie, 1 000) et Trelleborg (650) ;
- dans le secteur tertiaire, les hôpitaux publics de la ville (7 000 salariés), l'enseignement supérieur (4 000), les hôpitaux privés et cliniques (3 000), les directions régionales de la SNCF (1 700) et de France Télécom (1 350).

D'autres entreprises nationales et internationales ont leur siège social dans l'agglomération clermontoise. Clermont-Ferrand abrite le siège social français du groupe japonais Fuji Electric S.A., Babymoov, la banque Chalus, le siège européen d'Euromaster, VVF Villages ainsi que les bureaux de la délégation générale de l'association des Plus Beaux Villages de France. Prizee, site Internet spécialisé dans les jeux primés en ligne, lancé en 2000, a été racheté par Digital Virgo en 2012 ; le plan de sauvegarde de l'emploi s'est traduit par la fermeture définitive du site clermontois, installé dans le parc de la Pardieu, en raison « d'un chiffre d'affaires en forte baisse » ou « d'une chute de la rentabilité globale ».
La ville voisine d'Aubière abrite le siège de Besson Chaussures ainsi que la chaîne d'hôtels Arena. Babou et Touslesprix.com siègent à Cournon-d'Auvergne.
D'autres secteurs économiques sont aussi développés dans l'agglomération :
- l'agroalimentaire grâce à la proximité de la riche plaine de la Limagne (Coopérative Limagrain, centre de recherche de l'INRAE à Theix sur la commune de Saint-Genès-Champanelle) ;
- l'industrie pharmaceutique (laboratoires Thea ; MSD à Riom) ;
- la métallurgie avec le groupe Aubert et Duval ;
- les technologies de l'information et de la communication (TIC) avec la pépinière d'entreprises Pascalis, l'entreprise Allegorithmic ;
- l'aéronautique (AIA, SECCMAS, NSE, Techno Logistique, Auvergne Aéronautique, ENHANCE Aero)
- les sciences du vivant avec le Biopôle Clermont-Limagne à Saint-Beauzire, accueillant notamment METabolic EXplorer et Carbios.

Au 1er janvier 2013, Clermont-Ferrand comptait 7 718 entreprises : 392 dans l'industrie, 714 dans la construction, 5 320 dans le commerce, les transports et les services divers et 1 292 dans le secteur administratif. Par ailleurs, la ville comptait 9 575 établissements en 2013.

### Agriculture
Au recensement agricole de 2010, Clermont-Ferrand comptait dix exploitations agricoles. Ce nombre est en diminution par rapport à 2000 (14) et à 1988 (25). La surface agricole utile était de 505 hectares, aussi en diminution par rapport à 2000 (577 hectares et autant qu'en 1988).

### Commerce
La base permanente des équipements de 2014 recense au moins un commerce par catégorie, dont quatre hypermarchés, 23 supermarchés, cinq grandes surfaces de bricolage, huit supérettes et 47 épiceries.

### Tourisme

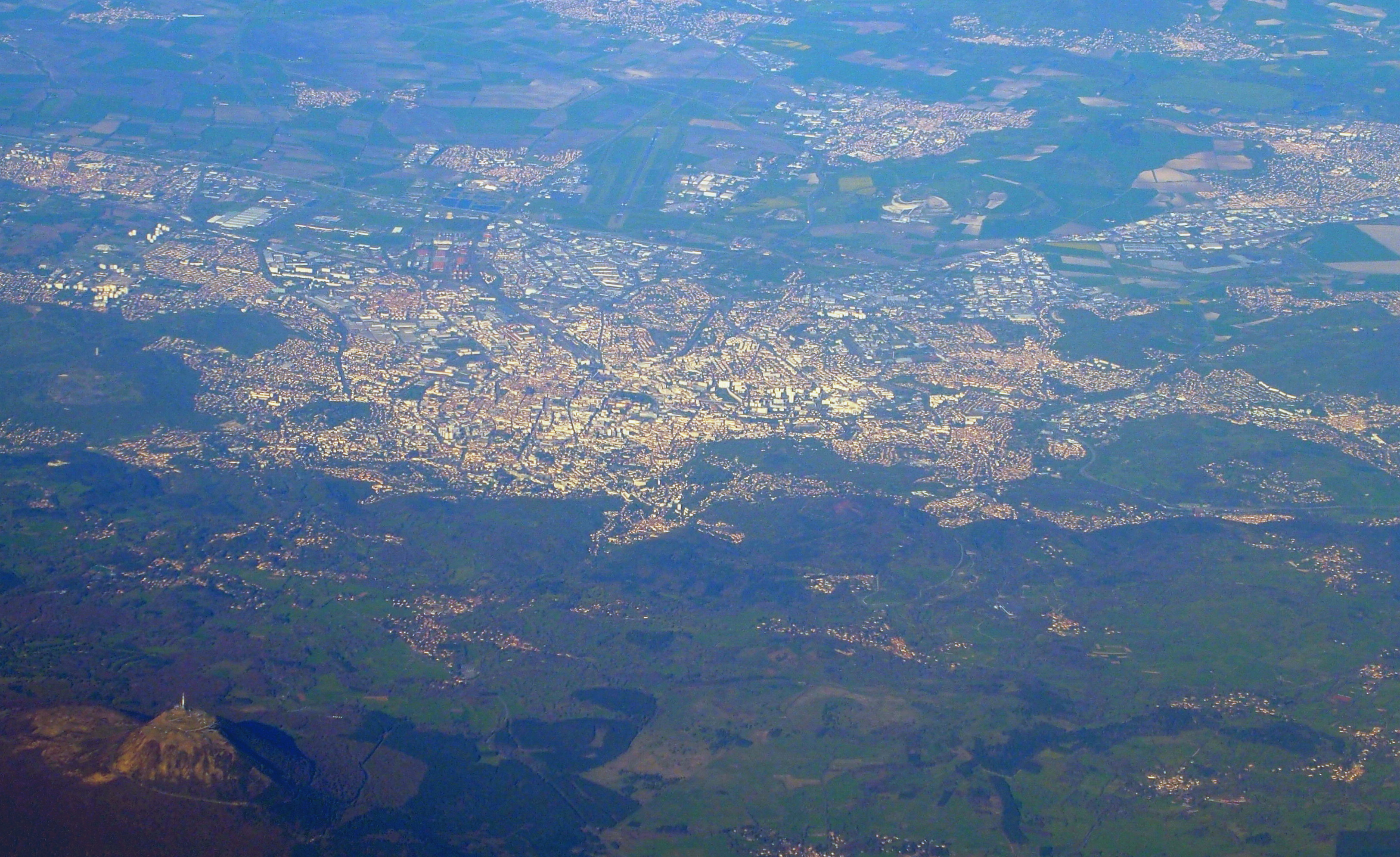
Vue aérienne de Clermont-Ferrand montrant la proximité immédiate avec le Puy-de-Dôme (en bas à gauche).

Le profil de la fréquentation touristique de Clermont-Ferrand et de son agglomération est essentiellement estival, les pics de fréquentations sont atteints en juillet et en août.
Elle comptait 44 hôtels totalisant 2 367 chambres (dont trois hôtels classés une étoile, seize classés deux étoiles, quinze trois étoiles et cinq quatre étoiles), cinq résidences de tourisme ou hôtelières comptabilisant 1 354 places lit ainsi qu'une auberge de jeunesse ou un centre sportif avec 123 places lit au 1er janvier 2015.

## Culture et patrimoine
Beaucoup de monuments peuvent déconcerter par leurs teintes sombres qui s'étendent du gris clair au noir intense. Le matériau de construction traditionnel est en effet la pierre de Volvic — issue des « cheyres » basaltiques de la chaîne des Puys. De nombreux monuments de la ville sont classés ou inscrits comme monuments historiques.

### Lieux et monuments

#### Édifices religieux

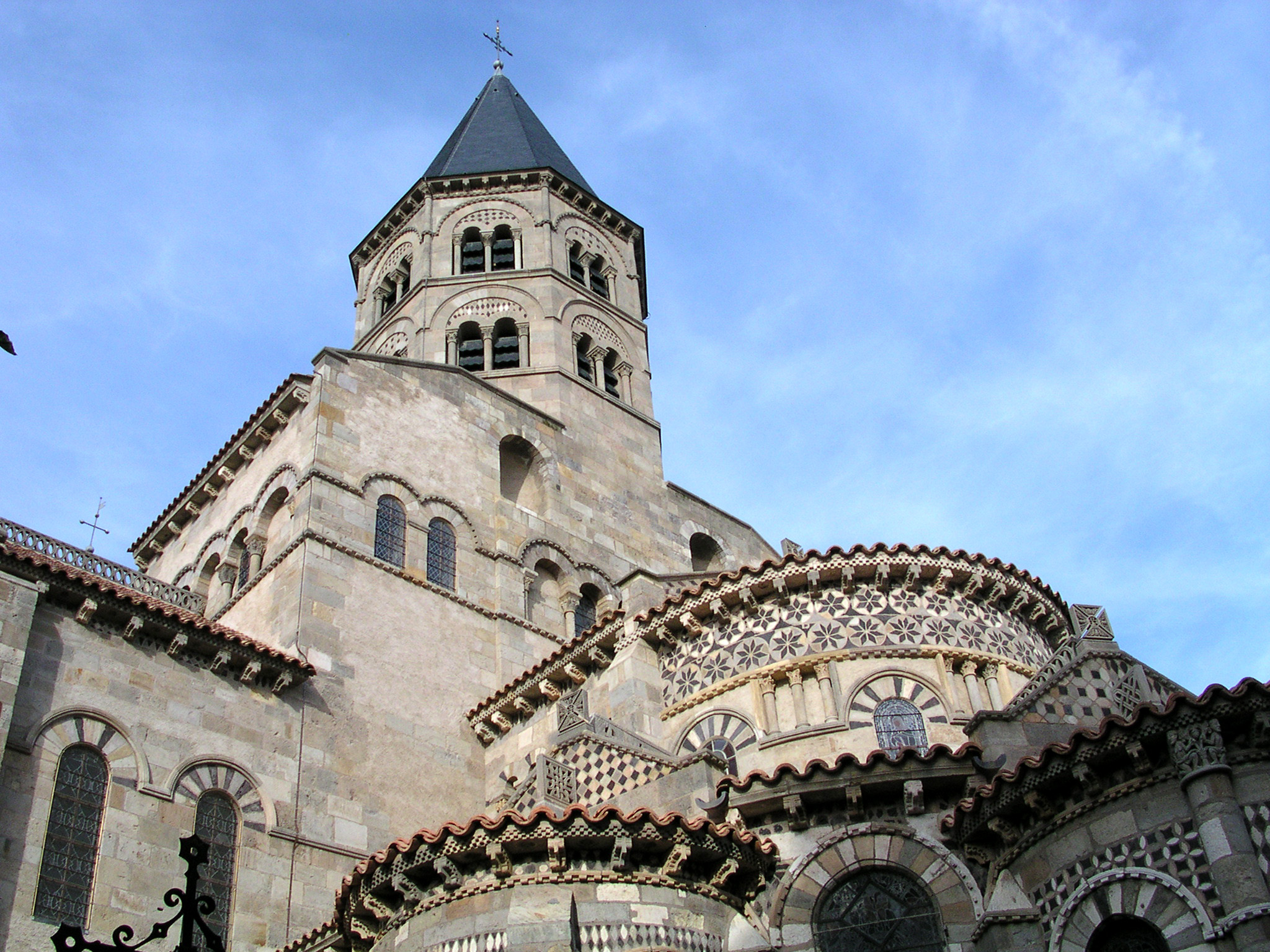
Le chevet et le clocher de la basilique Notre-Dame-du-Port.

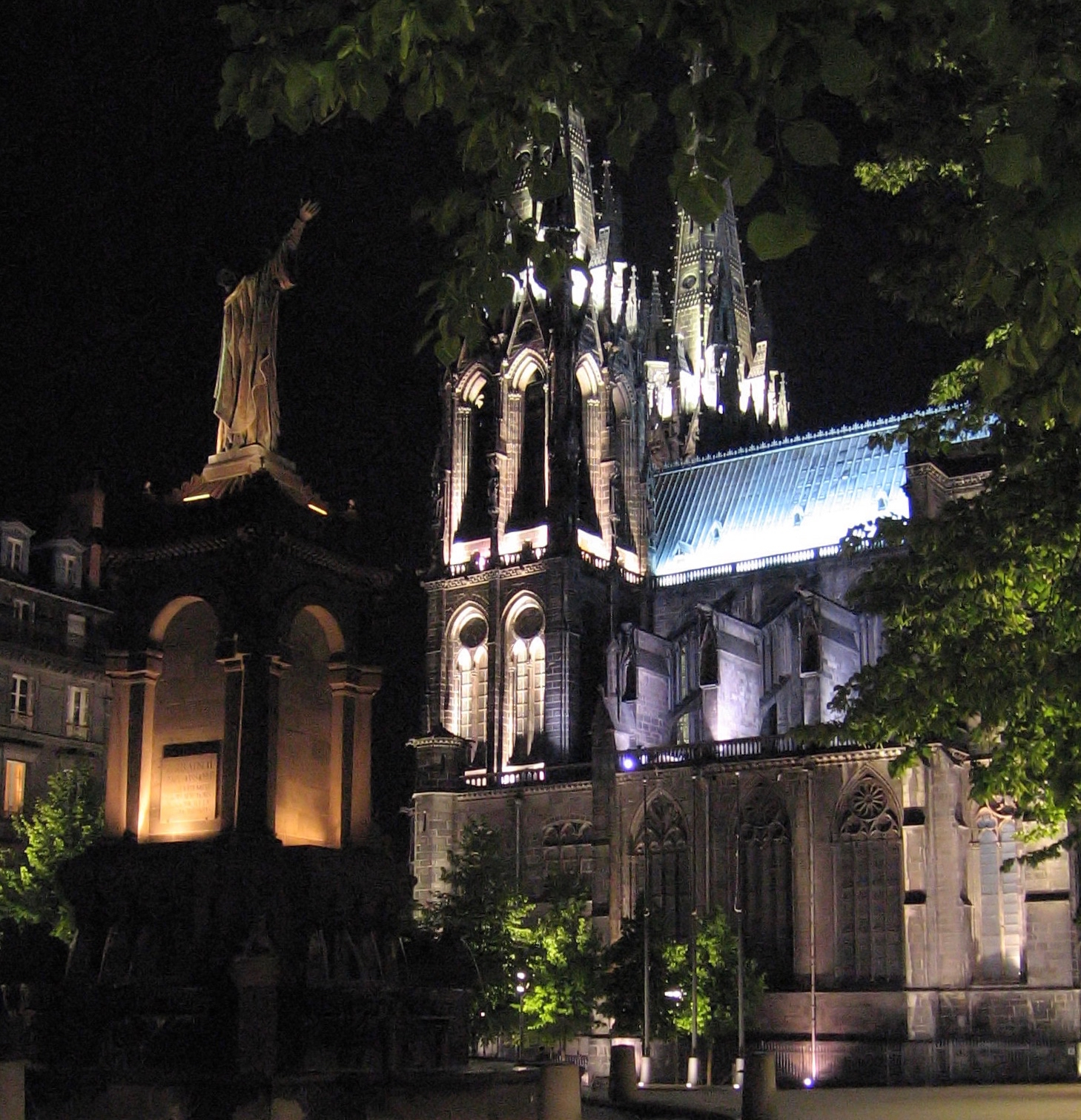
La cathédrale et la statue d'Urbain II, place de la Victoire.

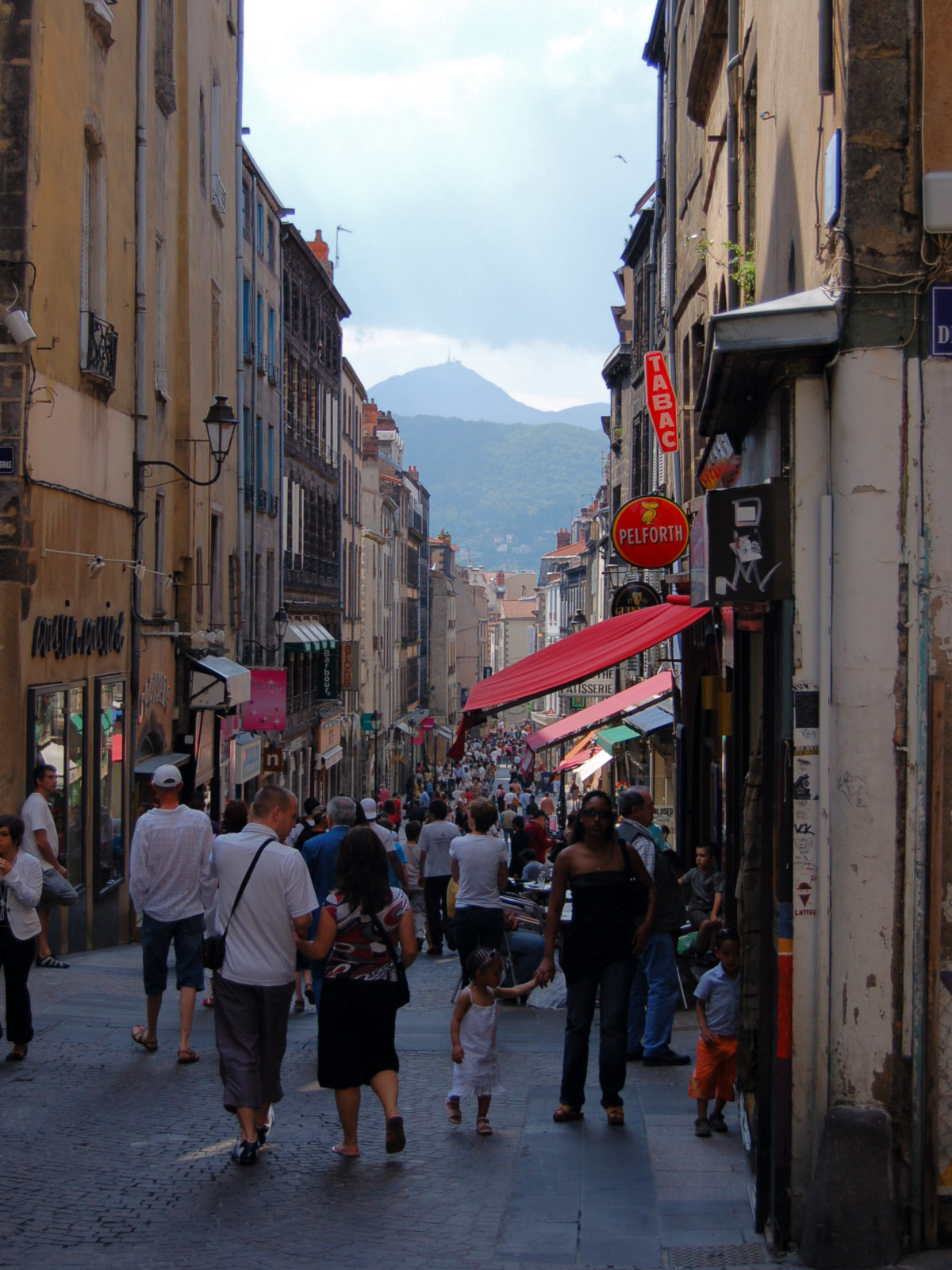
La rue des Gras.

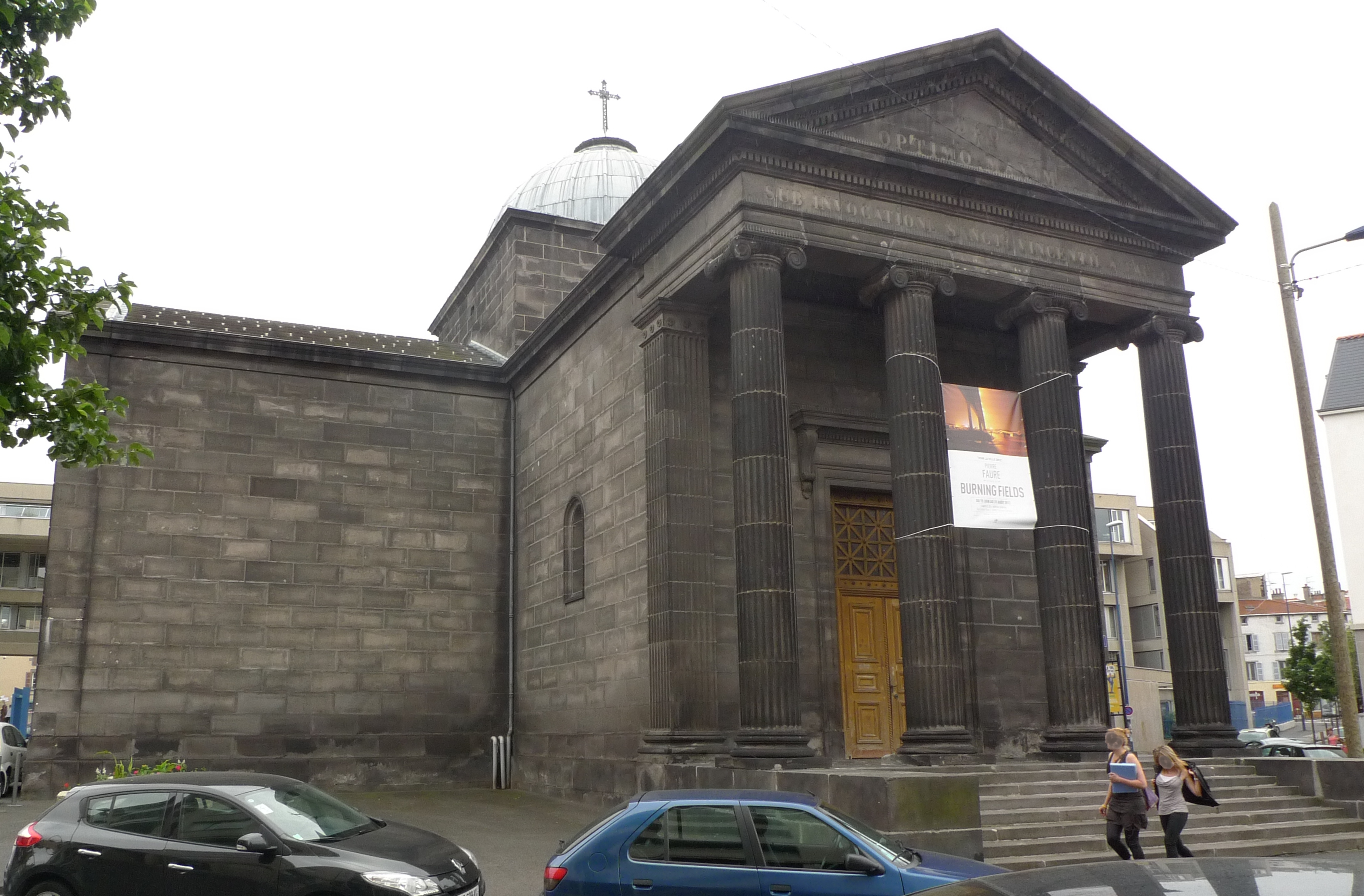
La chapelle de l'ancien hôpital général.

- La basilique romane Notre-Dame-du-Port, construite au XIIe siècle, à l'emplacement (selon la légende) d'une église du VIe siècle. Elle a été classée au patrimoine mondial par l'UNESCO le 2 décembre 1998 au titre des Chemins de Saint-Jacques-de-Compostelle en France. Après avoir subi de lourds travaux de restauration intérieure de 2006 à 2008, elle a rouvert ses portes au public le 20 décembre 2008. De proportions modestes mais parfaites, elle possède une nef majestueuse. Elle abrite une série de magnifiques chapiteaux en pierre et notamment La Tentation d'Adam et Ève par le serpent. Il est prévu d'achever sa restauration extérieure et de réaménager les abords de la basilique afin de mieux la mettre en valeur et de répondre aux exigences du label Unesco.
- L'église Saint-Laurent (rue Saint-Laurent) : à l'origine une très ancienne église (Grégoire de Tours mentionne en 551 que son oncle l'évêque Gallus de Clermont y est enterré). Elle est aujourd'hui encastrée dans les immeubles du quartier du Port et n'est pas visible de l'extérieur. L'église actuelle est en arkose comme la basilique Notre-Dame-du-Port. Elle comporte une nef de deux travées et un chœur avec une travée droite et une abside semi-circulaire en cul-de-four. Elle est utilisée comme église pour les messes des enfants, mais aussi comme salle de réunion et d'exposition par la paroisse.
- La chapelle des Cordeliers : construite probablement en 1241. Remarquable pour ses grands vitraux, elle est aujourd'hui la propriété du conseil général du Puy-de-Dôme et sert notamment de salle d'expositions ;
- La cathédrale Notre-Dame-de-l'Assomption a été construite entre 1248 et 1902 en pierre de Volvic, noire, issue des éruptions volcaniques des « jeunes » volcans auvergnats (4 000 à 8 000 ans). Elle abrite entre autres deux immenses et magnifiques rosaces en vitraux, de très rares peintures murales datant des XIIIe et XIVe siècles dans les chapelles Sainte-Madeleine et Sainte-Agathe découvertes et restaurées en 1992-1993[202], ainsi qu'une horloge très ancienne sonnant toutes les demi-heures. Ses deux tours, hautes de 108 mètres, achevées par Viollet-le-Duc au XIXe siècle, sont visibles de très loin et sont l'un des symboles de la ville. Remarquer également, adossée au nord de la nef, la tour de l'horloge dite de « la bayette ». Elle est surmontée d'une tourelle comportant un campanile en fer forgé.
- L'église Notre-Dame-de-la-Prospérité, dans le quartier de Montferrand, construite entre le XIVe et le XVIe siècle. De style gothique méridional, rare dans la région, l'extérieur de l'édifice oit se terminer une importante campagne de restauration qui vise à mettre l'église en valeur. De plus, il est prévu par la municipalité de restaurer l'intérieur dont les peintures murales ont été restaurées dans les années 1990 par le plasticien Christian Karoutzos[203].
- L'église des Carmes déchaussés, construite au XVIIIe siècle sur l'emplacement de l'ancienne abbaye de Chantoin donnée par l'évêque Joachim d'Estaing aux Carmes déchaux en 1653. Les travaux furent réalisés à partir de 1752 avec d'autres interventions plus tard. Elle est de style baroque. Son plan est dit en quatrefeuille. L'église jouxte le cimetière des Carmes où sont enterrées de nombreuses personnalités clermontoises. L'église a perdu sa vocation religieuse au début du XXe siècle et est aujourd'hui utilisée comme entrepôt.
- L'église Saint-Eutrope, construite sur l'emplacement d'une basilique dédiée à saint Étienne et détruite par les Normands. Une première église fut construite au XIIe siècle. Elle fut détruite partiellement en 1827 puis complètement en 1858. L'église actuelle a été construite entre 1858 et 1862.
- L'église Saint-Joseph, construite entre 1883 et 1897 sous l'impulsion de l'évêque Joseph Boyer par les architectes Banier et Mitton (ce dernier pour la façade). Le style imite les églises romanes auvergnates. Elle comporte, entre autres, des vitraux datant de la première moitié du XXe siècle et une Adoration des mages du sculpteur Émile Gourgouillon visible au-dessus du portail d'entrée.
- L'église Saint-Pierre-des-Minimes, située en plein centre de la ville, place de Jaude, abrite un magnifique retable et présente régulièrement dans une chapelle à gauche de l'entrée des œuvres d'art à caractère religieux.
- La chapelle des Capucins située en face du Jardin Lecoq, est une petite église ouverte au public et toujours utilisée et entretenue par le couvent des frères capucins attenant à l'église. La chapelle date du milieu du XIXe siècle est son intérieur a été récemment restauré. Plusieurs peintures à fresques dans le chœur, dans les chapelles latérales et au revers de la façade relatent les textes bibliques ou représentent des saints anciens ou récents. L'ensemble du mobilier en accord avec les récentes conception de l'espace ecclésial sont de très grande qualité. Une partie de l'extérieur est en cours de restauration.
- La chapelle de l'ancien hôpital général est un édifice de style néoclassique datant du milieu du XIXe siècle et dédié à saint Vincent de Paul. Cette chapelle fut bâtie pour accueillir les pensionnaires de l'ancien gôpital général et les populations alentour. La chapelle possède de remarquables peintures représentant les quatre évangiles, ainsi qu'une série de vitraux signés Émile Thibaud, célèbre maître verrier de la région. Depuis 2010, elle est rouverte au public, notamment pendant l'été et elle sert de lieu d'exposition pour la ville de Clermont-Ferrand et l'hôtel de Fontfreyde.
- L'église Saint-Genès des Carmes.
- La synagogue de Clermont-Ferrand.
- La grande mosquée.

#### Monuments et lieux civils
- Le quartier historique de Montferrand : la « Maison de l'Éléphant » (12, rue Kléber) datant du XIIe siècle[204] ; l'hôtel de la Chanterie ; l'hôtel d'Albiat (XVIe siècle) ; l'hôtel Régin (fin XVe-début XVIe siècle) ; l'hôtel de Fontenilhes (XVIe siècle).
- Le château de Rabanesse ;
- les caves du quartier historique ;
- le vieux centre autour de la place de la Victoire ;
- la rue du Port ;
- les fontaines : 48 fontaines et bassins publiques, 115 fontaines privées[205], dont : la fontaine d'Amboise (1511-1515) ; la fontaine Desaix (1801) appelée « la pyramide » ; la fontaine Urbain II avec des sculptures d'Henri Gourgouillon.
- L'hôtel Savaron (1513) ;
- l'hôtel de Fontfreyde (XVIe siècle) ;
- l'hôtel Martial de Grandseigne ;
- l'hôtel d'Aubierre ;
- l'hôtel de Champflour ;

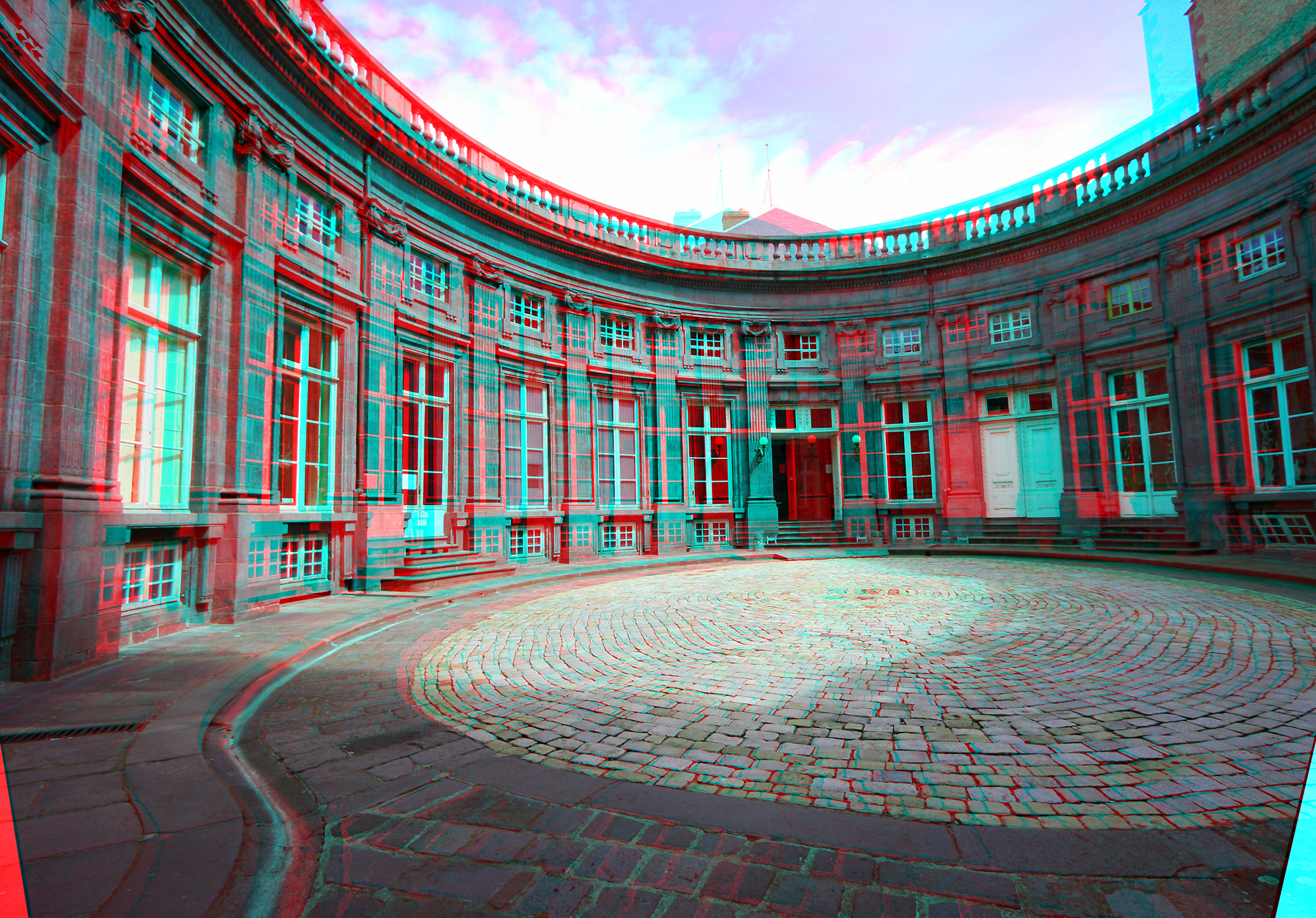
L'hôtel de Chazerat en relief.

- l'hôtel de Chazerat, construit par le président de la cour des aides, Charles-Antoine-Claude de Chazerat, à la suite de l'incendie de sa maison en 1759. Les travaux sont achevés en 1769. Le bâtiment de style Louis XVI comporte, entre autres, une cour ovale bordée de pilastres cannelés et surmontés par des chapiteaux ioniques. Il est occupé depuis 1982 par la Direction régionale des Affaires culturelles d'Auvergne ;
- la statue du général Desaix, inaugurée en août 1848, domine la place de Jaude. Elle a été réalisée par le sculpteur Charles-François Lebœuf dit Nanteuil ;
- la statue équestre de Vercingétorix, inaugurée le 12 octobre 1903 est l'œuvre de Frédéric Auguste Bartholdi à qui l'on doit également la statue de la Liberté ;
- le cimetière des Carmes : le plus ancien cimetière de la ville, on y trouve les tombes de nombreux Clermontois célèbres[206].

#### Architecture duXIXesiècle

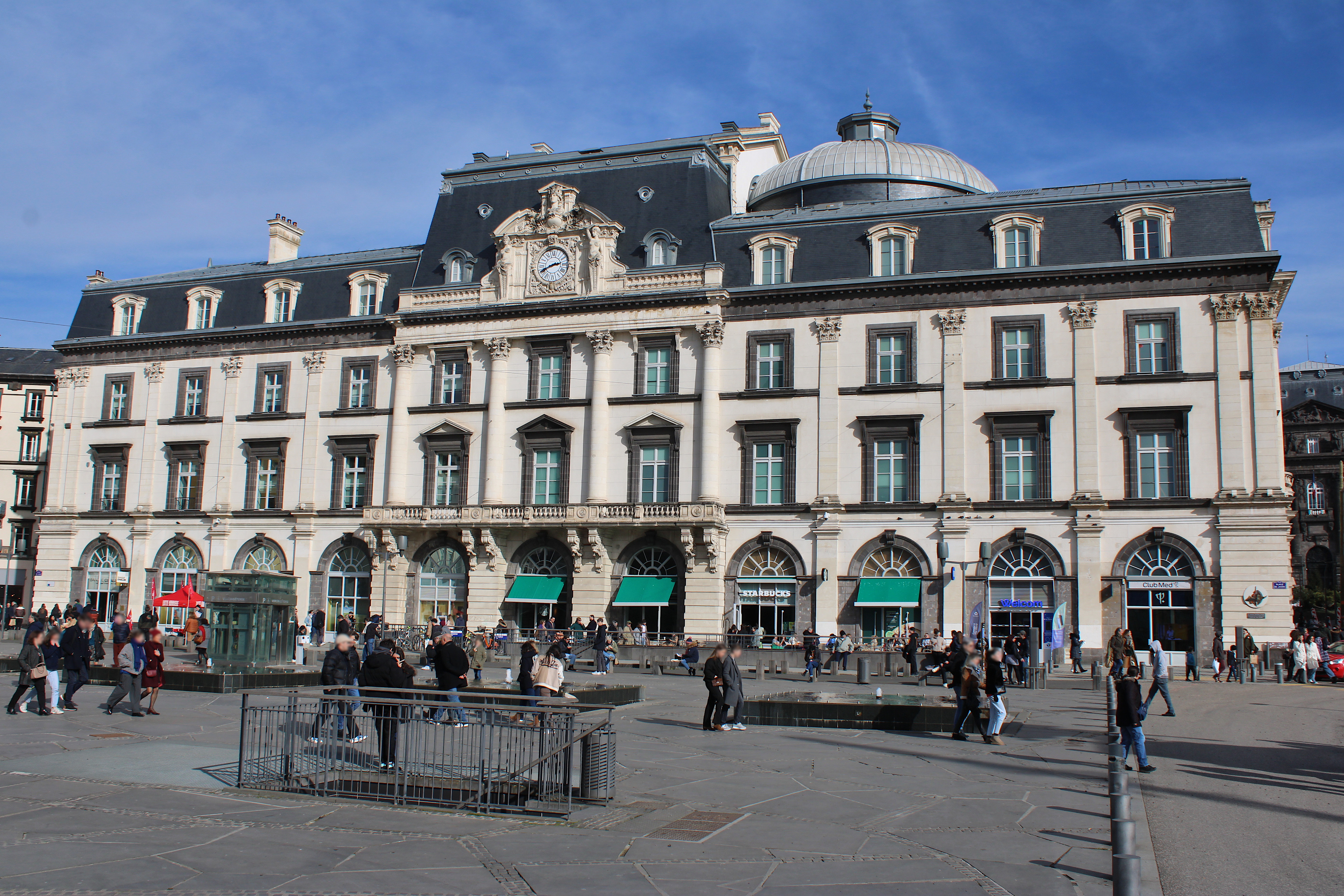
L'Opéra-Théâtre en 2025.

- l'Opéra-Théâtre (boulevard Desaix) : construit entre 1891 et 1894 (architecture de Jean Teillard et façade d'Henri Gourgouillon).
À la suite de chutes de parties du plafond dans les couloirs, la municipalité a décidé de fermer par précaution le bâtiment. L'Opéra de Clermont est fermé au public entre 2007 et 2013. De vastes travaux de rénovation ont été engagés de 2011 à 2013. Ils ont permis de redonner l'éclat d'origine aux œuvres, de remettre aux normes le bâtiment et de moderniser la machinerie scénique. L'Opéra-Théâtre a rouvert à l'occasion d'une inauguration officielle le 20 septembre 2013 ;
- l'hôtel Cote-Blatin : construit en 1897 par Émile Camut pour Joseph Cote-Blatin. Il est inscrit depuis 2010 au titre des monuments historiques.

#### Architecture duXXesiècle

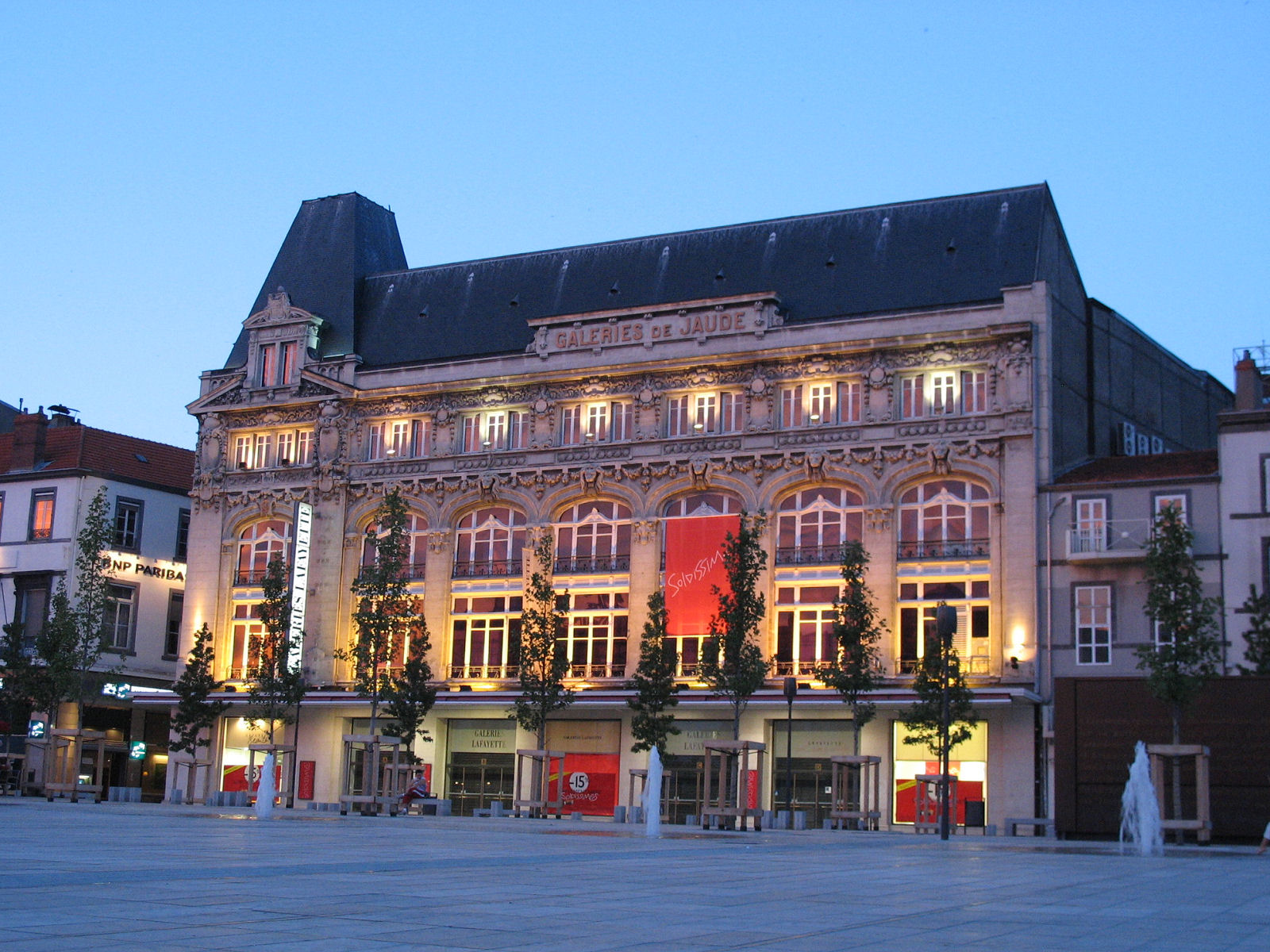
Les anciennes Galeries de Jaude.

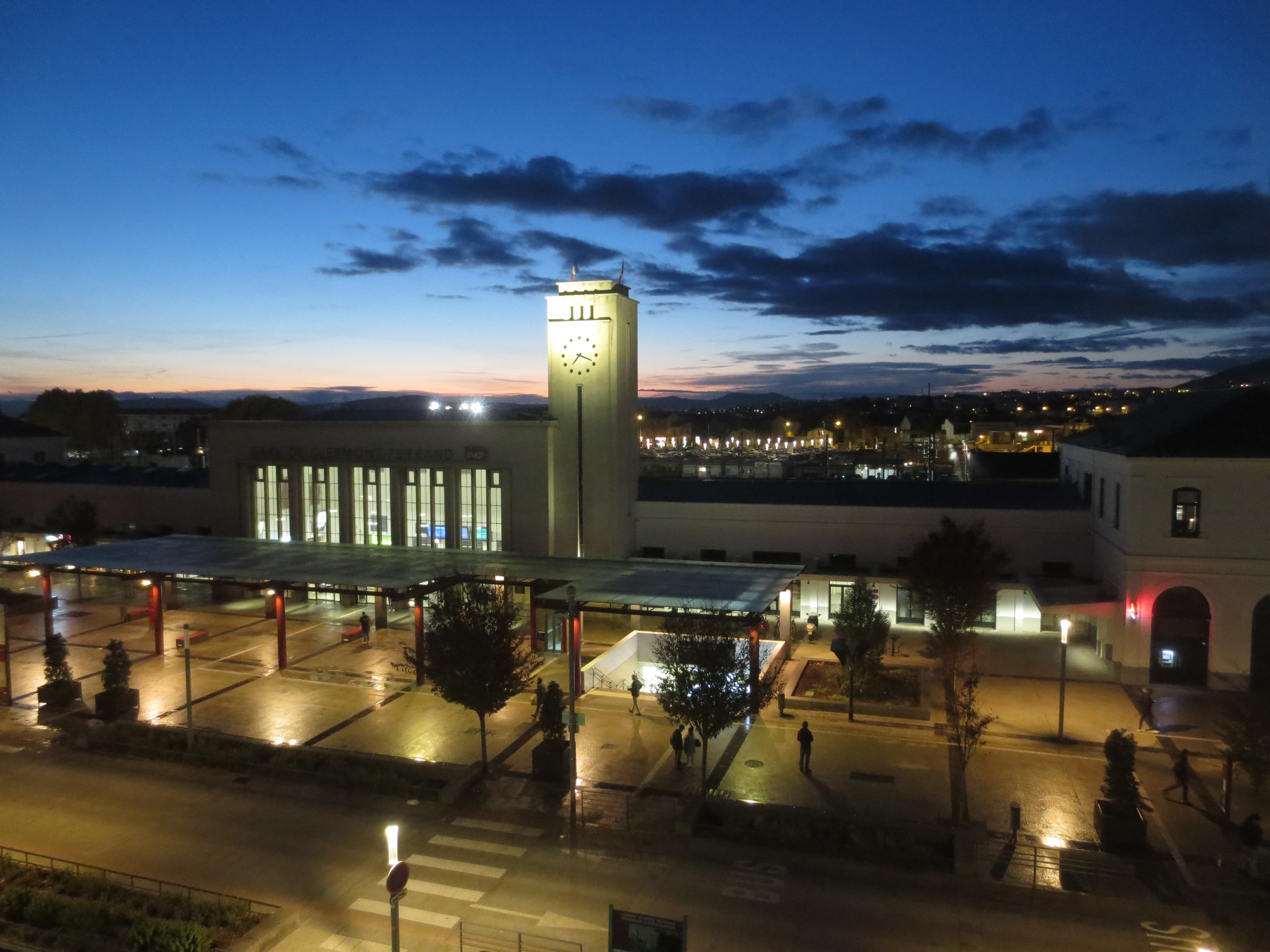
Gare de Clermont-Ferrand.

Clermont-Ferrand a vu sa population augmenter au cours du XXe siècle avec de nombreux magasins, infrastructures, voies de communication, hôpitaux qui se sont créés.
- les Galeries de Jaude, aujourd'hui Galeries Lafayette. Le bâtiment date de 1907. Sa façade domine la place de Jaude ;
- la polyclinique, située dans le complexe hospitalier de l'Hôtel-Dieu, date des années 1920, construite sous l'impulsion de Philippe-Marcombes ;
- l'hôpital-sanatorium Sabourin[207] (rue du Docteur-Bousquet) : construit par l'architecte clermontois Albéric Aubert dans les années 1930, et nettement influencé par les théories récentes de Le Corbusier[208]. Il constitue le seul exemple d'architecture moderne de l'entre-deux-guerres en Auvergne. En 1997, le bâtiment est désaffecté après restructuration des services hospitaliers de la région. L'hôpital est classé monument historique en 2000. Au début des années 2010 des travaux de restauration sont entrepris et permettent le transfert de l'école d'architecture à l'hôpital-sanatorium Sabourin en 2015 ;
- la gare routière[209] (boulevard François-Mitterrand) a été construite entre 1961 et 1964 par Valentin Vigneron. Son style est inspiré par celui d'Auguste Perret. Le bâtiment forme un ensemble cohérent avec les immeubles voisins de la Maison des Congrès et de la Culture, de la chambre d'agriculture, de la mutualité sociale agricole et du Crédit agricole qui borde la place des Salins[210]. Au milieu des années 2000, le projet de la transformer en grande bibliothèque est lancé[211]. Les fouilles archéologiques révèlent des éléments majeurs (dont le pied d'une statue de métal[212]) et repoussent le lancement des travaux. Finalement le projet est abandonné. En 2016, un nouveau projet de transformation est confié à l'architecte Eduardo Souto de Moura afin de créer un lieu en propre de la Comédie de Clermont-Ferrand Scène nationale. Ce lieu est inauguré en septembre 2020, avec un bâtiment proposant une salle de 878 places, une salle modulable de 336 places, un hall d’exposition, un espace de médiation culturelle, deux foyers, et une brasserie[213],[214] ;

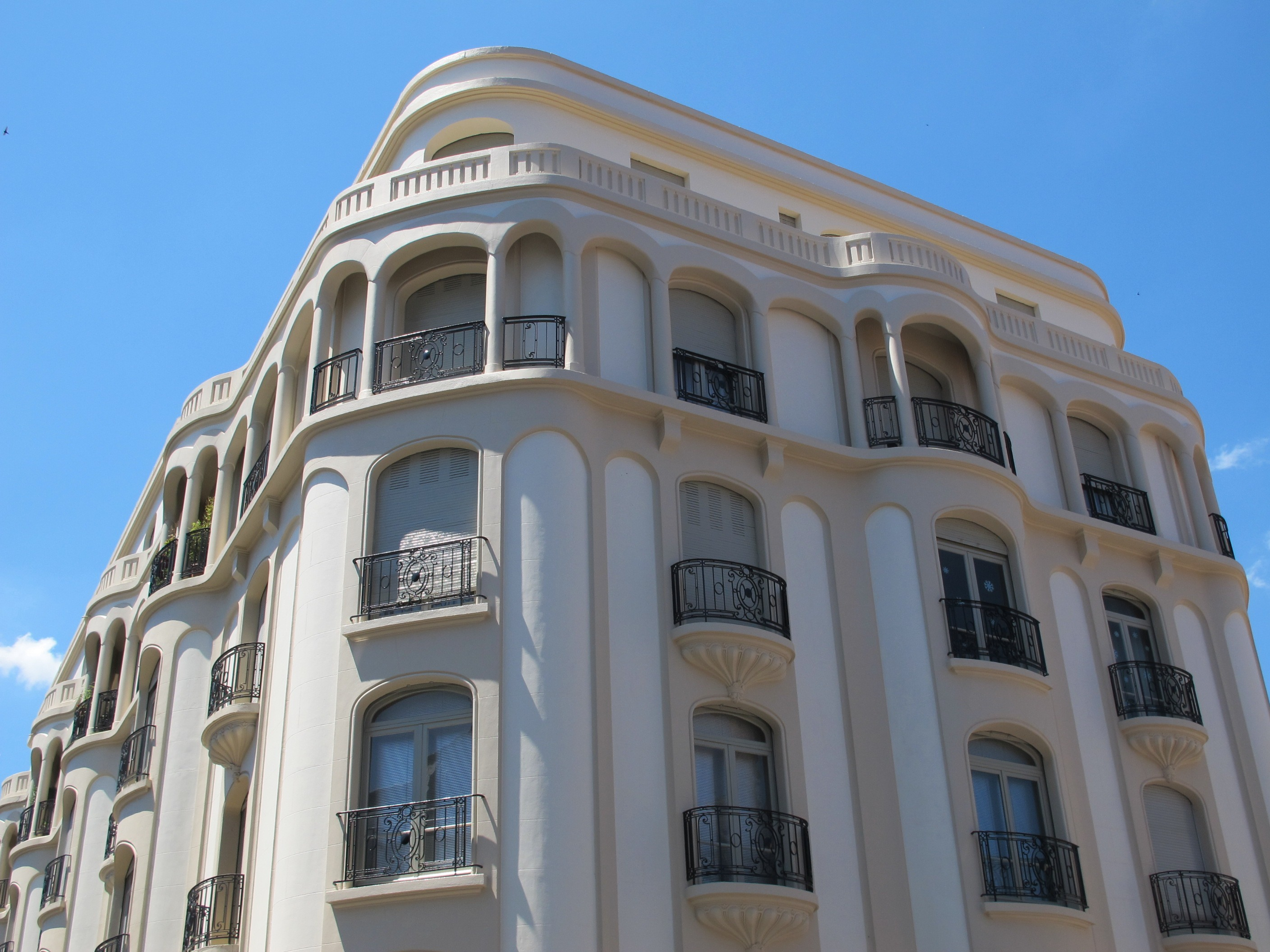
Immeuble Dalmas aussi appelé immeuble du Prisunic

- Immeuble Dalmas aussi appelé immeuble du PrisunicImmeuble Dalmas (couramment appelé "le Prisunic") construit par l'architecte Pierre Verdier de 1921 à 1934 avec l'aide de Valentin Vigneron. Il est un des plus beaux exemples de l'architecture du début du XXe siècle à Clermont-Ferrand avec sa façade ondulée blanche qui contraste avec la pierre volcanique noire.
- la Maison des Congrès et de la Culture, intégrée à l'ensemble architectural de la gare routière et de la MSA, dans le quartier des Salins ;
- la jetée (place Michel de L'Hospital) abrite l'association Sauve qui peut le court-métrage organisatrice du Festival international du court-métrage. Son architecture, ressemblant à un bateau, allie tradition et modernité ;
- le marché Saint-Pierre (place Saint-Pierre) est un marché couvert destiné à la vente de produits alimentaires. Le bâtiment actuel a été construit entre 1985 et 1987 (inauguration le 4 mai 1987) par les architectes clermontois André Bosser et Jean-Claude Marquet. Un premier bâtiment de type Baltard avait été construit en 1873 sur l'emplacement d'un marché en plein air, puis détruit en 1931 et remplacé par un bâtiment en béton et en verre conçu par l'architecte clermontois Aubert.

#### Architecture duXXIesiècle

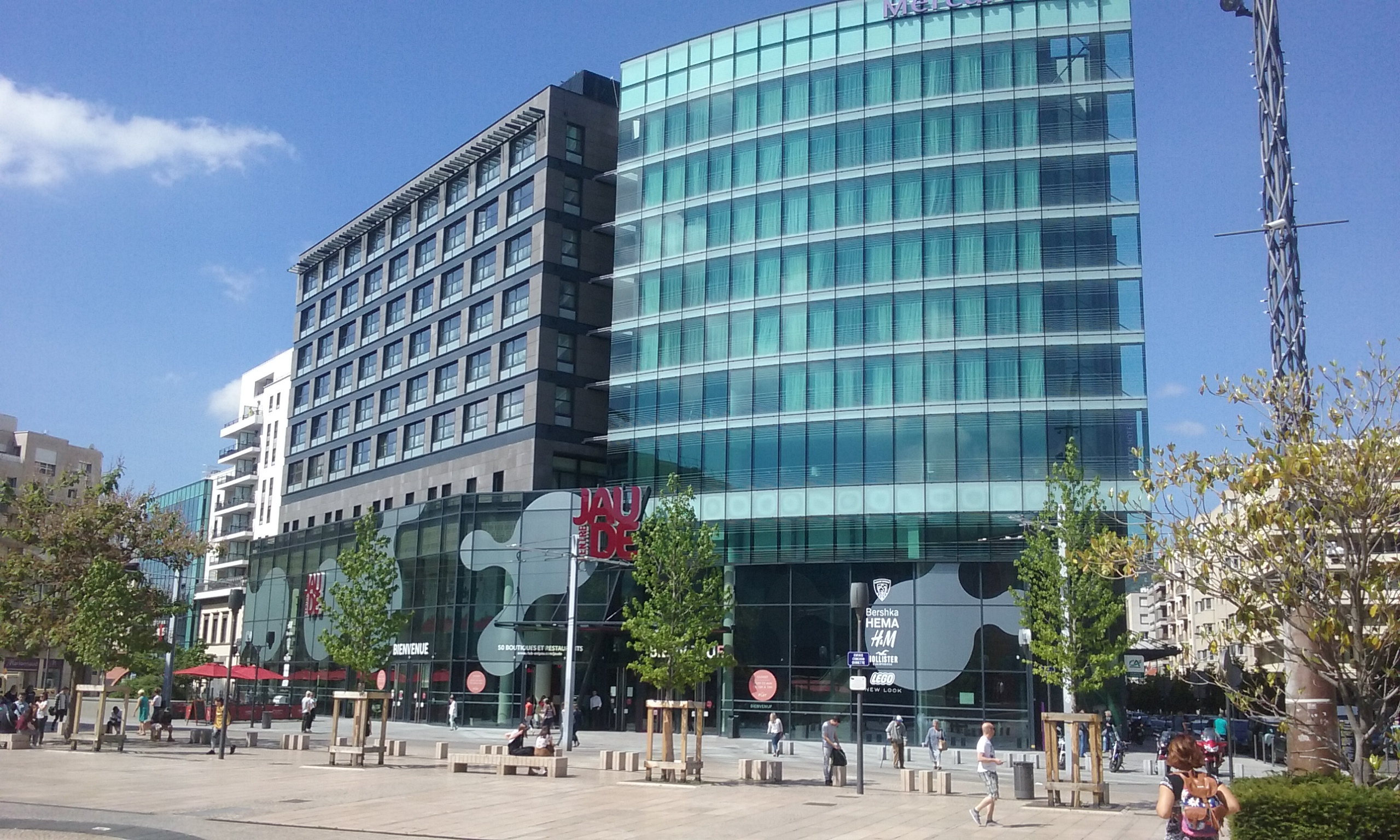
Centre Jaude 2, au printemps 2017.

L'école supérieure d'art de Clermont Métropole, naguère située dans l'ancien bâtiment XVIIIe siècle de la halle au blé, se situe, depuis janvier 2006, dans un bâtiment contemporain qui a été conçu par l'agence d'architecture Architecture-Studio, dans la rue Kessler, au sud du centre-ville.

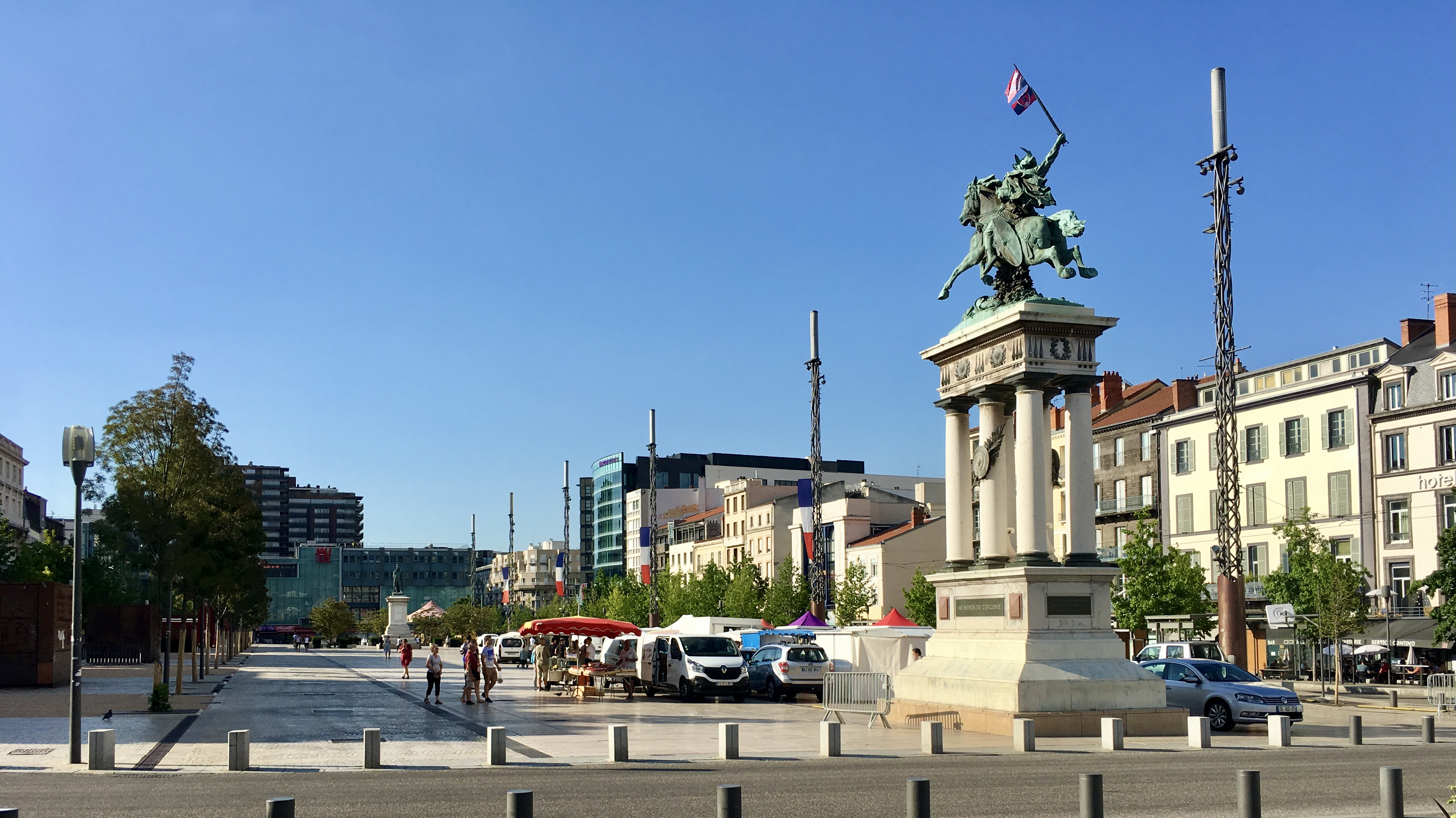
La place de Jaude en août 2019.

La piscine Pierre-de-Coubertin est agrandie et dotée d'une toiture ouvrante, cela en fait une structure novatrice et des plus agréables en été.
La place de Jaude a été urbanisée aux XIXe et XXe siècles. Elle a été complètement rénovée entre 2003 et 2005.
Le Carré Jaude 2, mis en service en novembre 2013, est un important projet d'urbanisation du centre-ville. Il se situe le long de l'avenue Julien, et est contigu au Centre-Jaude. Il s'agit d'ailleurs d'une extension de ce dernier. Seule la ligne de tramway sépare l'ancien centre Jaude du nouveau. Sa surface de 51 000 m2 permet d'accueillir un hôtel quatre étoiles de 123 chambres, des commerces, un cinéma de sept salles comprenant 1 199 places, et divers locaux pour le secteur tertiaire.
Le Polydome, place du 1er-Mai, est le nouveau centre des congrès et d'exposition de la ville. Le bâtiment a pris la place d'une ancienne coopérative Michelin. Une partie du bâtiment est une salle de concert de musiques actuelles, la Coopérative de mai, nom en hommage à l'ancienne fonction du bâtiment.
La Carsat, avec un habillage complet en zinc, fait aussi partie de la régénération du secteur « Avenue de la République ».

### Patrimoine culturel

#### Musées et lieux d'exposition
Trois espaces d'exposition sont gérés par la ville de Clermont-Ferrand : l'hôtel de Fontfreyde, qui après avoir abrité le musée du Ranquet est devenu Centre photographique, la Tôlerie, espace d'art contemporain, et l'espace patrimoine de l'office de tourisme.
Un Parcours Musées permet de visiter les trois musées labellisés Musée de France transférés à Clermont Auvergne Métropole : le musée d'Art Roger-Quilliot, le musée Bargoin et le muséum d'histoire naturelle Henri-Lecoq accompagnés par une médiatrice culturelle.

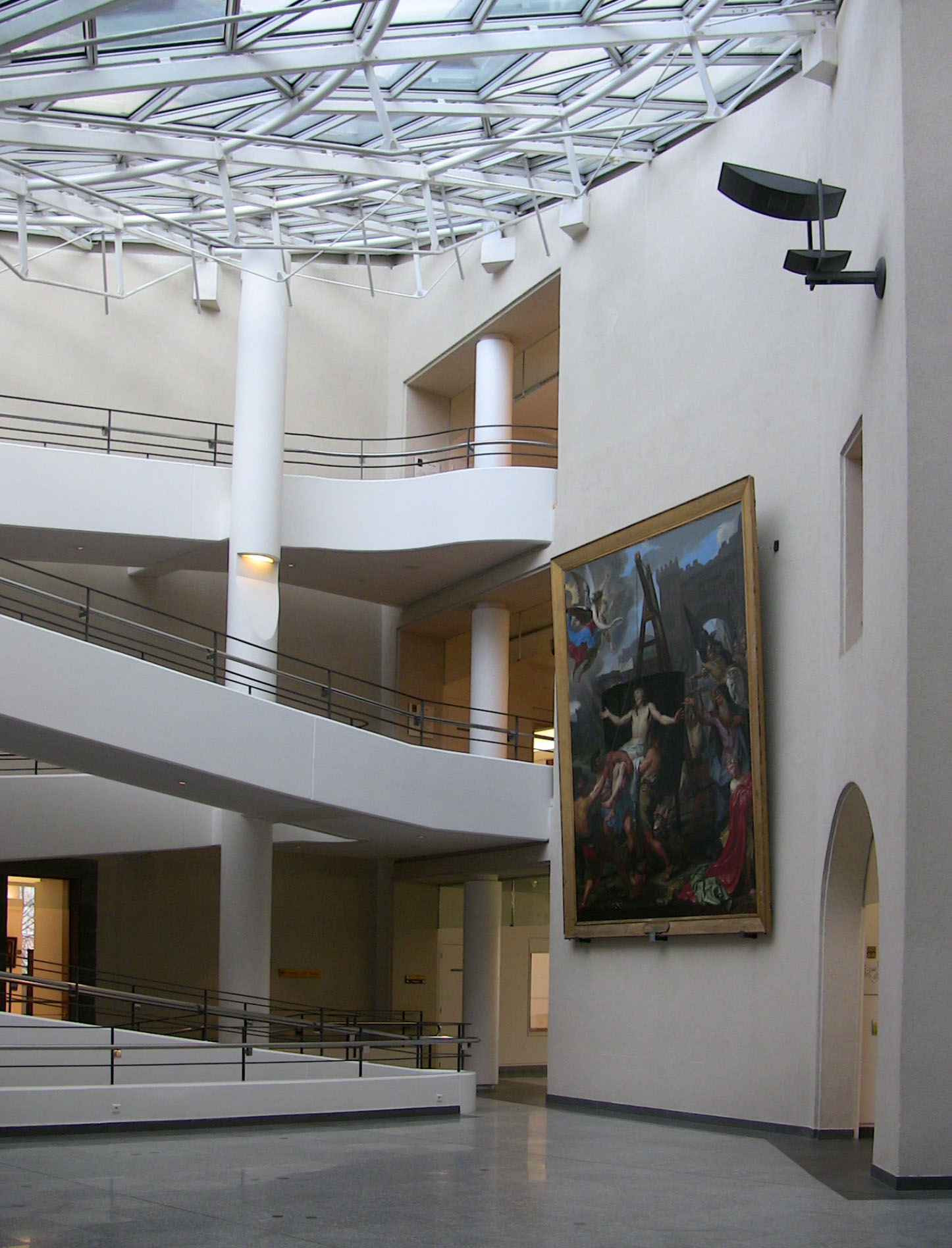
Atrium du musée d'Art Roger-Quilliot.
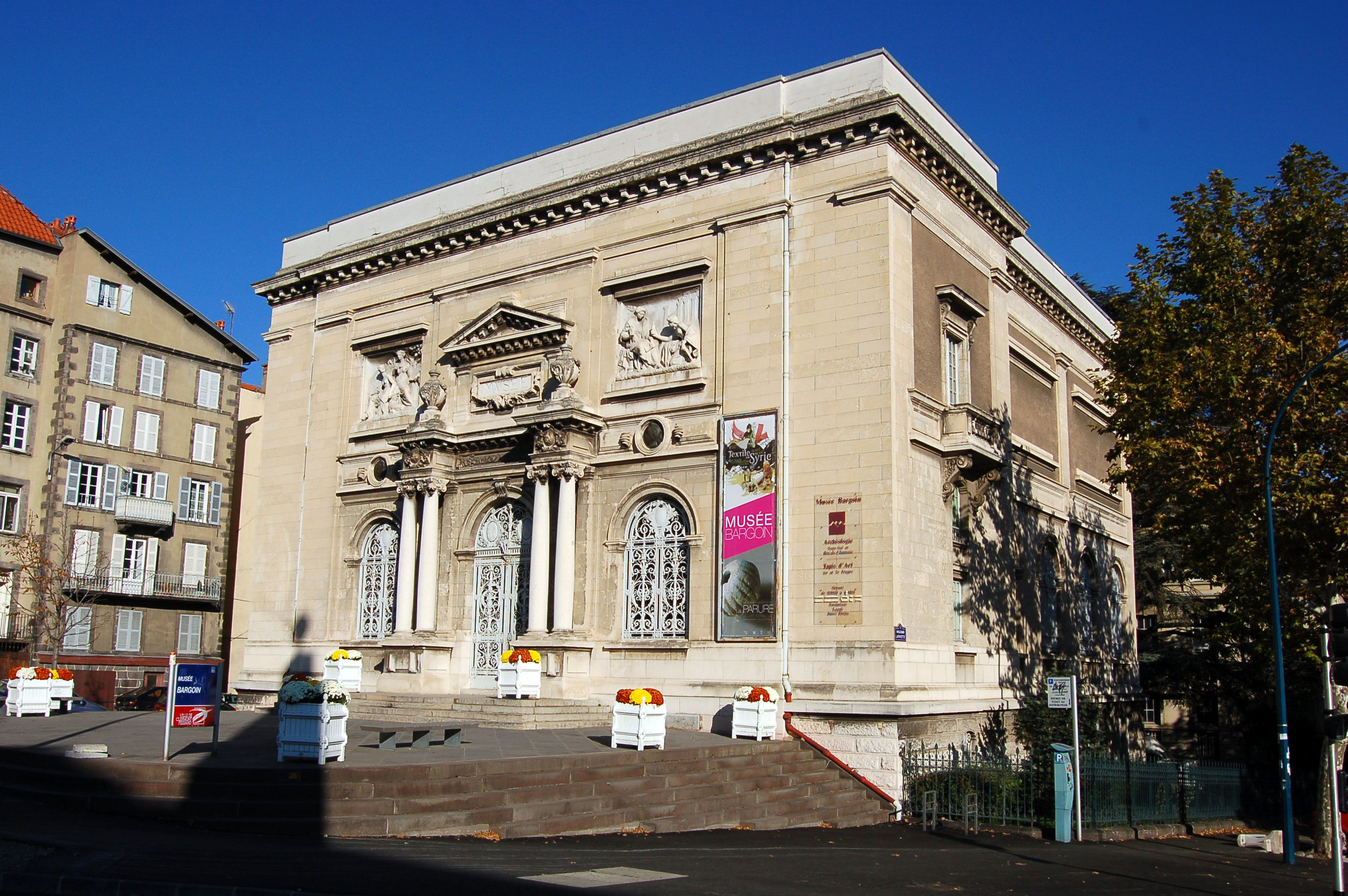
Le musée Bargoin.

Le FRAC Auvergne (Fonds régional d'art contemporain), dont le lieu d'exposition permanent est depuis janvier 2010 un immeuble de trois étages à proximité immédiate de la cathédrale (après avoir été abrité de nombreuses années par les Écuries de Chazerat) déménagera fin 2025 dans l'ancienne Halle aux blés de Clermont-Ferrand.
L'Aventure Michelin est un musée de la marque Michelin ouvert depuis janvier 2009.
Un particulier a ouvert un musée dans sa cave en 2014 : le musée « Art et Artisanat des Combattants 14/18 ».

#### Bibliothèques et médiathèques
La médiathèque de Jaude, la médiathèque Croix de Neyrat, trois annexes et deux bibliobus, la bibliothèque du Patrimoine, le Centre de documentation du cinéma et du court-métrage La Jetée et la bibliothèque de l'École supérieure d'art font partie d'un réseau de bibliothèques à l'échelle de la Métropole.
Une grande bibliothèque est en construction sur le site de l'ancien Hôtel-Dieu ; sa livraison est prévue début 2026.

#### Opéras, théâtres, salles et lieux de spectacles

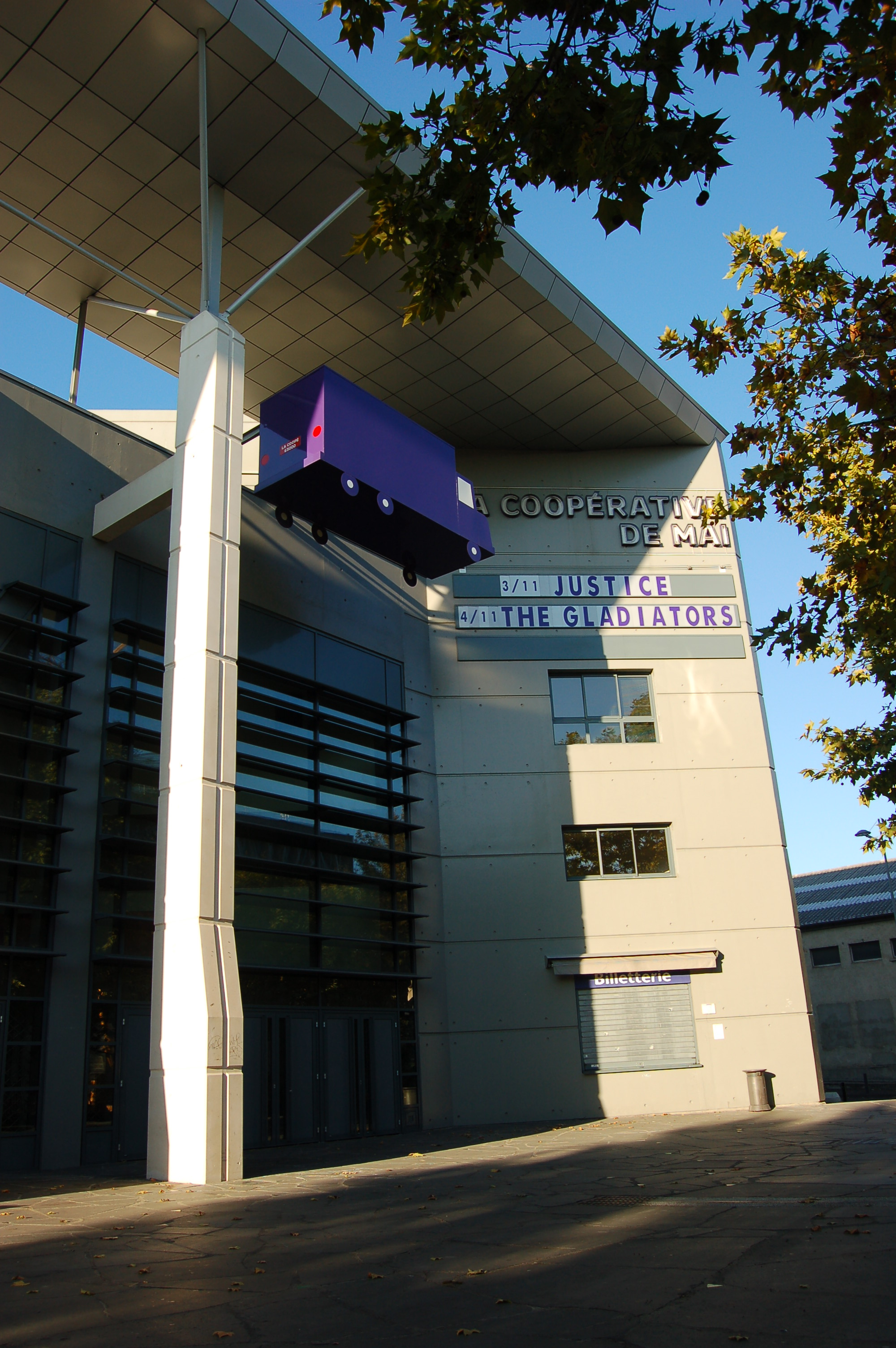
La Coopérative de Mai.

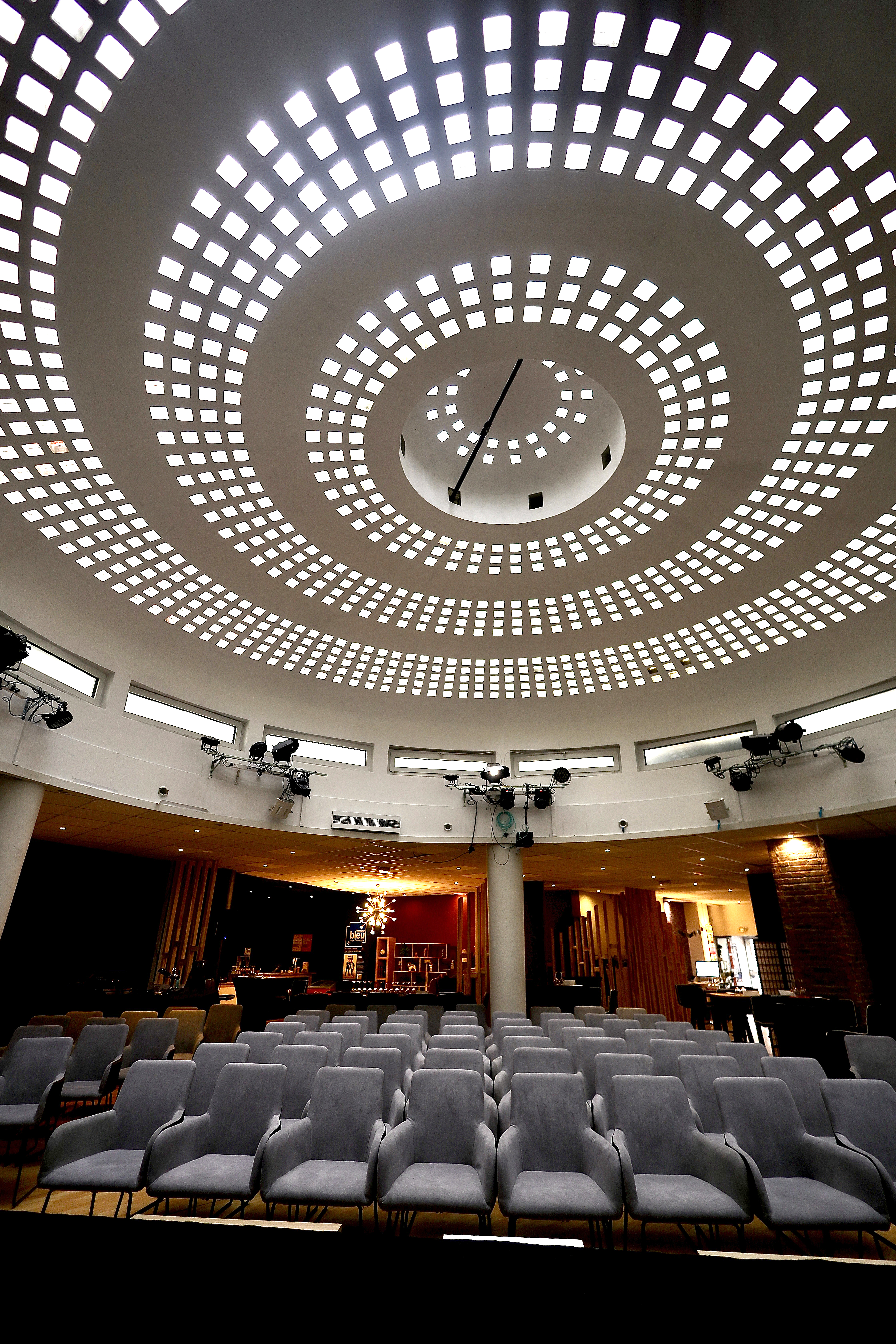
Théâtre La Coupole.

Clermont-Ferrand dispose de plusieurs salles de spectacle et concerts, dont :
- La Coopérative de Mai ;
- La Coupole ;
- le Zénith d'Auvergne (à Cournon-d'Auvergne) ;
- l'Opéra-Théâtre ;
- la Maison des Congrès et de la Culture ;
- la Comédie de Clermont-Ferrand ;
- la Maison des Sports ;
- la Maison du Peuple ;
- la chapelle du Bon Pasteur ;
- la Cour des Trois Coquins ;
- le Petit Vélo (rue Fontgiève, sur le site de l'ancien cinéma Le Novelty, fermé)[219].

#### Cinéma
Dès juin 1896, un cinématographe est installé à Clermont-Ferrand. En 2024, l'agglomération de Clermont-Ferrand compte huit cinémas : Ciné Jaude, Le Paris, les complexes du CGR Clermont Val Arena et Ciné Dôme (ce dernier sur la commune d'Aubière), le CinéFac (qui n'est pas un lieu, mais un concept), dont trois d'art et essai : Les Ambiances, Ciné Capitole et Le Rio.

### Clermont-Ferrand dans les arts et la culture
Dans la littérature comme dans la culture populaire, l'image de Clermont-Ferrand est souvent celle d'une ville « de pierre noire » à l'ambiance morne et déprimante, notamment dans Le Tour de la France par deux enfants de G. Bruno (1877) qui insiste cependant sur son artisanat laborieux, la fertilité du terroir et la qualité des confiseries. Le développement des quartiers industriels sous le patronage des usines Michelin la fait parfois qualifier de « soviétique ». Dans le film M. Butterfly de David  Cronenberg (1994), un attaché d'ambassade français note que tous les logements de fonction ont le même mobilier « à la soviétique », « fabriqué par une petite usine de Clermont-Ferrand ». Dans Lieux communs (2001), le documentariste Antoine Lopez, un des fondateurs du festival du court métrage, insiste sur les images contrastées de la ville. Elle est souvent évoquée sur le mode de la dérision, opposée à des métropoles plus dynamiques. Depuis les années 1990 et la fermeture des usines, la municipalité s'efforce de revaloriser l'image de la ville en faisant valoir ses espaces urbains dégagés et son patrimoine industriel.

#### Chansons
Une chanson humoristique a été composée par Jean Maupoint sur Clermont, La Tiretaine. C'est une petite valse romantique rendant hommage à l'éponyme rivière clermontoise, qui a longtemps servi d'égout communal.
Plusieurs textes chantés par Jacques Brel font référence à l'Auvergne et à Clermont, en particulier La chanson de Jacky ; tout comme Georges Brassens avec L'Auvergnat.
Le groupe Wazoo, originaire de Clermont, fait plusieurs références à la vie locale dans sa chanson La manivelle, et dédie une chanson à l'ASM dans Ici c'est Montferrand.
Coluche a chanté The Blues In Clermont-Ferrand.
Alain Bashung, dans C'est la faute à Dylan (1977), dit : « J'ai quitté mon squaw, mon bout de ferme, dans un comté proche de Clermont-Ferrand ».

#### Romans
- L’Œuvre, roman d'Émile Zola, évoque rue de l’Éclache, qui descend au Jardin-des-Plantes (aujourd'hui rue Bardoux et jardin Lecoq) où habite Christine avec ses parents, mais aussi la place de Jaude ou encore la rue des Gras[226].
- Les Vingt Ans du jeune homme vert, roman de Michel Déon, paru en 1977, se déroule à Clermont-Ferrand durant la Seconde Guerre mondiale.
- Vies minuscules, roman de Pierre Michon, 1984, évoque le début des années 1970 à Clermont-Ferrand à travers les personnages de Marianne et du Père Foucault rencontré à l'Hôtel-Dieu.
- L'Exposition coloniale, roman d'Erik Orsenna, prix Goncourt 1985, se passe en partie à Clermont-Ferrand.
- Colette Stern, roman de Georges Conchon paru en 1987, a en partie pour cadre Clermont-Ferrand.
- Paradis noirs, roman de Pierre Jourde, paru en 2009.
- Le Livre perdu des sortilèges, roman de Deborah Harkness, Orbit/Calmann-Lévy 2011, dont l'un des personnages principaux est natif de Clermont-Ferrand, se passe en partie à Clermont[227].
- En vieillissant les hommes pleurent, de Jean-Luc Seigle, grand prix RTL-Lire 2012.
- Un beau début, Éric Laurrent, Prix Alexandre-Vialatte 2016.
- Sous la ville, roman policier de Sylvain Forge, 2016.
- Blanc nocturne, Laurent Léonard, 2017.
- Des poignards dans les sourires, roman policier de Cécile Cabanac, 2019.
- Impasse Verlaine de Dalie Farah, roman de 2019, raconte l'histoire de Vendredi, la mère de la narratrice débarquée d'Algérie pour vivre dans une HLM de l'impasse Verlaine à Clermont-Ferrand.
- Parasite, roman policier de Sylvain Forge, 2019.
- L'Année du gel, Agathe Portail, 2020.
- L'Architecture, roman de Marien Defalvard, 2021.
- Les Dévorés, roman policier de Thibaud Solano, 2023[228].

#### Films
- Gas-oil de Gilles Grangier, avec Jean Gabin, Jeanne Moreau, Roger Hanin, Marcel Bozzuffi (1955).
- Ma nuit chez Maud d'Éric Rohmer avec Jean-Louis Trintignant (1969).
- Le Chagrin et la Pitié de Marcel Ophüls (1969).
- Sept morts sur ordonnance de Jacques Rouffio (décembre 1975) avec (Gérard Depardieu), Michel Piccoli, Charles Vanel.
- La Double Vie de Véronique de Krzysztof Kieślowski (1991).
- Drôle de Félix d'Olivier Ducastel et Jacques Martineau (2000).
- Les Choristes de Christophe Barratier (2004).
- Quand j'étais chanteur de Xavier Giannoli (2006).
- Camping 2 de Fabien Onteniente (2009).
- Accusé Mendès France téléfilm de Laurent Heynemann (2010), avec Bruno Solo.
- La Nouvelle Guerre des boutons par Chistophe Barratier (2011).
- Viens je t'emmène, d'Alain Guiraudie (2022).

### Personnalités liées à la commune

#### Nés à Clermont

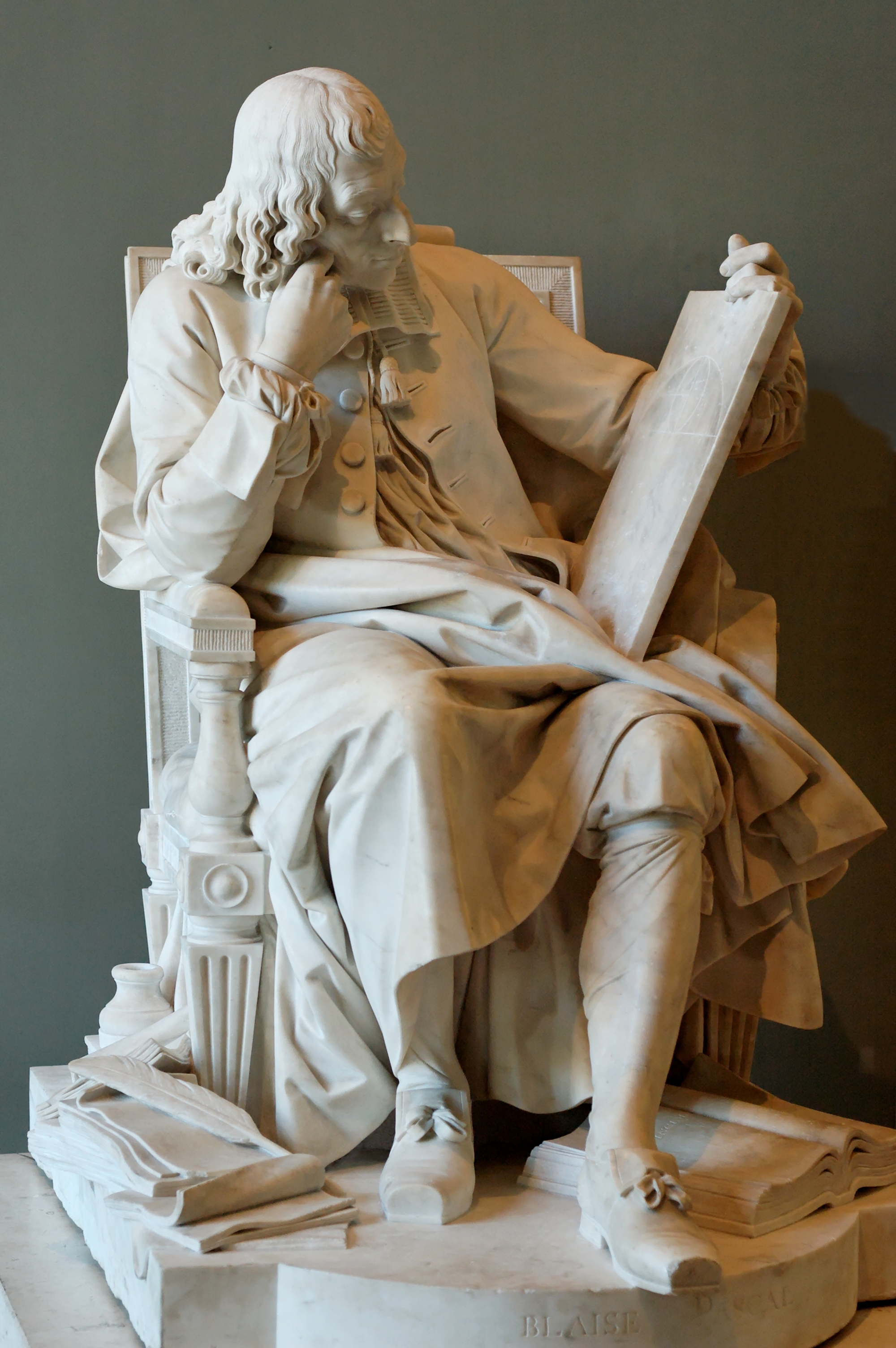
Blaise Pascal, marbre d'Augustin Pajou, musée du Louvre.

- Apollinaire de Clermont (mort en 515), comte d'Auvergne d'époque wisigothique ;
- Gilles Durant, sieur de la Bergerie (1554-mort en 1614 ou 1615), poète ;
- Jean Bonnefons (1554-v. 1614), poète néolatin ;
- Grégoire de Tours (539-594), évêque, théologien et historien ;
- Blaise Pascal (1623-1662), philosophe, théologien, mathématicien et physicien ;
- Jacqueline Pascal (1625-1661), femme de lettres, sœur de Blaise Pascal ;
- Jean Domat (1625-1696), juriste ;
- Antoine Léonard Thomas (1732-1785), écrivain, Académicien français ;
- Jacques Delille (1738-1813), homme d'Église, poète, Académicien français ;
- Sébastien-Roch Nicolas de Chamfort (1740-1794), écrivain moraliste, Académicien français ;
- Jacques-Antoine Dulaure (1755-1835), archéologue et historien ;
- François Dominique de Reynaud de Montlosier (1755-1838), homme politique ;
- Denis Terreyre (1756-1823), général français de la Révolution et de l’Empire ;
- Étienne-Bernard Malye (1758-1821), général français de la Révolution et de l’Empire ;
- Antoine Lhoyer (1768-1852), guitariste et compositeur ;
- Gilbert Breschet (1784-1845), anatomiste ;
- George Onslow (1784-1853), compositeur ;
- Charles-Antoine Ravel (1798-1860, écrivain de langue occitane et militant républicain
- Gabriel Moulin (1810-1873), homme politique né et décédé à Clermont-Ferrand, député du Puy-de-Dôme de 1845 à 1848 et de 1849 à 1851.
- Antoine-François Marmontel (1816-1898), pianiste et pédagogue ;
- Léonard Morel-Ladeuil (1820-1888), sculpteur ;
- Paule Minck (1839-1901), femme de lettres, journaliste, féministe et communarde ;
- Ambroise Tardieu (1840-1912), historiographe ;
- Louis Mékarski (1843-1923), ingénieur et inventeur ;
- Edmond Lemaigre (1849-1890), organiste de la cathédrale et compositeur ;
- Fernand Forest (1851-1914), inventeur du moteur à combustion interne ;
- Jean Gabriel Dufaud (1855-1900), médecin ;
- Édouard Michelin (1859-1940), industriel, inventeur avec son frère André du pneu démontable, fondateur de l'industrie clermontoise du pneumatique
- Antonin-Gilbert Sertillanges (1863-1948), théologien ;
- Albert Malet (1864-1915), historien et auteur de manuels scolaires ;
- Étienne Clémentel (1864-1936), homme politique ;
- Henri Quittard (1864-1919), compositeur, musicologue et critique musical français ;
- Pierre-Jacques Pelletier (1867-1931), peintre français ;
- Victor Pachon (1867-1939), médecin, inventeur d'un appareil destiné à mesurer la tension artérielle ;
- Henri Mordacq (1868-1943), général de corps d'armée, chef du cabinet militaire de Clemenceau de 1917 à 1920 ;
- Joé Descomps-Cormier (1869-1950), sculpteur et orfèvre ;
- Jean Daragon (1870-1923), comédien ;
- Alexandre Varenne (1870-1947), homme politique ;
- Marguerite Teilhard-Chambon (1880-1959), femme de lettres ;
- Mario Pérouse (1880-1956), peintre ;
- Hélène Brion (1882-1962), militante féministe ;
- Roger Poupon (1888-1976), as de l'aviation française de la Première Guerre mondiale ;
- Émile Pladner (1906-1980), champion du monde de boxe anglaise ;
- Ginette Hamelin (1913-1944), résistante, morte en déportation ;
- Henri Vidal (1919-1959), acteur ;
- Mario Marret (1920-2000), agent de renseignement, explorateur polaire, cinéaste et psychanalyste ;
- Maurice Roche (1924-1997), écrivain ;
- Fernand Raynaud (1926-1973), humoriste ;
- Georges Besse (1927-1986), homme d'affaires ;
- Claude Carrère (1930-2014), parolier et producteur musical ;
- Yves Dreyfus (1931-2021), triple champion du monde d'escrime ;
- Georges Groine (1934-2022), pilote de rallye-raid français ;
- Benoît Allemane (1934-2025), comédien français spécialisé dans le doublage ;
- François-Bernard Mâche (1935-), compositeur, pionnier de la musique concrète ;
- Guy Perrier (1939-), géophysicien et sismologue français ;
- Jean-Paul Demure (1941-), auteur de romans policiers ;
- Jean-Paul Imbert (1942-), organiste ;
- Didier Lombard (1942-), homme d'affaires ;
- Henriette Bichonnier (1943-2018), auteur de livres pour la jeunesse ;
- Victor Guitard (1943-), journaliste d'investigation ;
- Patrick Depailler (1944-1980), pilote de Formule 1 ;
- Gérard Bocholier (1947-), poète et enseignant ;
- Vincent Bardet (1947-), éditeur, traducteur, essayiste ;
- Claude Michy (1949-), promoteur d'évènements sportifs, et pilote automobile ;
- Jean-Luc Petitrenaud (1950-2025), journaliste, critique culinaire ;
- Jean-Pierre Malo (1951-), acteur ;
- Bernard Gardon (1951-), international français de football ;
- Dominique Perrault (1953-), architecte ;
- François Taillandier (1955-), écrivain ;
- Christian Sarron (1955-), champion du monde de vitesse moto ;
- Bernard Larrouturou (1958-), chercheur ;
- François Groslière (1961-), peintre et plasticien ;
- Alain Casanova (1961-), joueur puis entraineur de football ;
- Lolo Ferrari (1963-2000), danseuse, actrice et actrice pornographique ;
- Édouard Michelin (1963-2006), cogérant de l'entreprise Michelin ;
- Fadela Amara (1964-), personnalité politique ;
- Éric Laurrent (1966-), écrivain ;
- José Braga (1967-), paléoanthropologue ;
- Olivier Clodong (1968-), auteur et essayiste ;
- Emmanuelle Pireyre (1969-), écrivaine ;
- Agathe Haevermans (1970-), illustratrice naturaliste ;
- Christian Ingrao (1970-), historien ;
- Abdennour Bidar (1971-), philosophe ;
- Isabelle Fijalkowski (1972-), championne d'Europe de basket-ball, détentrice du record de points en équipe de France ;
- Salim Medjkoune (1972-), champion du monde de boxe anglaise ;
- Sylvain Legwinski (1973-), footballeur français ;
- Dalie Farah (1973-), romancière et dramaturge ;
- Nicolas Beaudan (1975-), champion du monde d'escrime par équipe ;
- Isabelle Delobel (1978-), championne du monde de patinage artistique ;
- Élise Chassaing (1979-), journaliste, présentatrice sur Canal+ ;
- Sylvain Hagopian (1979-), également connu sous les noms de scène Casus Belli, Caz B ou Silvàn Areg, auteur-compositeur-interprète ;
- Marie Poissonnier (1979-), championne de saut à la perche ;
- Thomas Cailley (1980-), réalisateur ;
- Audrey Prieto (1980-), championne du monde de lutte ;
- Gauthier de Tessières (1981-), champion de ski ;
- Damien Monier (1982-), cycliste ;
- Anthony Floch (1983-), joueur de rugby ;
- Mark Daumail (1984-), meneur du groupe Cocoon ;
- Alice Modolo (1984-), apnéiste française, vice-championne du monde ;
- Laure Boulleau (1986-), footballeuse ;
- Nicolas Laporte (1986-), astrophysicien ;
- Morgane Imbeaud (1987-), chanteuse du groupe Cocoon ;
- Grégory Gatignol (1988-), acteur ;
- Paloma (1991-), drag queen, réalisateur, acteur, chanteur, gagnant de la saison 1 de Drag Race France ;
- Nicolas Mazier (1991-2023), militaire ;
- Gabriella Papadakis (1995-), championne du monde de patinage artistique ;
- Yohann Magnin (1997-), footballeur ;
- Mohamed Bayo (1998-), footballeur international ;

#### Résidents célèbres

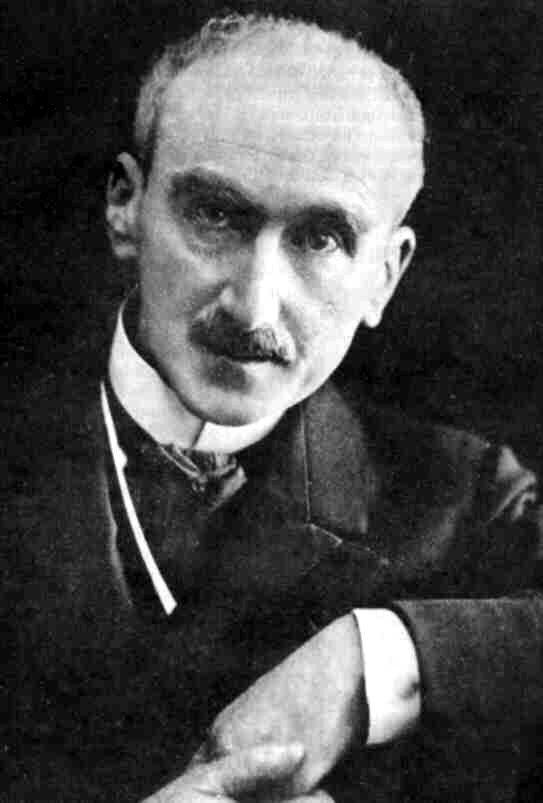
Henri Bergson, philosophe et prix Nobel de littérature en 1927, a enseigné à Clermont de 1883 à 1888.

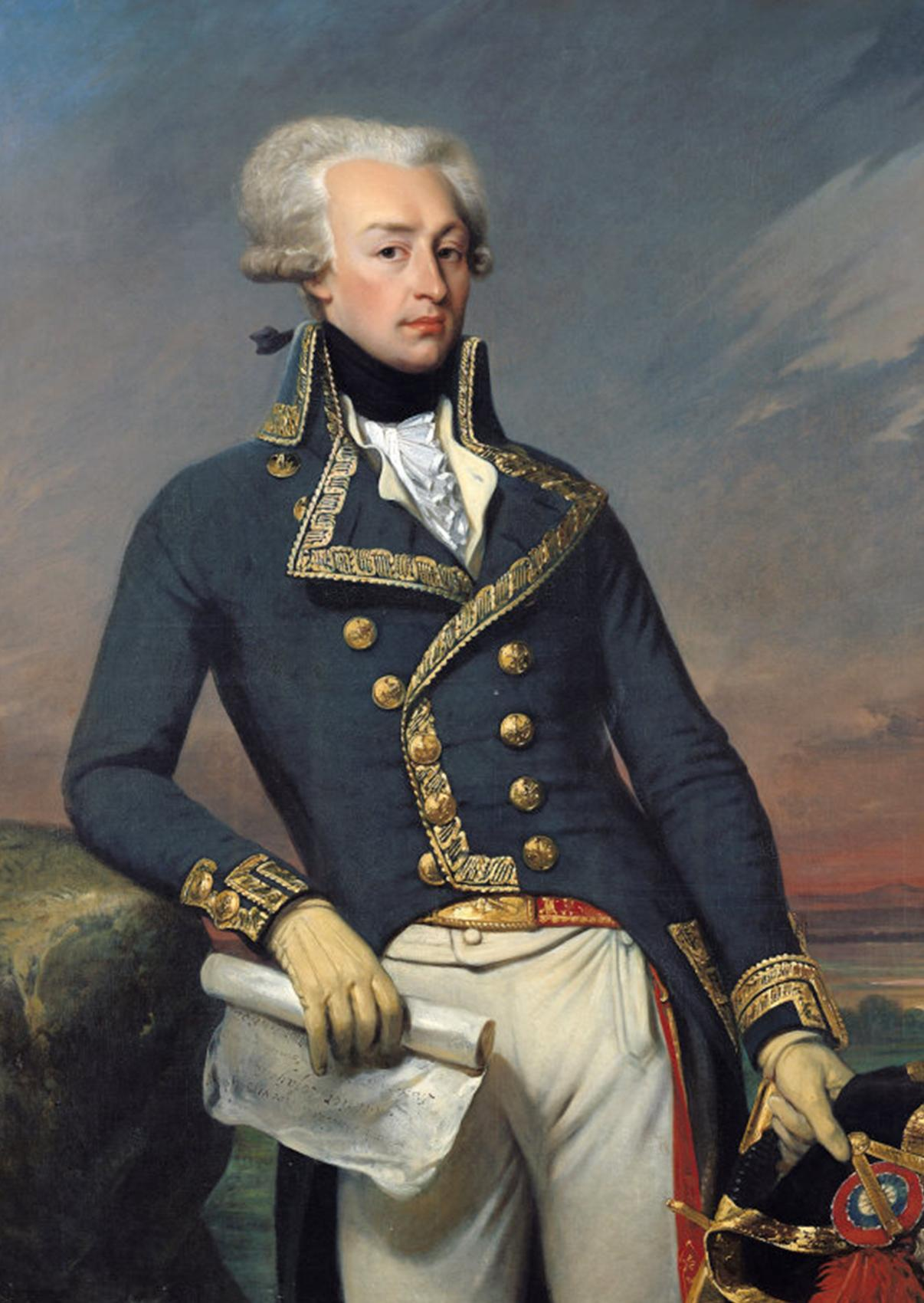
Gilbert du Motier de La Fayette a siégé à la grande salle du collège royal de Clermont.

- Alyre de Clermont (?-384), homme d'église
- Sidoine Apollinaire (430-486), écrivain, homme d'Église ;
- Sainte Georgette (? – 500), religieuse franque ;
- Urbain II (1088-1099), prêcheur de la première croisade ;
- Jean-Baptiste Massillon (1663-1742), écrivain, homme d'Église ;
- Jean-Philippe Rameau (1683-1764), compositeur, organiste à la cathédrale où il établit les lois de l'harmonie ;
- François Thévenot (1728-1808), général des armées de la République, y est décédé ;
- Jean-Baptiste Rivet (1748-1805), général de brigade de la Révolution française, mort à Clermont-Ferrand ;
- Georges Couthon (1755-1794), personnalité de la Révolution française, membre du Comité de salut public ;
- Jean Victor Rouyer (1756-1818), général français de la Révolution et de l’Empire, mort à Clermont-Ferrand ;
- Marquis de La Fayette (1757-1834), personnalité de la guerre d'indépendance des États-Unis et de la Révolution française ;
- Joseph Serrant (1767-1827), général français de la Révolution et de l’Empire, mort à Clermont-Ferrand ;
- François Martin Valentin Simmer (1776-1847), général français de la Révolution et de l’Empire, mort à Clermont-Ferrand ;
- Auguste Ricard de Montferrand (1786-1858), architecte ;
- Claude Burdin (1788-1873), ingénieur des mines, inventeur de la turbine ;
- Henri Lecoq (1802-1871), botaniste et géologue ;
- Duc de Morny (1811-1865), financier, politicien, industriel ;
- Jean-Baptiste Bargoin (1813-1885), pharmacien ;
- Louis Pasteur (1822-1895), scientifique ;
- Georges Boulanger (1837-1891), militaire, politique ;
- Léon de Beylié (1849-1910), militaire, archéologue, bienfaiteur ;
- Paul Bourget (1852-1935), écrivain ;
- André Michelin (1853-1931), industriel ;
- Georges Desdevises du Dézert (1854-1942), historien, romancier, poète et critique littéraire ;
- Raymond Bergougnan (1858-1942), industriel, principal concurrent de Michelin lors de la course au pneumatique ;
- Henri Bergson (1859-1941), philosophe, professeur de philosophie au lycée Blaise-Pascal de 1883 à 1888, prix Nobel de littérature en 1927 ;
- Édouard Michelin (1859-1940), industriel ;
- Pierre-Jules Boulanger (1885-1950), cogérant Michelin, président de Citroën ;
- Robert Puiseux (1892-1991), cogérant puis gérant Michelin, président de Citroën ;
- Émile Durin (1896-1981), cogérant Michelin ;
- Arletty (1898-1992), actrice ;
- Alexandre Vialatte (1901-1971), écrivain ;
- Valentin Vigneron (1908-1973), architecte ;
- Albert Soboul (1914-1982), historien ;
- Jean Anglade (1915-2017), écrivain ;
- Paul Eychart (1915-2005), historien ;
- Jules Vuillemin (1920-2001), philosophe et professeur de philosophie à Clermont ;
- Max Derruau (1920-2004), géographe spécialiste de géomorphologie ;
- Bernard Mandeville (1921-2000), peintre ;
- Claude Lanzmann (1925-2018), journaliste, écrivain et cinéaste, organisa la Résistance au lycée Blaise-Pascal ;
- Valéry Giscard d'Estaing (1926-2020), homme politique, 20e président de la République française ;
- Michel Foucault (1926-1984), philosophe et professeur de philosophie à l'université de Clermont entre 1960 et 1966 ;
- François Michelin (1926-2015), gérant Michelin ;
- Michel Serres (1930-2019), philosophe et professeur de philosophie à l'université de Clermont entre 1958 et 1968 ;
- Danièle Gilbert (1943-), animatrice de télévision ;
- Chantal Lauby (1948-), actrice et humoriste ;
- Chantal Dupuy-Dunier (1949-), poétesse ;
- Jean-Pierre Siméon (1950-), poète et écrivain ;
- Youri Bandajevsky (1957-), scientifique ;
- Édouard Michelin (1963-2006), cogérant Michelin ;
- Hervé Mathoux (1966-), journaliste sportif spécialisé dans le football, présentateur de télévision ;
- Bernard Diomède (1974-), champion du monde de football ;
- Sylvain Armand (1980-), footballeur ;
- Aurélien Rougerie (1980-), joueur de rugby (XV de France, ASM Clermont-Auvergne) ;
- Renaud Lavillenie (1986-), champion olympique de saut à la perche ;
- Cécile Coulon (1990-), romancière, nouvelliste et poétesse ;

### Héraldique, logotype et devise

#### Devise
La devise de Clermont est Arverna Civitas Nobilissima (« La plus noble cité arverne »). Elle est écrite dans plusieurs églises et apparaît dans le blason végétal du jardin Lecoq.

#### Héraldique
Les armes traditionnelles de la ville de Clermont-Ferrand se blasonnent ainsi : d'azur, à la croix pleine de gueules orlée d'or, cantonnée de quatre fleurs de lis aussi d'or.
Pendant le Premier Empire, le blason de Clermont-Ferrand était différent : Sous le chef des bonnes villes de l'Empire : d'azur à une croix cousue de gueules cantonnée : aux I et IV d'un fer de lance d'or ; aux II et III d'un écu d'or chargé d'un gonfanon de gueules franché de sinople, qui est d'Auvergne.
En 1960 le conseil municipal adopte les "grandes armes de la ville", qui fixent les ornements extérieurs de l'écu.

Blason actuel.
Blason sous le Premier Empire.
Grandes armes.

#### Logotype
Le logo actuel de la commune a été choisi par consultation citoyenne en 2021.

Logo de la ville depuis le 1 janvier 2022.

Il succède à un logo créé en 1987 par l’Atelier Michel-Queyriaux.

Ancien logo de la ville.